# Liste der Biografien/Jone
Liste der Biografien |
Portal Biografien |
Personensuche
# |
A |
B |
C |
D |
E |
F |
G |
H |
I |
J |
K |
L |
M |
N |
O |
P |
Q |
R |
S |
T |
U |
V |
W |
X |
Y |
Z |
?
 
Ja |
Jb |
Jd |
Je |
Jh |
Ji |
Jj |
Jl |
Jn |
Jm |
Jo |
Jp |
Jr |
Js |
Jt |
Ju |
Jv |
Jw |
Jy
 
Joa–Jog |
Joh |
Joi–Jom |
Jon |
Joo |
Jop |
Jor |
Jos |
Jot |
Jou |
Jov |
Jow |
Jox |
Joy |
Joz
 
Jona |
Jonc |
Jond |
Jone |
Jong |
Joni |
Jonj |
Jonk |
Jonl |
Jonn |
Jono |
Jonq |
Jons |
Jont |
Jonu |
Jonx |
Jony |
Jonz
Die Liste der Biografien führt alle Personen auf, die in der deutschsprachigen Wikipedia einen Artikel haben. Dieses ist eine Teilliste mit 913 Einträgen von Personen, deren Namen mit den Buchstaben „Jone“ beginnt.

## Jone
- Jone, norwegischer Sänger
- Jone, Heribert (1885–1967), katholischer Moraltheologe und Kirchenrechtler
- Jone, Hildegard (1891–1963), österreichische Lyrikerin und Künstlerin

### Jonel
- Jonelat, Bernhard (1952–1991), deutscher Fußballspieler
- Joneleit, Jens (* 1968), deutscher Komponist
- Joneleit, Torben (* 1987), deutscher Fußballspieler
- Joneli, Johannes (1803–1870), Schweizer Lehrer
- Jonell, Anders (* 1973), schwedischer Freestyle-Skier

### Jonen
- Jonen, Charlotte (* 1991), deutsche Geigerin und Solistin
- Jonen, Heinrich (1901–1960), deutscher Filmproduzent

### Joner
- Joner, Johannes (* 1958), norwegischer Schauspieler und Regisseur
- Joner, Kristoffer (* 1972), norwegischer Schauspieler
- Joner, Louis (1880–1956), deutscher Hotelier
- Joner-Tettenweiß, Joseph von (1821–1898), bayerischer Kämmerer und Offizier, zuletzt Generalmajor

### Jones

#### Jones B
- Jones Brown, Alfredo (1876–1950), uruguayischer Architekt

#### Jones C
- Jones Carioca (* 1988), brasilianischer Fußballspieler

#### Jones F
- Jones Forman, Christine (* 1949), US-amerikanische Astrophysikerin

#### Jones N
- Jones Níger, Wilwardo, äquatorialguineischer Politiker, erster einheimischer Bürgermeister von Malabo (1960–1961)

#### Jones P
- Jones Parry, Emyr (* 1947), britischer Diplomat und Regierungsbeamter, Ständiger Vertreter bei der NATO und den Vereinten Nationen, Universitätspräsident

#### Jones S
- Jones Smoke, Marcia (* 1941), US-amerikanische Kanutin

#### Jones, A – Jones, Z

##### Jones, A
- Jones, A. Elizabeth (* 1948), US-amerikanische Diplomatin
- Jones, Aaron (* 1994), US-amerikanischer Cricketspieler
- Jones, Aaron (* 1994), US-amerikanischer American-Football-Spieler
- Jones, Adam (* 1950), britischer Afrikanist und Hochschullehrer an der Universität Leipzig
- Jones, Adam (* 1965), US-amerikanischer Gitarrist
- Jones, Adam Rhys (* 1981), walisischer Rugby-Union-Spieler
- Jones, Akela (* 1995), barbadische Leichtathletin
- Jones, Al (1930–1976), US-amerikanischer Jazz-Schlagzeuger
- Jones, Al (* 1951), deutsch-amerikanischer Blues-Sänger und Gitarrist
- Jones, Alan (* 1946), australischer Formel-1-RennfahrerAlan Jones (* 1946)

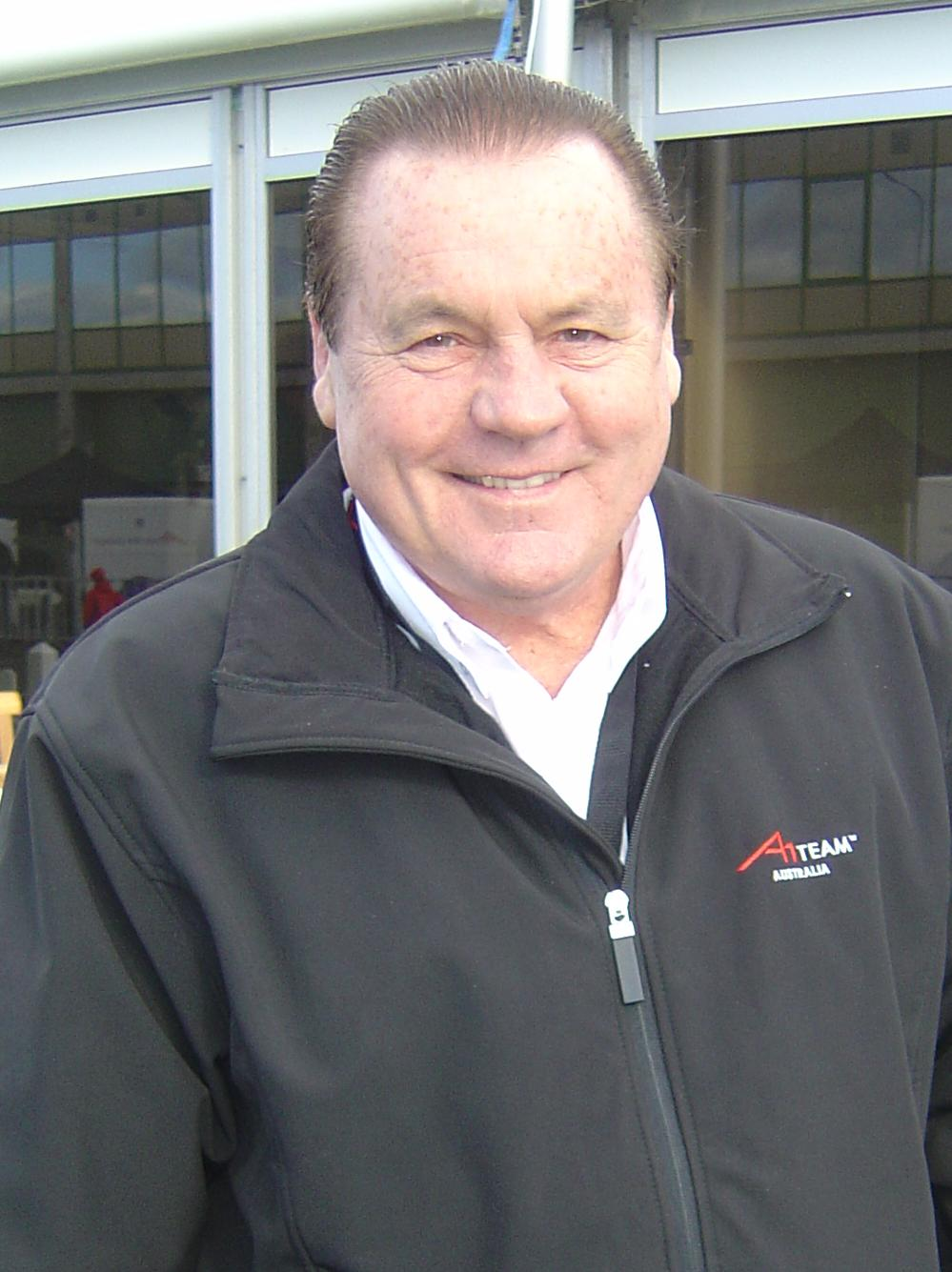
Alan Jones (* 1946)

- Jones, Alan (* 1962), amerikanischer Jazzmusiker (Schlagzeug, Komposition)
- Jones, Alan Rankin (1902–1945), amerikanischer Jazzmusiker (Piano, Komposition)
- Jones, Alan W. (1894–1969), US-amerikanischer Offizier, Generalmajor der US-Army
- Jones, Albinia (1914–1989), US-amerikanische Jazzsängerin
- Jones, Aled (* 1970), walisischer Popsänger und Radiomoderator
- Jones, Alex (* 1974), US-amerikanischer rechtsgerichteter Radiomoderator, Unternehmer und VerschwörungstheoretikerAlex Jones (* 1974)

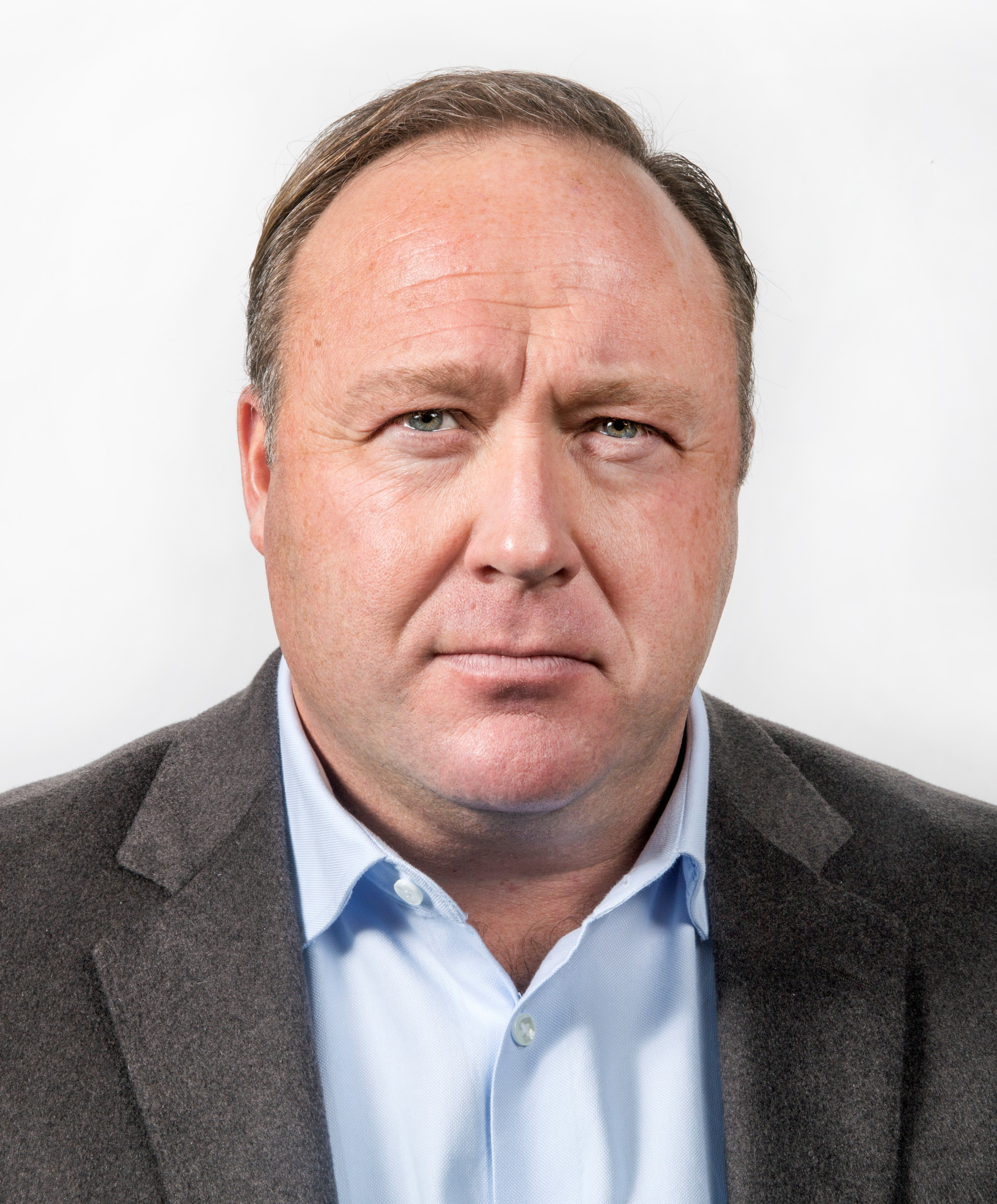
Alex Jones (* 1974)

- Jones, Alex (1988–2019), britischer Automobilrennfahrer und Radsportler
- Jones, Alexander (* 1960), kanadischer Wissenschaftshistoriker
- Jones, Alexander H. (1822–1901), US-amerikanischer Politiker
- Jones, Alfonso (* 1951), mexikanischer Bogenschütze
- Jones, Alfred (* 1946), US-amerikanischer Boxer
- Jones, Alfred Garth (1872–1955), englischer Künstler, Illustrator und Designer
- Jones, Alfred Winslow (1900–1989), US-amerikanischer Hedgefondsgründer
- Jones, Alice, US-amerikanische Schwimmerin
- Jones, Allan (1907–1992), US-amerikanischer Schauspieler und Sänger
- Jones, Allan Frewin (* 1954), britischer Kinderbuch- und Phantasieautor
- Jones, Allen (1739–1798), US-amerikanischer Politiker
- Jones, Allen (* 1937), britischer Künstler der Pop-Art
- Jones, Allen (* 1950), US-amerikanischer Basketballspieler
- Jones, Alun (* 1980), australischer Tennisspieler
- Jones, Alun Wyn (* 1985), walisischer Rugby-Union-Spieler
- Jones, Alun, Baron Chalfont (1919–2020), britischer Peer und Politiker, Journalist und Autor
- Jones, Alvin (* 1978), US-amerikanisch-luxemburgischer Basketballspieler
- Jones, Alwyn Rice (1934–2007), anglikanischer britischer Bischof der Church in Wales
- Jones, Amanda (1835–1914), US-amerikanische Autorin und Erfinderin
- Jones, Amanda, US-amerikanische Schauspielerin und Model
- Jones, Amy (* 1993), englische Cricketspielerin
- Jones, Amy Holden (* 1955), US-amerikanische Drehbuchautorin und Regisseurin
- Jones, Andras (* 1968), US-amerikanischer Schauspieler, Musiker, Autor und Hörfunkmoderator
- Jones, Andrew R. (* 1972), US-amerikanischer Spezialeffektkünstler
- Jones, Andrieus A. (1862–1927), US-amerikanischer Politiker (Demokratische Partei)
- Jones, Angela, US-amerikanische Schauspielerin
- Jones, Angus T. (* 1993), US-amerikanischer SchauspielerAngus T. Jones (* 1993)

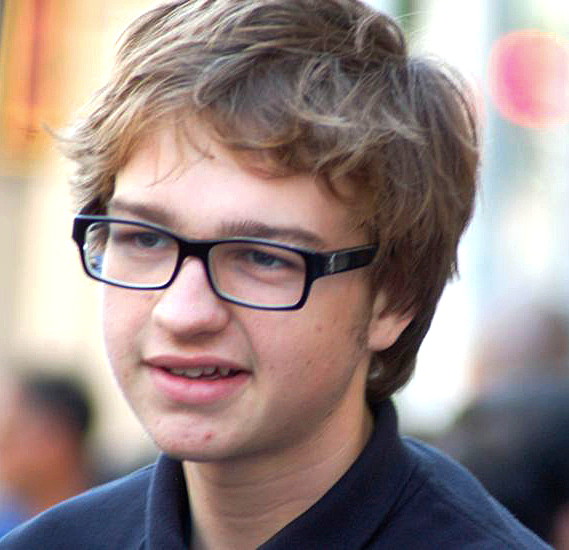
Angus T. Jones (* 1993)

- Jones, Anissa (1958–1976), US-amerikanische Filmschauspielerin
- Jones, Ann (* 1937), US-amerikanische Journalistin, Fotografin, Menschenrechtsaktivistin, Forscherin und Autorin von Sachbüchern
- Jones, Annie (1865–1902), US-amerikanische Frau mit Bart
- Jones, Anson (1798–1858), US-amerikanischer Mediziner, Unternehmer, Abgeordneter und letzter Präsident der Republik Texas
- Jones, Aphrodite (* 1958), US-amerikanische Kriminalreporterin und Bestsellerautorin
- Jones, Arianne (* 1990), kanadische Rennrodlerin
- Jones, Arnold Hugh Martin (1904–1970), britischer Historiker
- Jones, Arthur (1926–2007), amerikanischer Erfinder
- Jones, Arthur († 1998), amerikanischer Jazzmusiker
- Jones, Arthur Creech (1891–1964), britischer Politiker (Labour Party), Mitglied des House of Commons und Gewerkschaftsfunktionär
- Jones, Arthur Kenneth (1887–1975), englischer Badmintonspieler
- Jones, Arthur L. (1945–2006), US-amerikanischer Journalist
- Jones, Arthur Morris (1889–1980), britischer Musikwissenschaftler
- Jones, Asa W. (1838–1918), US-amerikanischer Politiker
- Jones, Ashley (* 1976), US-amerikanische Schauspielerin und FilmproduzentinAshley Jones (* 1976)

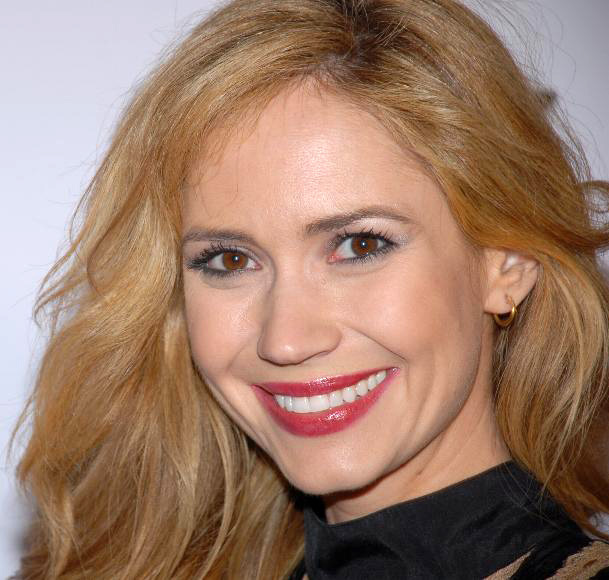
Ashley Jones (* 1976)

- Jones, Asjha (* 1980), US-amerikanische Basketballspielerin
- Jones, Aubrey (1911–2003), britischer Politiker und Manager, Abgeordneter des House of Commons
- Jones, Ayron (* 1986), US-amerikanischer Sänger und Gitarrist

##### Jones, B
- Jones, Barb (* 1977), US-amerikanische Skilangläuferin
- Jones, Barbara (* 1937), US-amerikanische Leichtathletin und Olympiasiegerin
- Jones, Barrie (1921–2009), britisch-neuseeländischer Mediziner
- Jones, Barry (1893–1981), britischer Schauspieler in britischen und amerikanischen Filmen
- Jones, Barry (* 1974), britischer Boxer im Superfedergewicht
- Jones, Barry Philip (1941–2016), neuseeländischer Geistlicher, römisch-katholischer Bischof von Christchurch
- Jones, Barry, Baron Jones (* 1938), britischer Politiker (Labour), Mitglied des House of Commons
- Jones, Ben (1924–2005), grenadischer Politiker
- Jones, Ben (* 1941), US-amerikanischer Schauspieler und Politiker
- Jones, Ben (* 1989), US-amerikanischer American-Football-Spieler
- Jones, Ben (* 1990), walisischer Snookerspieler
- Jones, Ben (* 1998), britischer Tennisspieler aus England
- Jones, Ben York (* 1984), US-amerikanischer Schauspieler, Drehbuchautor und Filmproduzent
- Jones, Benjamin (1787–1861), US-amerikanischer Politiker (Demokratische Partei)
- Jones, Benjamin (1882–1963), britischer Bahnradrennfahrer und Olympiasieger
- Jones, Berwyn (1940–2007), walisisch-britisch Sprinter, Rugby-League- und Rugby-Union-Spieler
- Jones, Bettie (1955–2015), durch Polizei getötete Frau
- Jones, Betty Hall (1911–2009), US-amerikanische R&B-Musikerin
- Jones, Bill (1921–2010), englischer Fußballspieler
- Jones, Bill T. (* 1952), US-amerikanischer Tänzer und Choreograph
- Jones, Blair (* 1986), kanadischer Eishockeyspieler
- Jones, Bob, Tontechniker und Tonmeister
- Jones, Bobby (1902–1971), US-amerikanischer GolfspielerBobby Jones (1902–1971)

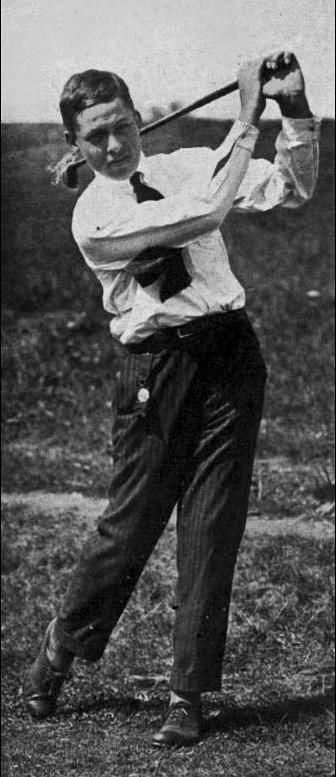
Bobby Jones (1902–1971)

- Jones, Bobby (1928–1980), US-amerikanischer Jazzmusiker
- Jones, Bobby (* 1951), US-amerikanischer Basketballspieler
- Jones, Bobby (* 1984), US-amerikanischer Basketballspieler
- Jones, Bobi (1929–2017), walisischer Schriftsteller
- Jones, Boogaloo Joe (* 1940), US-amerikanischer Jazzmusiker
- Jones, Booker T. (* 1944), US-amerikanischer Songwriter, Produzent und Multi-Instrumentalist
- Jones, Brad (* 1963), US-amerikanischer Jazzmusiker und Komponist
- Jones, Brad (* 1982), australischer Fußballspieler
- Jones, Bradley (* 1974), englischer Snookerspieler
- Jones, Brandon (* 1987), Sprinter aus Belize
- Jones, Brandon (* 1988), US-amerikanischer Schauspieler und Sänger
- Jones, Brandon Scott (* 1984), US-amerikanischer Schauspieler und Drehbuchautor
- Jones, Brenda (* 1936), australische Mittelstreckenläuferin
- Jones, Brenda (* 1959), US-amerikanische Politikerin
- Jones, Brenton (* 1991), australischer Radsportler
- Jones, Brereton (1939–2023), US-amerikanischer Politiker
- Jones, Brian (1942–1969), britischer Musiker (The Rolling Stones)Brian Jones (1942–1969)

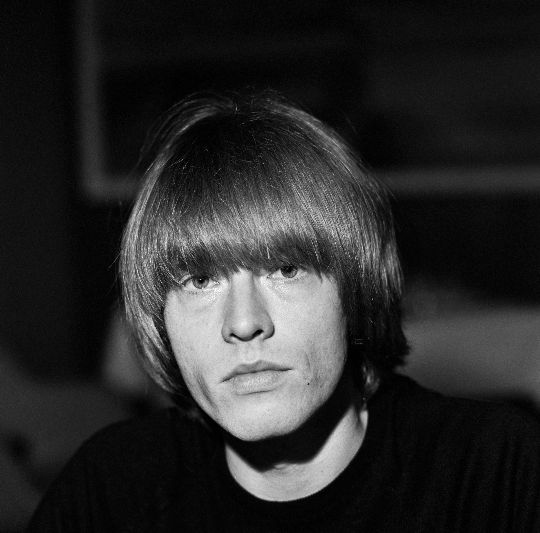
Brian Jones (1942–1969)

- Jones, Brian (* 1947), britischer Flugpionier
- Jones, Brian (* 1950), neuseeländischer Pathologe, Parasitologe und Bakteriologe
- Jones, Brian (* 1978), US-amerikanischer Basketballspieler
- Jones, Brian (* 1980), US-amerikanischer Arena-Football-Spieler auf der Position des Quarterbacks
- Jones, Brionna (* 1995), US-amerikanische Basketballspielerin
- Jones, Broderick (* 2001), US-amerikanischer American-Football-Spieler
- Jones, Bruce (* 1944), US-amerikanischer Comic- und Drehbuchautor
- Jones, Bryant (* 1963), US-amerikanischer Footballspieler
- Jones, Bryn (1912–1985), walisischer Fußballspieler
- Jones, Brynmor, britischer Dirigent
- Jones, Buck (1891–1942), US-amerikanischer FilmschauspielerBuck Jones (1891–1942)

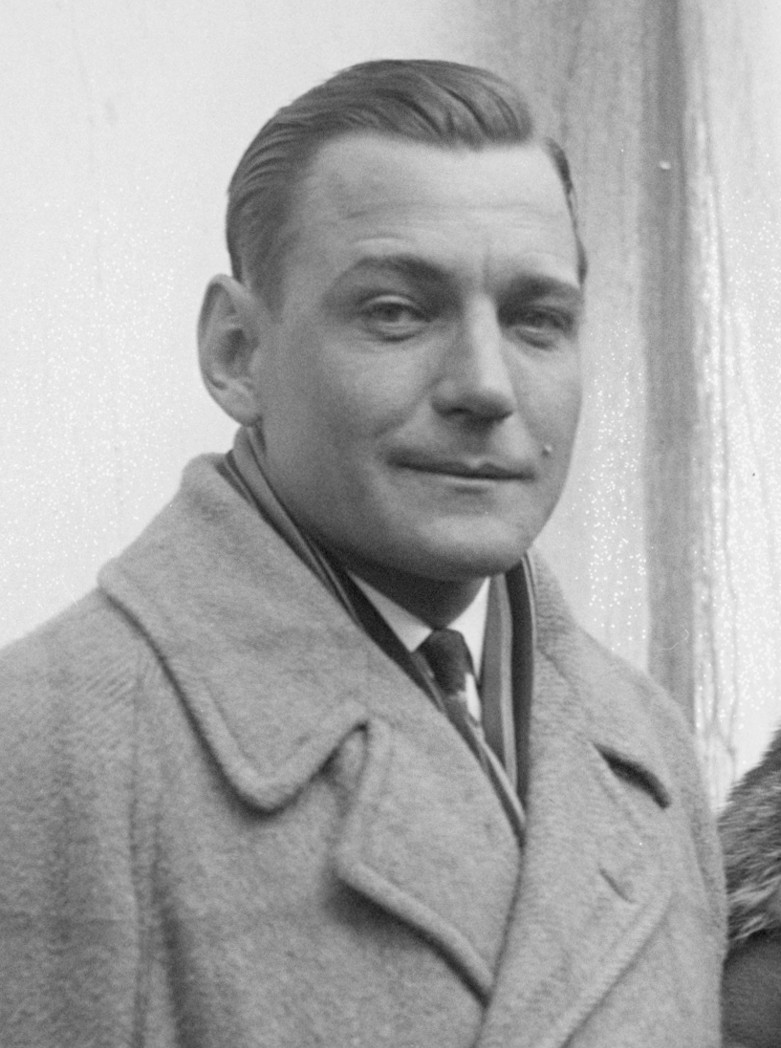
Buck Jones (1891–1942)

- Jones, Buddy (1924–2000), US-amerikanischer Jazz-Bassist
- Jones, Burr W. (1846–1935), US-amerikanischer Jurist und Politiker
- Jones, Burwell (1933–2021), US-amerikanischer Schwimmer
- Jones, Byron (* 1992), US-amerikanischer American-Football-Spieler

##### Jones, C
- Jones, Caleb (* 1997), US-amerikanischer Eishockeyspieler
- Jones, Caleb Landry (* 1989), US-amerikanischer Schauspieler und MusikerCaleb Landry Jones (* 1989)

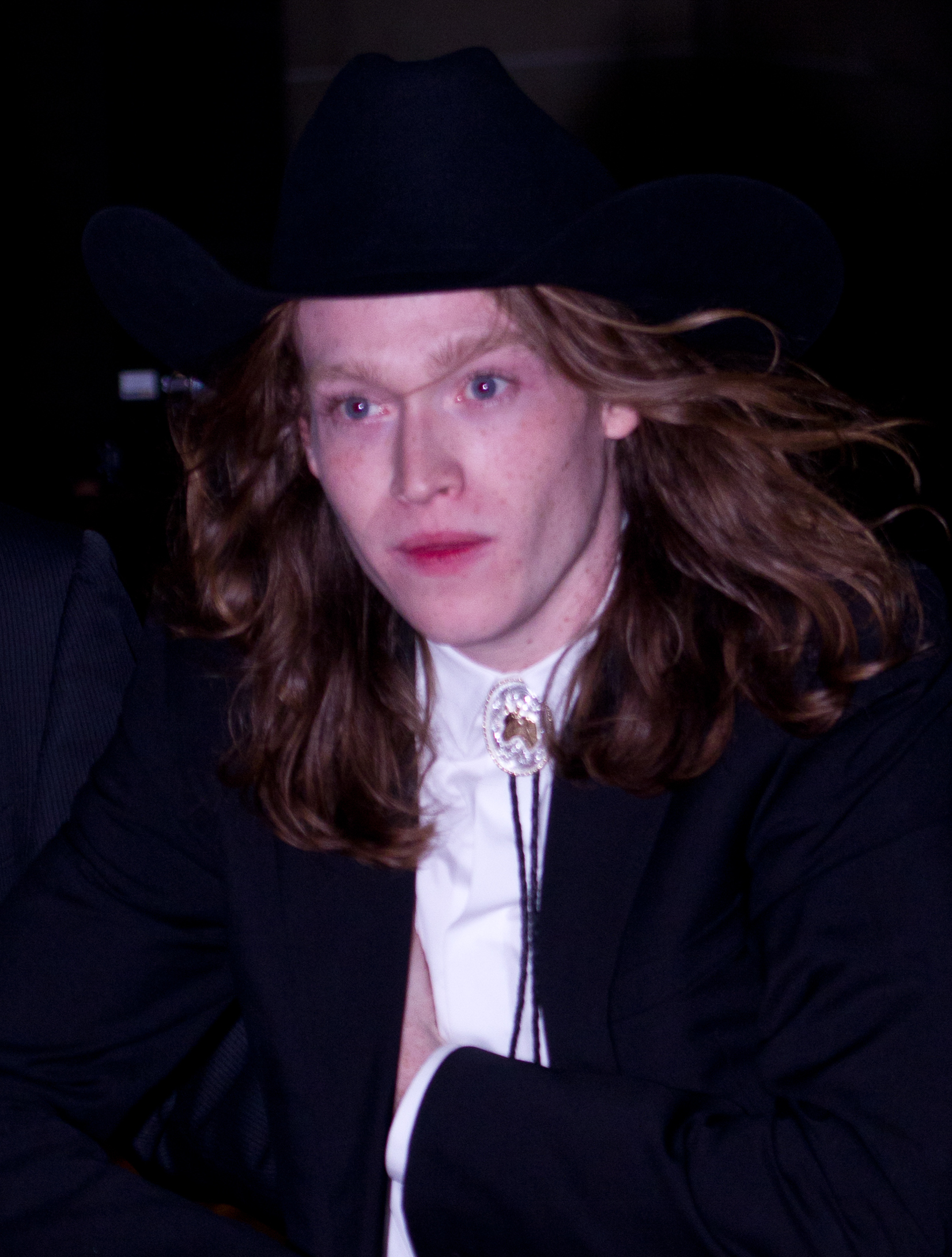
Caleb Landry Jones (* 1989)

- Jones, Calvin (1926–2010), US-amerikanischer Bluesmusiker (Bass)
- Jones, Camara, US-amerikanische Leichtathletin
- Jones, Camille (* 1974), dänische Pop- und Dancehouse-Sängerin
- Jones, Carlik (* 1997), US-amerikanisch-südsudanesischer Basketballspieler
- Jones, Carmell (1936–1996), US-amerikanischer Jazz-Trompeter
- Jones, Carolyn (1930–1983), US-amerikanische Schauspielerin
- Jones, Carrie (* 2003), walisische Fußballspielerin
- Jones, Carter (* 1989), US-amerikanischer Radrennfahrer
- Jones, Carwyn (* 1967), walisischer Politiker der Labour Party, Erster Minister von Wales
- Jones, Casey (1864–1900), US-amerikanischer Lokomotivführer
- Jones, Chandler (* 1990), US-amerikanischer American-Football-Spieler
- Jones, Chantel (* 1988), US-amerikanische Fußballtorhüterin
- Jones, Charles (1866–1959), britischer Gärtner und Fotograf
- Jones, Charles (1910–1997), US-amerikanischer Komponist kanadischer Herkunft
- Jones, Charles, American-Football-Spieler und American-Football-Trainer
- Jones, Charles Benyon Lloyd (1932–2010), australischer Geschäftsmann und Kunstmäzen
- Jones, Charles I. (* 1967), US-amerikanischer Wirtschaftswissenschaftler
- Jones, Charles Lloyd (1878–1958), australischer Geschäftsmann, Maler und Kunstmäzen
- Jones, Charles O. (1931–2024), US-amerikanischer Politikwissenschaftler und Hochschullehrer
- Jones, Charles Phibbs (1906–1988), britischer General
- Jones, Charles Stansfeld (1886–1950), Okkultist und Buchautor
- Jones, Charles W. (1834–1897), US-amerikanischer Politiker irischer Abstammung der Demokratischen Partei
- Jones, Cherry (* 1956), US-amerikanische SchauspielerinCherry Jones (* 1956)

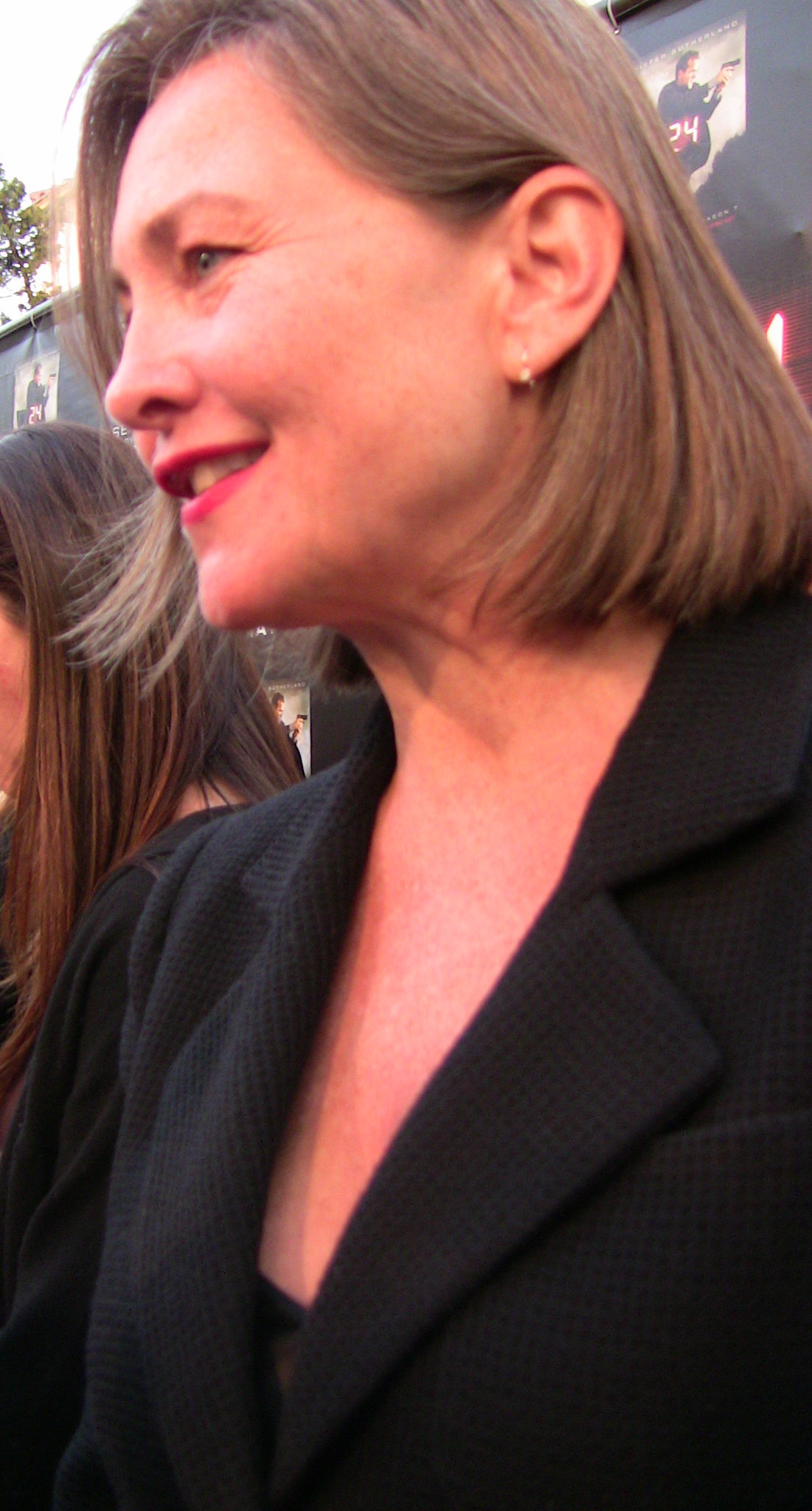
Cherry Jones (* 1956)

- Jones, Chipper (* 1972), US-amerikanischer Baseballspieler
- Jones, Chloe (1975–2005), US-amerikanische Pornodarstellerin
- Jones, Chris (* 1945), englischer Fußballspieler
- Jones, Chris (1958–2005), US-amerikanischer Sänger, Musiker, Komponist und Gitarrist
- Jones, Chris (* 1973), US-amerikanischer Sprinter
- Jones, Chris (* 1994), US-amerikanischer Footballspieler
- Jones, Christina (* 1987), US-amerikanische Synchronschwimmerin
- Jones, Christine (1944–2017), Blues- und Jazz-Sängerin, Arrangeurin, Fluxus-Künstlerin, Galeristin, Produzentin
- Jones, Christopher († 1622), englischer Kapitän und der Kapitän der Mayflower
- Jones, Christopher (1886–1937), britischer Wasserballspieler
- Jones, Christopher (* 1909), walisischer Fußballspieler
- Jones, Christopher (1936–2018), irischer Geistlicher, römisch-katholischer Bischof
- Jones, Christopher (1941–2014), US-amerikanischer Schauspieler
- Jones, Christopher (* 1979), US-amerikanischer Cyclocross-Fahrer
- Jones, Christopher (* 1990), luxemburgischer Basketballspieler
- Jones, Christopher A., US-amerikanischer Mediävist und Hochschullehrer
- Jones, Christopher P. (* 1940), britischer Altphilologe, Althistoriker und Epigraphiker
- Jones, Chuck (1912–2002), US-amerikanischer Comiczeichner und Filmregisseur von ZeichentrickfilmenChuck Jones (1912–2002)

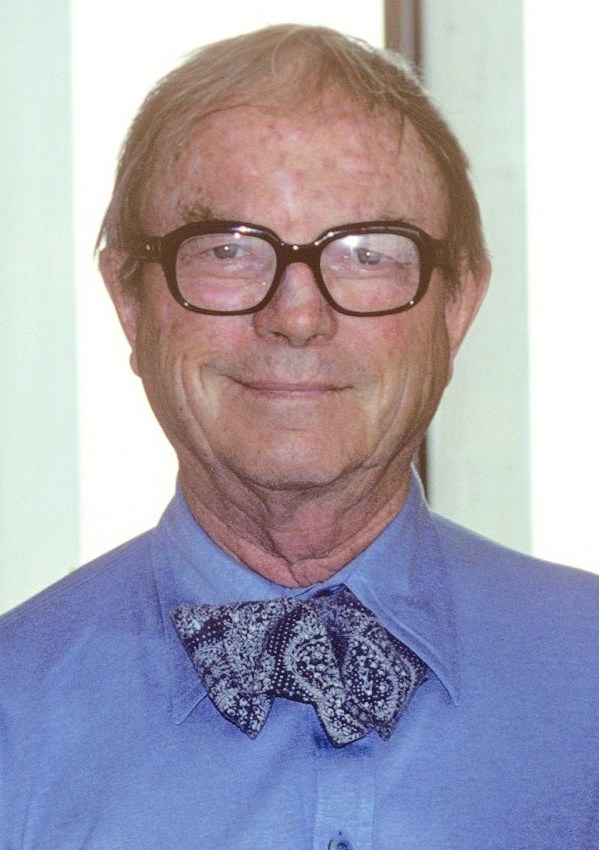
Chuck Jones (1912–2002)

- Jones, Cissy (* 1979), US-amerikanische Synchronsprecherin
- Jones, Clarence (1926–1963), US-amerikanischer Jazz- und Rhythm-&-Blues-Musiker (Kontrabass)
- Jones, Clarence Benjamin (* 1931), US-amerikanischer Bürgerrechtler
- Jones, Clarence M. (1889–1949), US-amerikanischer Jazz-Musiker, Komponist und Arrangeur
- Jones, Claude (1901–1962), US-amerikanischer Jazz-Posaunist
- Jones, Claudia (1915–1964), britische Journalistin und Aktivistin
- Jones, Cliff (* 1935), walisischer Fußballspieler
- Jones, Clifford (1900–1947), amerikanischer Jazzmusiker
- Jones, Clifford A. (1912–2001), US-amerikanischer Politiker
- Jones, Clifton (1937–2025), britischer Schauspieler
- Jones, Clint (* 1984), US-amerikanischer Skispringer
- Jones, Cobi (* 1970), US-amerikanischer Fußballspieler
- Jones, Coco (* 1998), US-amerikanische SchauspielerinCoco Jones (* 1998)

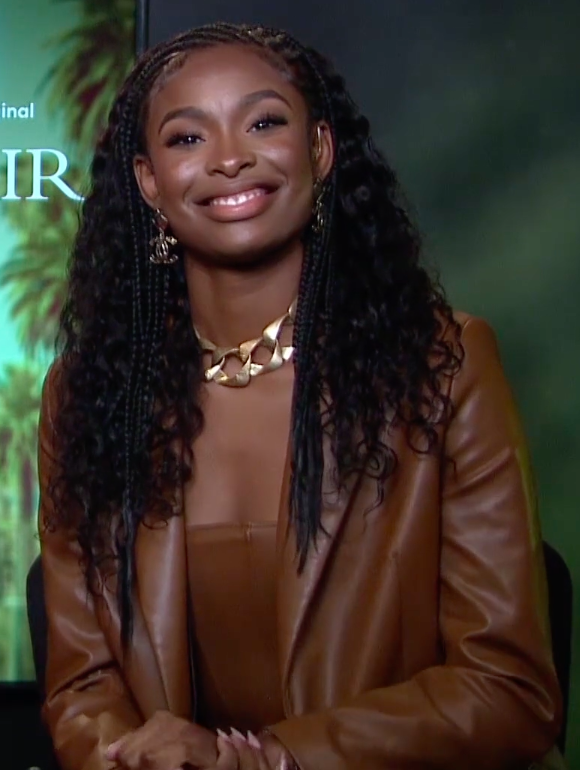
Coco Jones (* 1998)

- Jones, Conall, US-amerikanischer Filmproduzent und Filmschaffender
- Jones, Connie (1934–2019), amerikanischer Jazzmusiker (Trompete, Kornett)
- Jones, Conroy (* 2002), jamaikanischer Sprinter
- Jones, Constance (1848–1922), englische Philosophin und Dozentin
- Jones, Courtney (* 1933), britischer Eiskunstläufer
- Jones, Courtney (* 1990), US-amerikanische Fußballspielerin
- Jones, Craig (* 1972), US-amerikanischer Gitarrist und Soundassistent bei Slipknot
- Jones, Craig (1985–2008), britischer Motorradrennfahrer
- Jones, Craig (* 1991), australischer Grappler und Brazilian Jiu-Jitsu-Schwarzgurt sowie ein Trainer
- Jones, Cullen (* 1984), US-amerikanischer Schwimmer
- Jones, Curtis (1906–1971), US-amerikanischer Bluespianist und -sänger
- Jones, Curtis (* 2001), englischer Fußballspieler

##### Jones, D
- Jones, D. J. (* 1995), US-amerikanischer American-Football-Spieler
- Jones, Dafydd (* 1979), walisischer Rugbyspieler
- Jones, Dahntay (* 1980), US-amerikanischer Basketballspieler
- Jones, Dale (1902–1970), US-amerikanischer Jazzmusiker
- Jones, Dale Anthony (* 1964), antiguanischer Leichtathlet
- Jones, Damian (* 1995), US-amerikanischer Basketballspieler
- Jones, Dan (* 1981), britischer Historiker, Journalist und ProduzentDan Jones (* 1981)

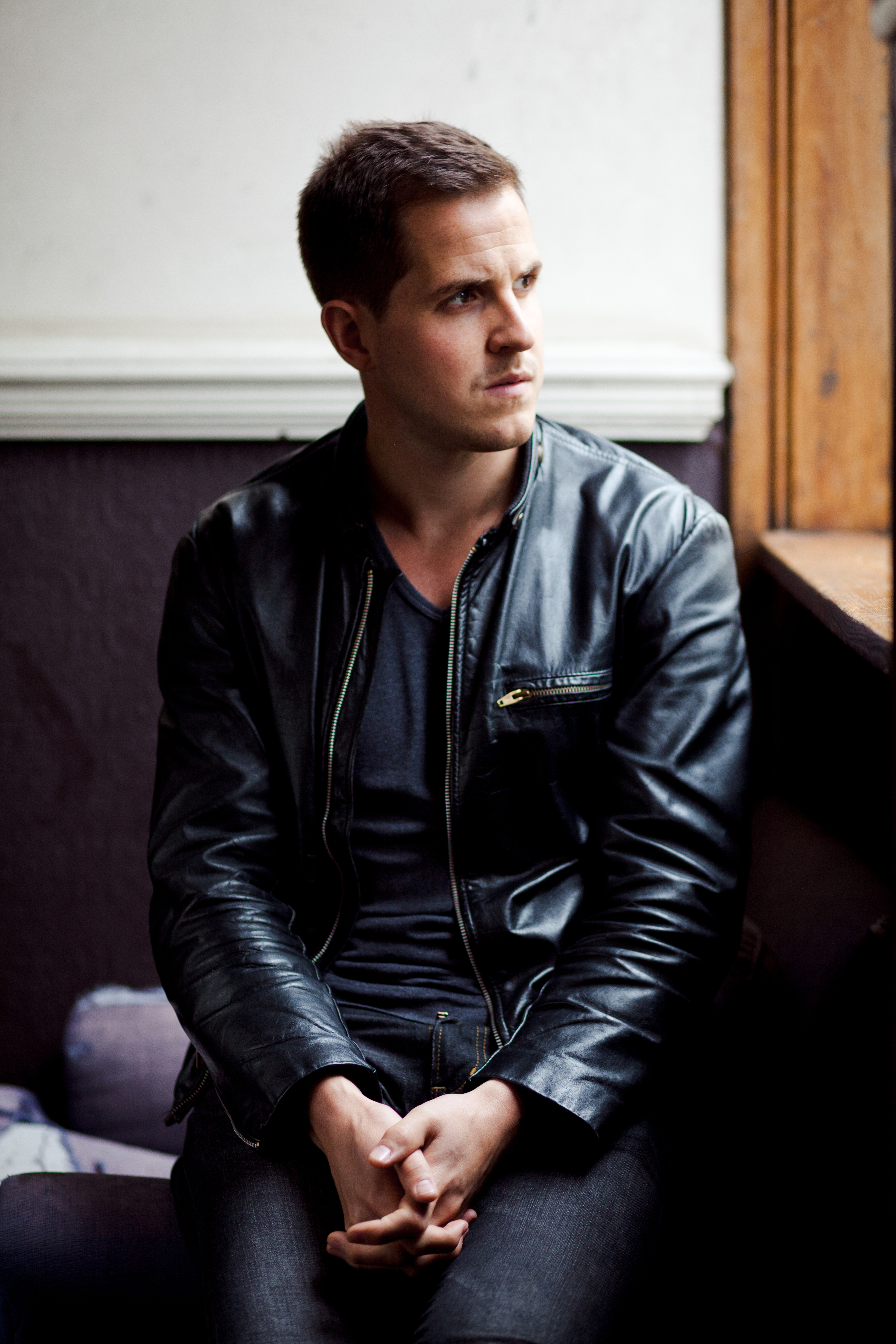
Dan Jones (* 1981)

- Jones, Daniel (1881–1967), britischer Phonetiker
- Jones, Daniel (1912–1993), walisischer Komponist und Dirigent
- Jones, Daniel (* 1973), englisch-australischer Musiker, Songwriter und Musikproduzent
- Jones, Daniel (* 1986), englischer Fußballspieler
- Jones, Daniel (* 1997), US-amerikanischer American-Football-Spieler
- Jones, Daniel J. (* 1974), US-amerikanischer ehemaliger Angestellter des Senat der Vereinigten Staaten
- Jones, Daniel T., Ökonom, Lean-Management-Experte und Autor von Wirtschaftsbüchern
- Jones, Daniel T. (1800–1861), US-amerikanischer Arzt und Politiker
- Jones, Daniel Webster (1839–1918), US-amerikanischer Politiker, Gouverneur von Arkansas
- Jones, Darius (* 1979), US-amerikanischer Jazzmusiker und Produzent
- Jones, Darryl (* 1961), US-amerikanischer Bassist (Rolling Stones, Miles Davis)Darryl Jones (* 1961)

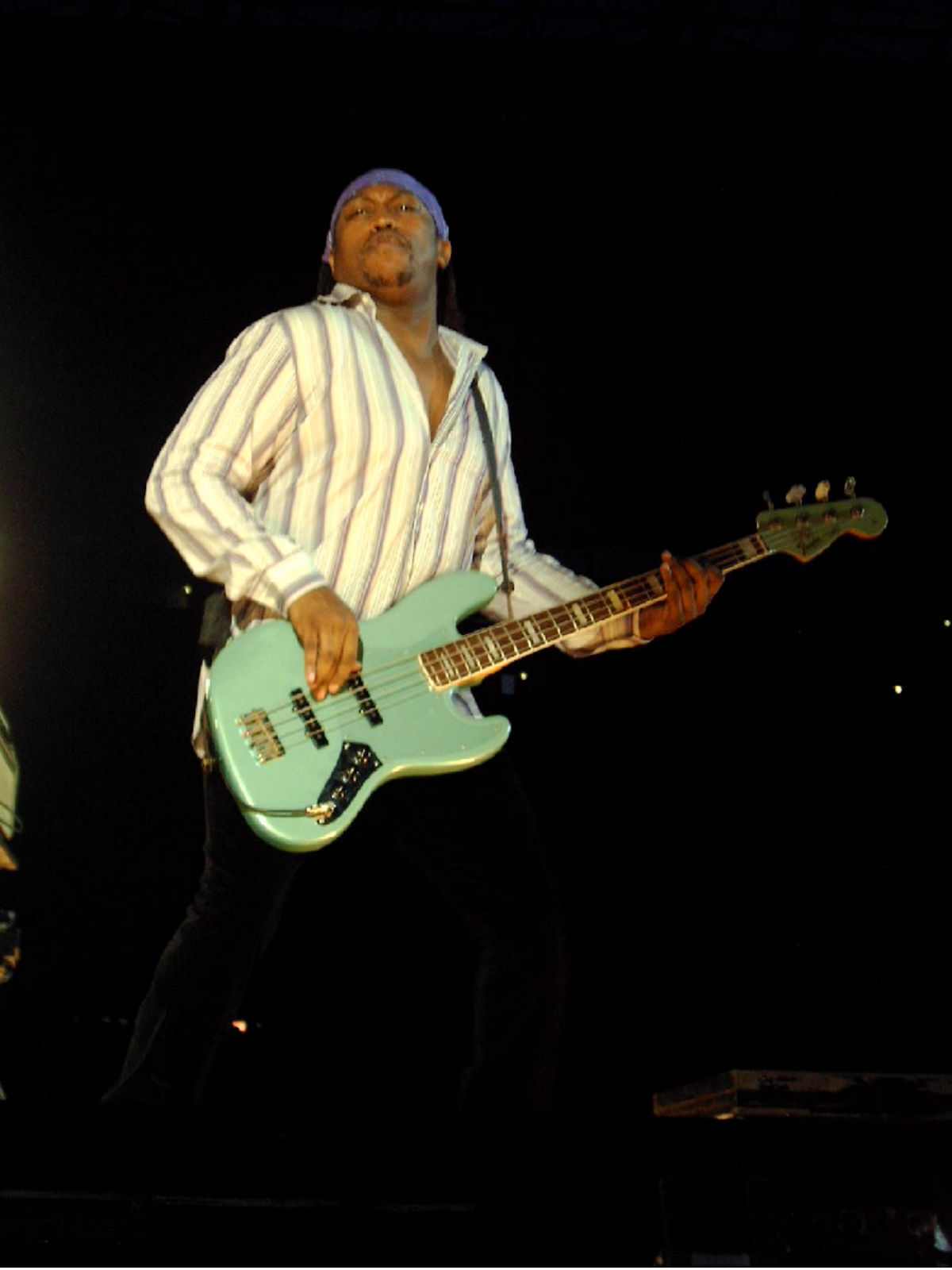
Darryl Jones (* 1961)

- Jones, Dave (1932–1998), britischer Jazzmusiker
- Jones, Dave (* 1956), englischer Fußballspieler und -trainer
- Jones, Davey, US-amerikanischer Jazzsaxophonist, Trompeter und Multiinstrumentalist
- Jones, David, gambischer Politiker
- Jones, David (1793–1873), walisisch-australischer Kaufmann und Kaufhausgründer
- Jones, David (1895–1974), walisischer Künstler
- Jones, David (1940–2023), britischer Sprinter
- Jones, David (* 1952), britischer Politiker (Conservative Party), Mitglied des House of Commons und Minister für Wales
- Jones, David (* 1965), schottischer Spieleentwickler
- Jones, David (* 1984), kanadischer Eishockeyspieler
- Jones, David (* 1984), englischer Fußballspieler
- Jones, David Albert (* 1966), britischer Bioethiker
- Jones, David C. (1921–2013), US-amerikanischer General der United States Air Force
- Jones, David E. H. (1938–2017), britischer Chemiker, Journalist und Autor
- Jones, David Hugh (1934–2008), britischer Film und Theaterregisseur
- Jones, David J. (1883–1966), amerikanischer Arzt und American-Football-Manager der Chicago Cardinals
- Jones, David L. (* 1944), australischer Botaniker
- Jones, David Lawrence (1930–2007), US-amerikanischer Geologe
- Jones, Davy (1945–2012), britischer Schauspieler, Perkussionist und SängerDavy Jones (1945–2012)

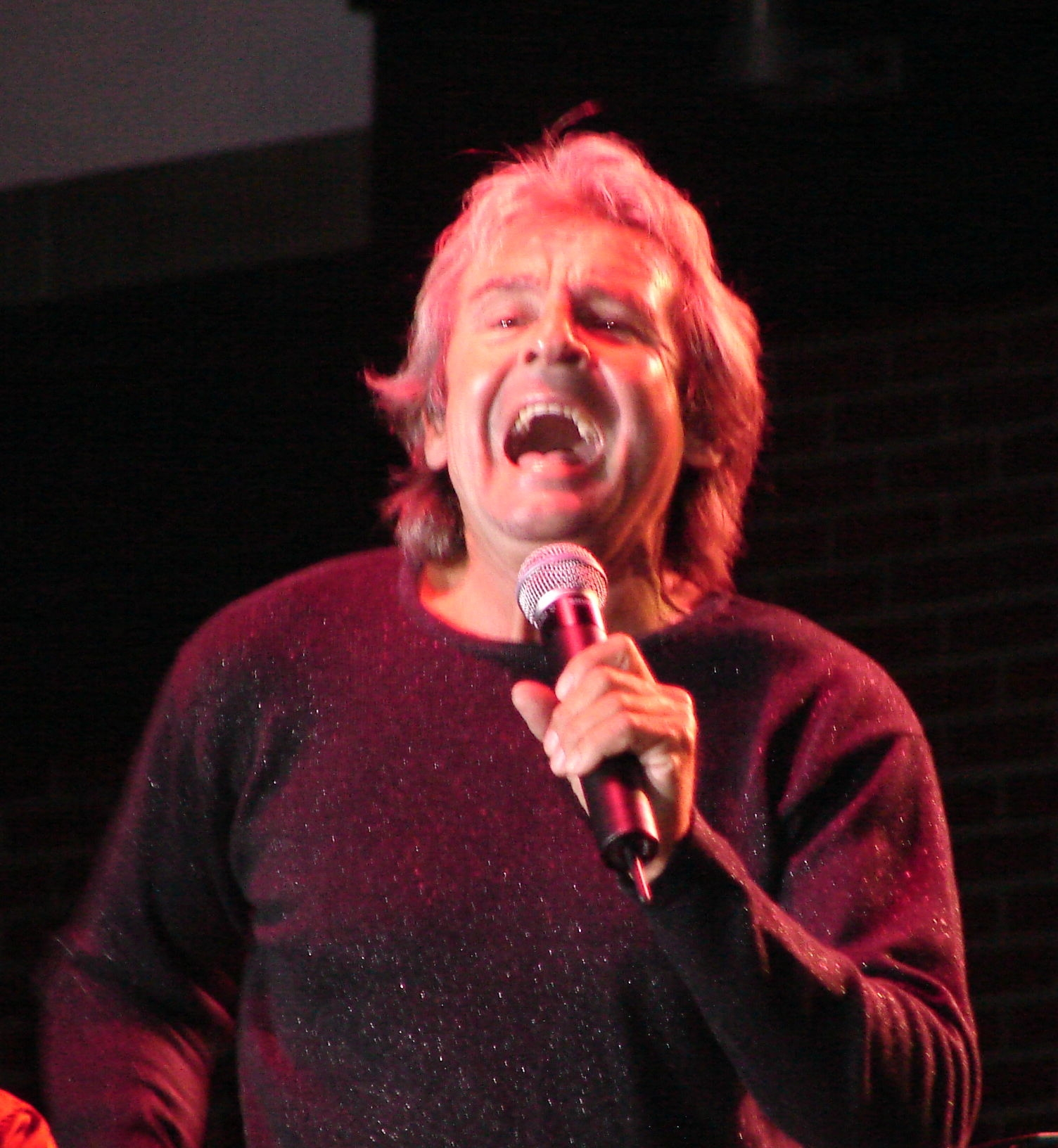
Davy Jones (1945–2012)

- Jones, Davy (* 1964), US-amerikanischer Automobilrennfahrer
- Jones, Deacon (1934–2007), US-amerikanischer Hindernisläufer
- Jones, Deacon (1938–2013), US-amerikanischer American-Football-Spieler
- Jones, Dean (1931–2015), US-amerikanischer Schauspieler
- Jones, Deiniol (* 1977), walisischer Rugbyspieler
- Jones, Deion (* 1994), US-amerikanischer American-Football-Spieler
- Jones, DeJuan (* 1997), US-amerikanischer Fußballspieler
- Jones, Della (* 1946), walisische Opern- und Konzertsängerin (Mezzosopran)
- Jones, Denis (1906–1987), irischer Politiker
- Jones, Dennis Feltham (1918–1981), britischer Science-Fiction-Schriftsteller
- Jones, Derrick Jr. (* 1997), US-amerikanischer Basketballspieler
- Jones, Dewitt (* 1943), US-amerikanischer Fotograf, Autor, Filmregisseur und Filmproduzent
- Jones, Diana Wynne (1934–2011), britische Autorin
- Jones, Dick (1927–2014), US-amerikanischer Schauspieler
- Jones, Digby, Baron Jones of Birmingham (* 1955), britischer Unternehmer, Manager und Politiker
- Jones, Dill (1923–1984), britischer Jazzmusiker
- Jones, Dolly (1902–1975), US-amerikanische Jazztrompeterin und Kornettistin
- Jones, Dominique (* 1988), US-amerikanischer Basketballspieler
- Jones, Domonic (* 1981), US-amerikanischer Basketballspieler
- Jones, Donell (* 1973), US-amerikanischer R&B-Sänger, Songwriter und Produzent
- Jones, Donnie (* 1980), US-amerikanischer American-Football-Spieler
- Jones, Dot (* 1964), US-amerikanische Schauspielerin
- Jones, Doug (1937–2017), US-amerikanischer Boxer
- Jones, Doug (* 1954), US-amerikanischer Jurist und Politiker
- Jones, Doug (* 1960), US-amerikanischer SchauspielerDoug Jones (* 1960)

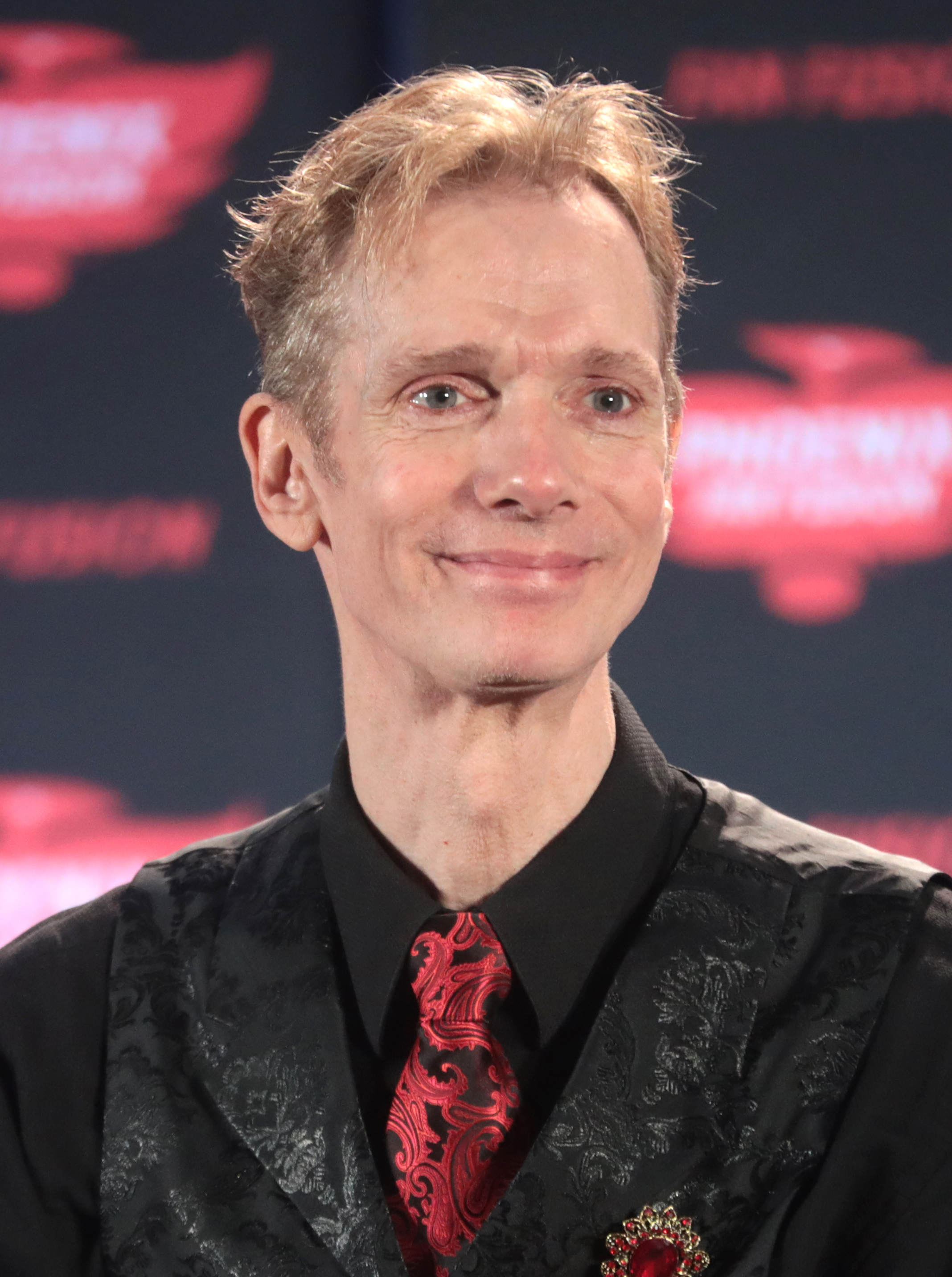
Doug Jones (* 1960)

- Jones, Douglas Samuel (1922–2013), britischer Mathematiker
- Jones, Duane (1937–1988), US-amerikanischer Schauspieler
- Jones, Duane (* 1993), walisischer Snookerspieler
- Jones, Duncan (* 1971), britischer Regisseur
- Jones, Duncan (* 1978), walisischer Rugbyspieler

##### Jones, E
- Jones, Earl (* 1964), US-amerikanischer Mittelstreckenläufer
- Jones, Ed, US-amerikanischer Spezialeffektkünstler und Filmproduzent
- Jones, Ed (1912–1999), US-amerikanischer Politiker
- Jones, Ed (* 1951), US-amerikanischer Footballspieler
- Jones, Ed (* 1995), arabischer Automobilrennfahrer (Vereinigte Arabische Emirate)
- Jones, Eddie (1929–1997), US-amerikanischer Jazzbassist
- Jones, Eddie (1934–2019), US-amerikanischer Schauspieler
- Jones, Eddie (* 1960), australisch-japanischer Rugby-Union-Trainer
- Jones, Eddie (* 1971), US-amerikanischer Basketballspieler
- Jones, Edward (1881–1951), britischer Lacrossespieler
- Jones, Edward (1936–2007), britischer General
- Jones, Edward E. (1926–1993), US-amerikanischer Sozialpsychologe und Hochschullehrer
- Jones, Edward F. (1828–1913), US-amerikanischer Offizier, Geschäftsmann, Schriftsteller und Politiker
- Jones, Edward Gordon (1914–2007), britischer Offizier der Luftstreitkräfte des Vereinigten Königreichs
- Jones, Edward P. (* 1950), US-amerikanischer Schriftsteller
- Jones, Eldred (1925–2020), sierra-leonischer Literaturwissenschaftler
- Jones, Eleanor (1929–2021), amerikanische Mathematikerin und Hochschullehrerin
- Jones, Eli Stanley (1884–1973), US-amerikanischer evangelisch-methodistischer Theologe, Missionar, Prediger und Autor
- Jones, Eliana (* 1997), kanadische Schauspielerin
- Jones, Elvin (1927–2004), US-amerikanischer Jazz-Musiker und Bandleader
- Jones, Elwyn, Baron Elwyn-Jones (1909–1989), britischer Jurist und Politiker, Mitglied des House of Commons
- Jones, Emeline Roberts (1836–1916), US-amerikanische Zahnärztin
- Jones, Emerson (* 2008), australische Tennisspielerin
- Jones, Emilia (* 2002), britische SchauspielerinEmilia Jones (* 2002)

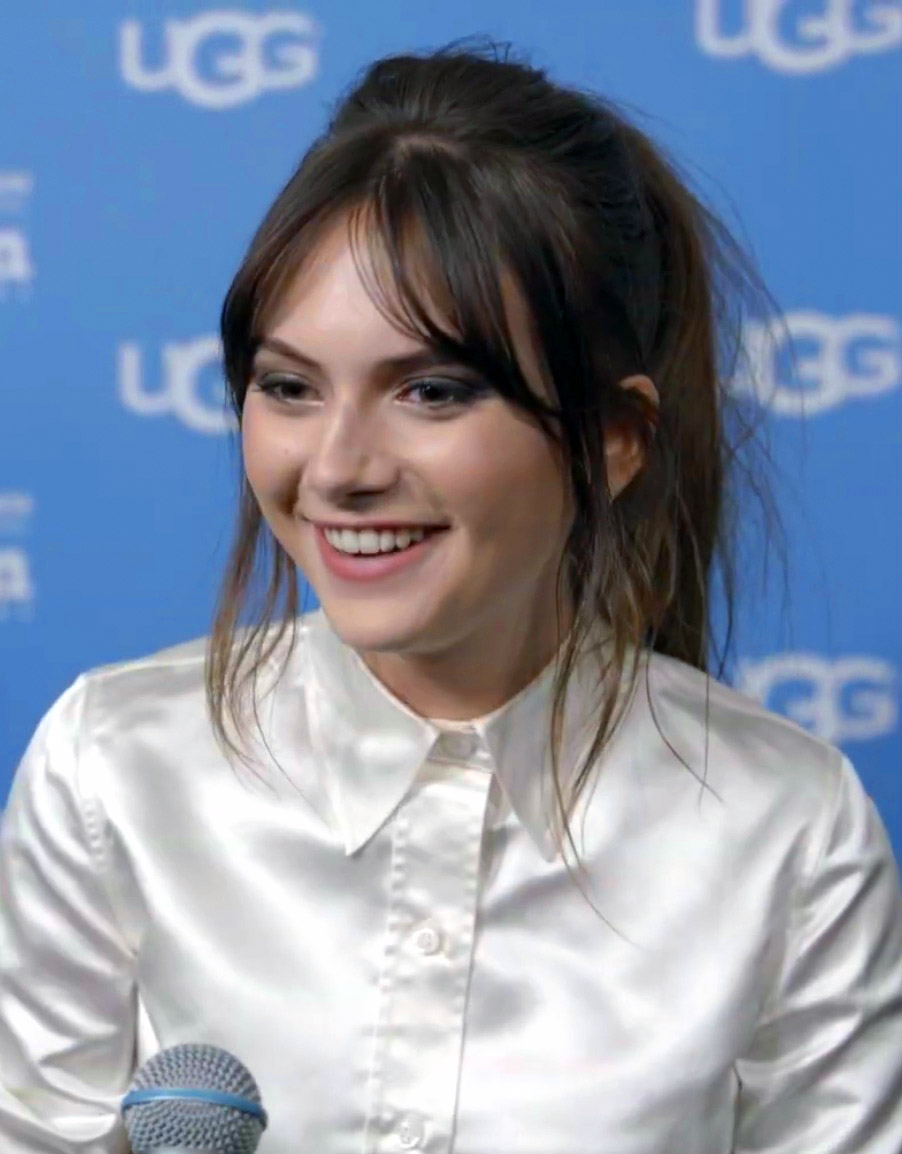
Emilia Jones (* 2002)

- Jones, Emma (1835–1894), neuseeländische Botanikerin, Autorin und Aquarellmalerin
- Jones, Erik (* 1996), US-amerikanischer Rennfahrer
- Jones, Ernest (1879–1958), britischer Psychoanalytiker und Autor
- Jones, Ernest (* 1999), US-amerikanischer American-Football-Spieler
- Jones, Ernest Charles (1819–1869), englischer Chartist und Autor
- Jones, Esther (* 1969), US-amerikanische Leichtathletin
- Jones, Etta (1928–2001), US-amerikanische Jazzsängerin
- Jones, Eugene S. (1925–2020), US-amerikanischer Journalist, Filmregisseur und -produzent
- Jones, Evan (* 1976), US-amerikanischer Schauspieler
- Jones, Evan John (1872–1952), US-amerikanischer Politiker
- Jones, Evan Thomas (1850–1904), britischer Schwimmer
- Jones, Ewart (1911–2002), britischer Chemiker

##### Jones, F
- Jones, F. Richard (1893–1930), US-amerikanischer Filmregisseur, Produzent und Drehbuchautor
- Jones, Felicity (* 1983), britische SchauspielerinFelicity Jones (* 1983)

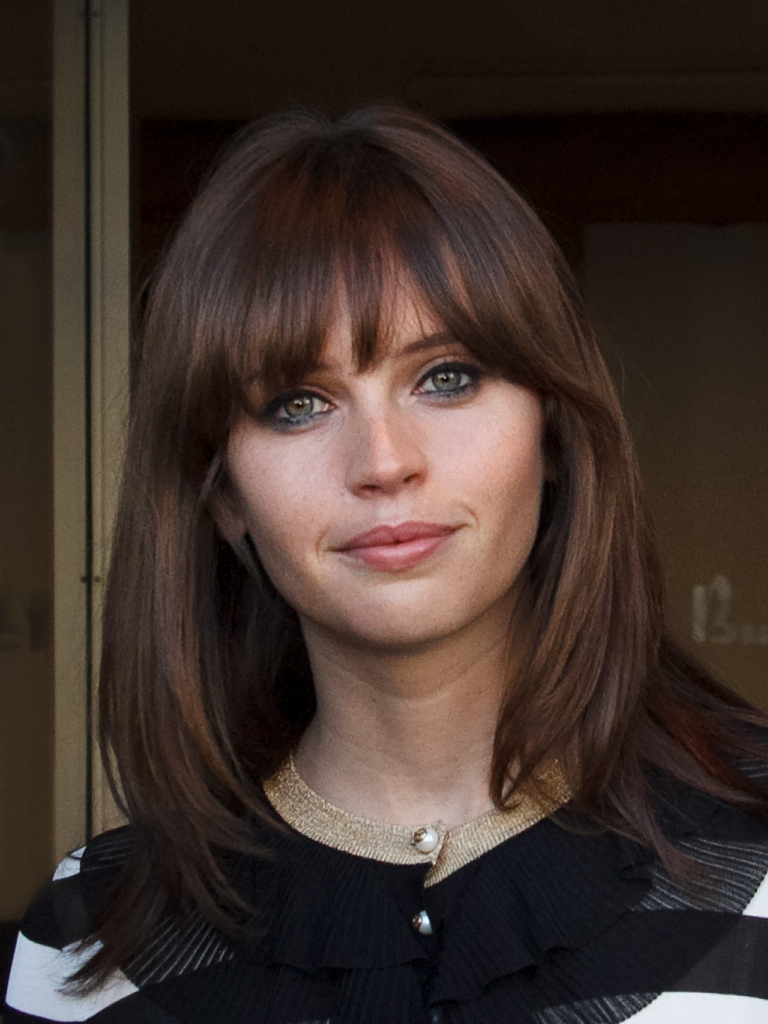
Felicity Jones (* 1983)

- Jones, Felix (* 1987), US-amerikanischer American-Football-Spieler
- Jones, Finn (* 1988), britischer Schauspieler
- Jones, Florentine Ariosto (1841–1916), amerikanischer Uhrmacher
- Jones, Francesca (* 2000), britische Tennisspielerin
- Jones, Francis, US-amerikanischer Politiker
- Jones, Francis William Doyle (1873–1938), britischer Bildhauer
- Jones, Frank (1832–1902), US-amerikanischer Politiker
- Jones, Frank Fernando (1855–1941), US-amerikanischer Unternehmer und Politiker (Republikanische Partei)
- Jones, Fred (* 1979), US-amerikanischer Basketballspieler
- Jones, Freddie (1927–2019), britischer Schauspieler

##### Jones, G
- Jones, G. D. (* 1986), neuseeländischer Tennisspieler
- Jones, Gail (* 1955), australische Schriftstellerin
- Jones, Gareth (1905–1935), walisischer Journalist
- Jones, Gareth (* 1954), britischer Musikproduzent
- Jones, Garfield (* 1966), jamaikanischer Tischtennisspieler
- Jones, Garry (* 1946), australischer Radrennfahrer
- Jones, Gary (* 1947), US-amerikanischer Kostümbildner
- Jones, Gary (* 1958), britisch-kanadischer Schauspieler
- Jones, Gary L., Brigadegeneral der US Army National Guard
- Jones, Gavin (* 1980), walisischer Squashspieler
- Jones, Gawain (* 1987), englischer Schachspieler
- Jones, Gemma (* 1942), britische Theater- und FilmschauspielerinGemma Jones (* 1942)

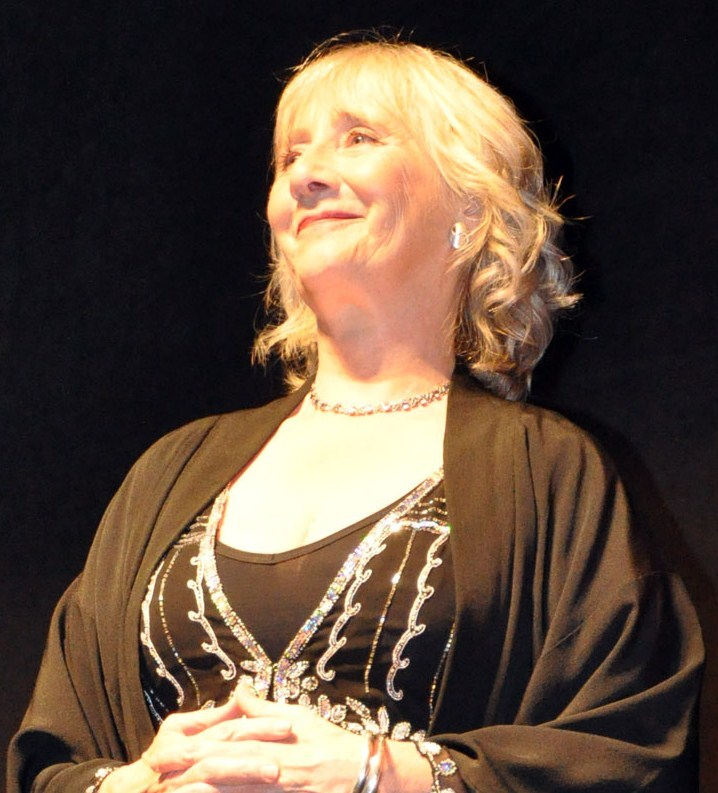
Gemma Jones (* 1942)

- Jones, Geoffrey G. (* 1952), britischer Historiker
- Jones, George (1766–1838), englisch-amerikanischer Politiker (Demokratisch-Republikanische Partei)
- Jones, George (1786–1869), britischer Maler
- Jones, George (1811–1891), US-amerikanischer Journalist
- Jones, George (1896–1992), australischer Jagdflieger, Kommandeur der RAAF
- Jones, George (1931–2013), US-amerikanischer Country-Musiker
- Jones, George W. (1804–1896), US-amerikanischer Politiker
- Jones, George Washington (1806–1884), US-amerikanischer Politiker
- Jones, George Washington (1828–1903), US-amerikanischer Politiker
- Jones, Georgina (1882–1955), US-amerikanische Tennisspielerin
- Jones, Gerald, britischer Politiker der Labour Party
- Jones, Gerard (* 1957), US-amerikanischer Schriftsteller und Comicautor
- Jones, Gerry (1945–2021), englischer Fußballspieler
- Jones, Gethin (* 1995), australisch-walisischer Fußballspieler
- Jones, Gilland (* 1993), US-amerikanische Schauspielerin
- Jones, Glenn (* 1962), US-amerikanischer R&B- und Soul-Sänger
- Jones, Gloria (* 1945), US-amerikanische SängerinGloria Jones (* 1945)

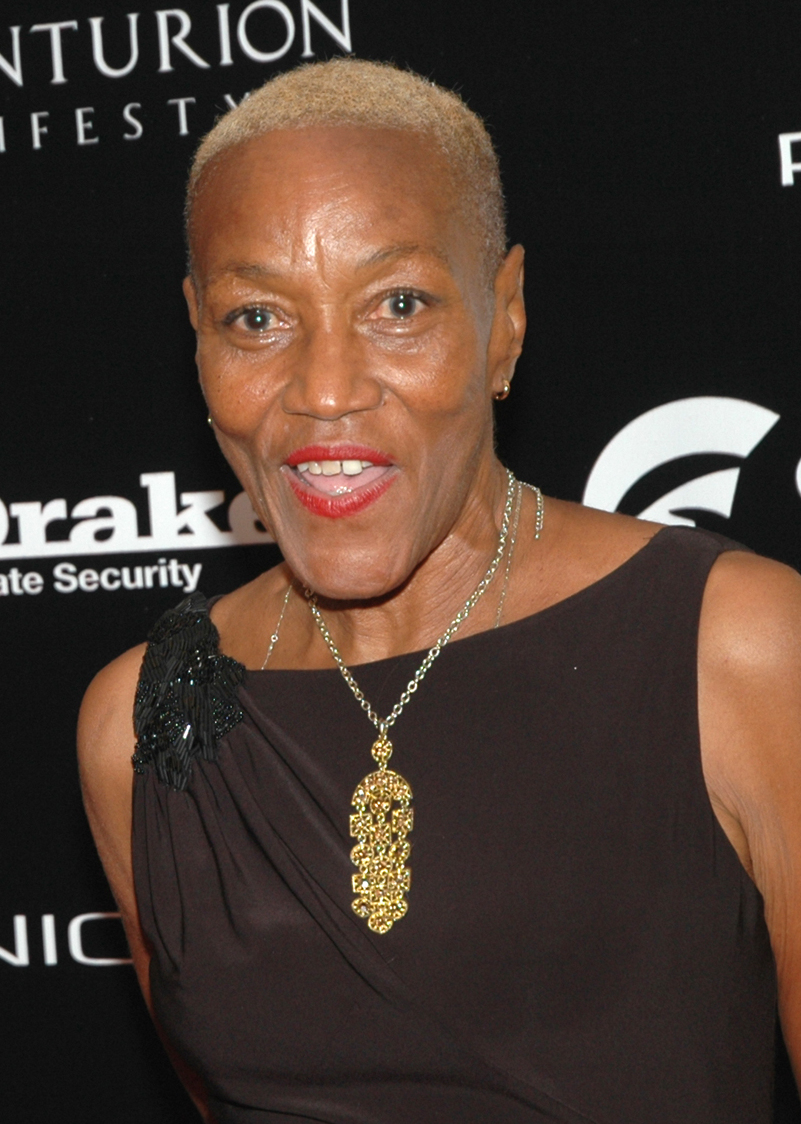
Gloria Jones (* 1945)

- Jones, Glyn (1905–1995), walisischer Schriftsteller
- Jones, Glyn (1931–2014), südafrikanischer Schauspieler, Regisseur und Schriftsteller
- Jones, Gordon (1912–1963), US-amerikanischer Schauspieler
- Jones, Gorilla (1906–1982), US-amerikanischer Boxer im Mittelgewicht
- Jones, Grace (* 1948), jamaikanische Sängerin, Schauspielerin und PerformancekünstlerinGrace Jones (* 1948)

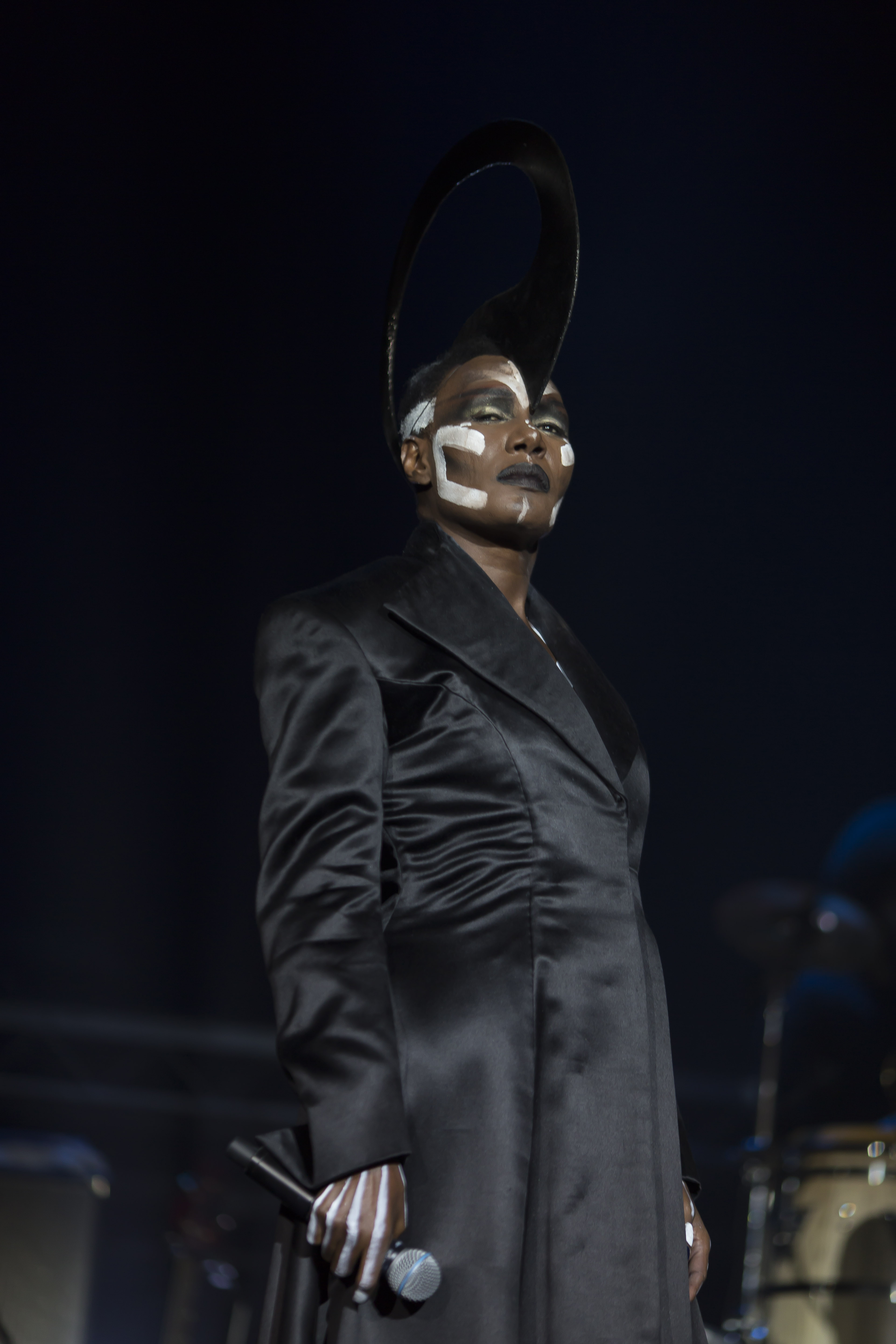
Grace Jones (* 1948)

- Jones, Graeme (* 1970), englischer Fußballspieler und -trainer
- Jones, Graham (* 1957), britischer Radrennfahrer
- Jones, Grandpa (1913–1998), US-amerikanischer Country-Musiker
- Jones, Greg (* 1953), US-amerikanischer Skirennläufer
- Jones, Greg (* 1987), kanadischer Naturbahnrodler
- Jones, Greg (* 1989), australischer Tennisspieler
- Jones, Grover (1893–1940), US-amerikanischer Drehbuchautor und Filmregisseur
- Jones, Guillermo (* 1972), panamaischer Boxsportler
- Jones, Gwyn (1907–1999), walisischer Schriftsteller
- Jones, Gwyn (1935–2020), walisischer Fußballspieler
- Jones, Gwyneth (* 1936), walisische Opernsängerin
- Jones, Gwyneth (* 1952), britische Schriftstellerin

##### Jones, H
- Jones, Haley Louise (* 1989), britische Schauspielerin
- Jones, Hamilton C. (1884–1957), US-amerikanischer Politiker
- Jones, Hank (1918–2010), US-amerikanischer Jazzpianist
- Jones, Hannah (* 1995), australische Hürdenläuferin
- Jones, Harford (1764–1847), britischer Botschafter
- Jones, Harmon (1911–1972), kanadisch-US-amerikanischer Filmeditor und Filmregisseur
- Jones, Harold (* 1940), US-amerikanischer Jazz-Schlagzeuger
- Jones, Harold Ellis (1894–1960), US-amerikanischer Psychologe
- Jones, Harold Spencer (1890–1960), britischer Astronom
- Jones, Harri Pritchard (1933–2015), walisischer Schriftsteller und Psychiater
- Jones, Harry (1895–1956), kanadischer Segler
- Jones, Harry (1905–1986), britischer theoretischer Festkörperphysiker
- Jones, Hayden (* 2006), australischer Tennisspieler
- Jones, Hayes (* 1938), US-amerikanischer Leichtathlet
- Jones, Hayley (* 1988), britische Sprinterin
- Jones, Henry († 1586), walisischer Politiker, Mitglied des House of Commons
- Jones, Henry (1822–1900), englischer Orgelbauer
- Jones, Henry (1831–1899), englischer Arzt und Autor
- Jones, Henry (1852–1922), walisischer Philosoph
- Jones, Henry (1912–1999), US-amerikanischer Schauspieler
- Jones, Henry Arthur (1851–1929), englischer Dramatiker
- Jones, Henry Cox (1821–1913), amerikanischer Politiker
- Jones, Henry Stuart (1867–1939), britischer Klassischer Philologe und Althistoriker
- Jones, Henry Z Jr. (* 1940), US-amerikanischer Schauspieler, Genealoge und Autor
- Jones, Herbert (1940–1982), britischer Offizier
- Jones, Herbie (1926–2001), US-amerikanischer Jazzmusiker
- Jones, Hettie (1934–2024), US-amerikanische Beat-Autorin

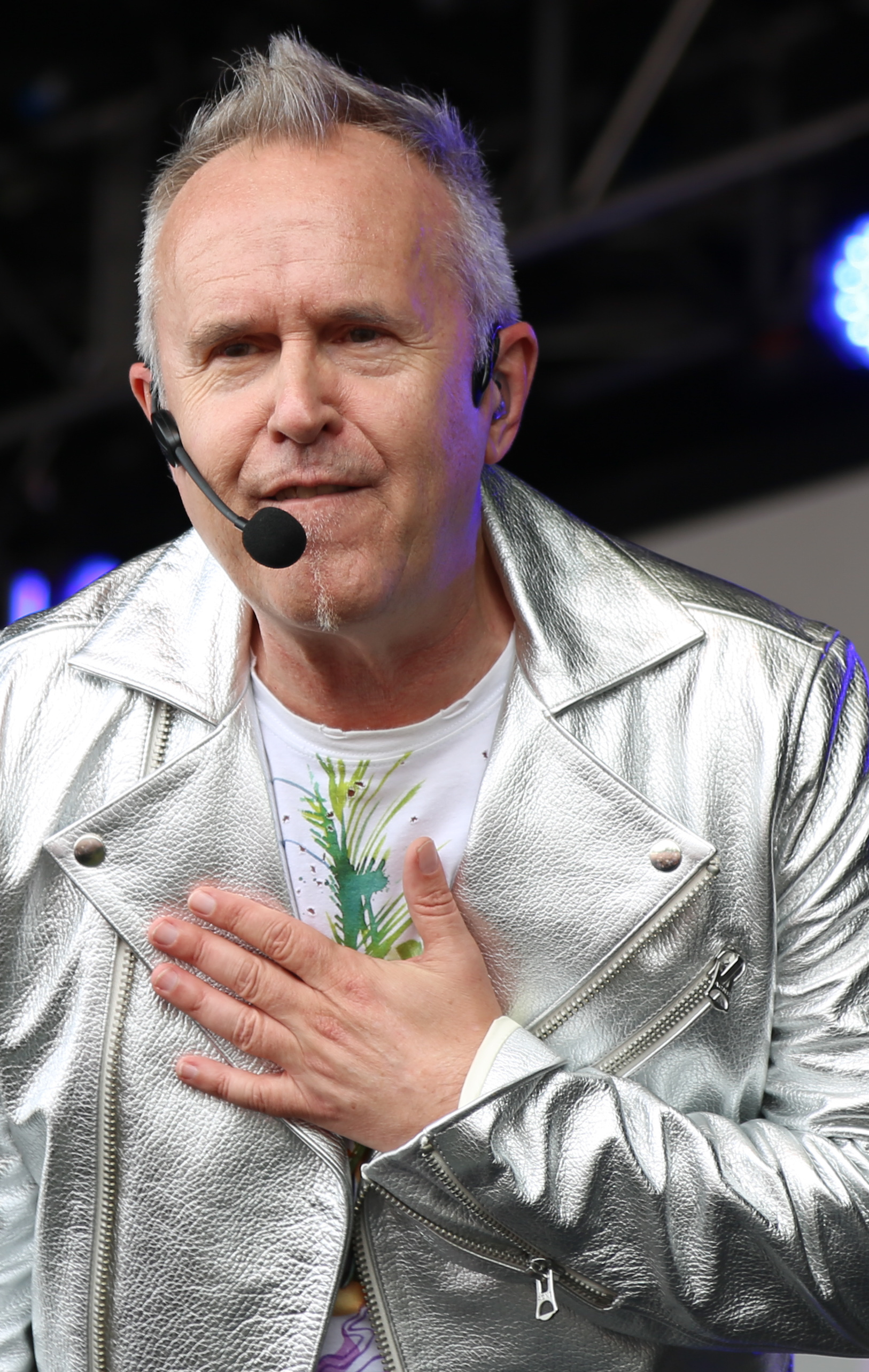
Howard Jones (* 1955)

- Jones, Homer (1893–1970), US-amerikanischer Politiker
- Jones, Horace (1819–1887), britischer Architekt
- Jones, Howard (* 1955), britischer MusikerHoward Jones (* 1955)
- Jones, Howard (* 1970), US-amerikanischer SängerHoward Jones (* 1970)

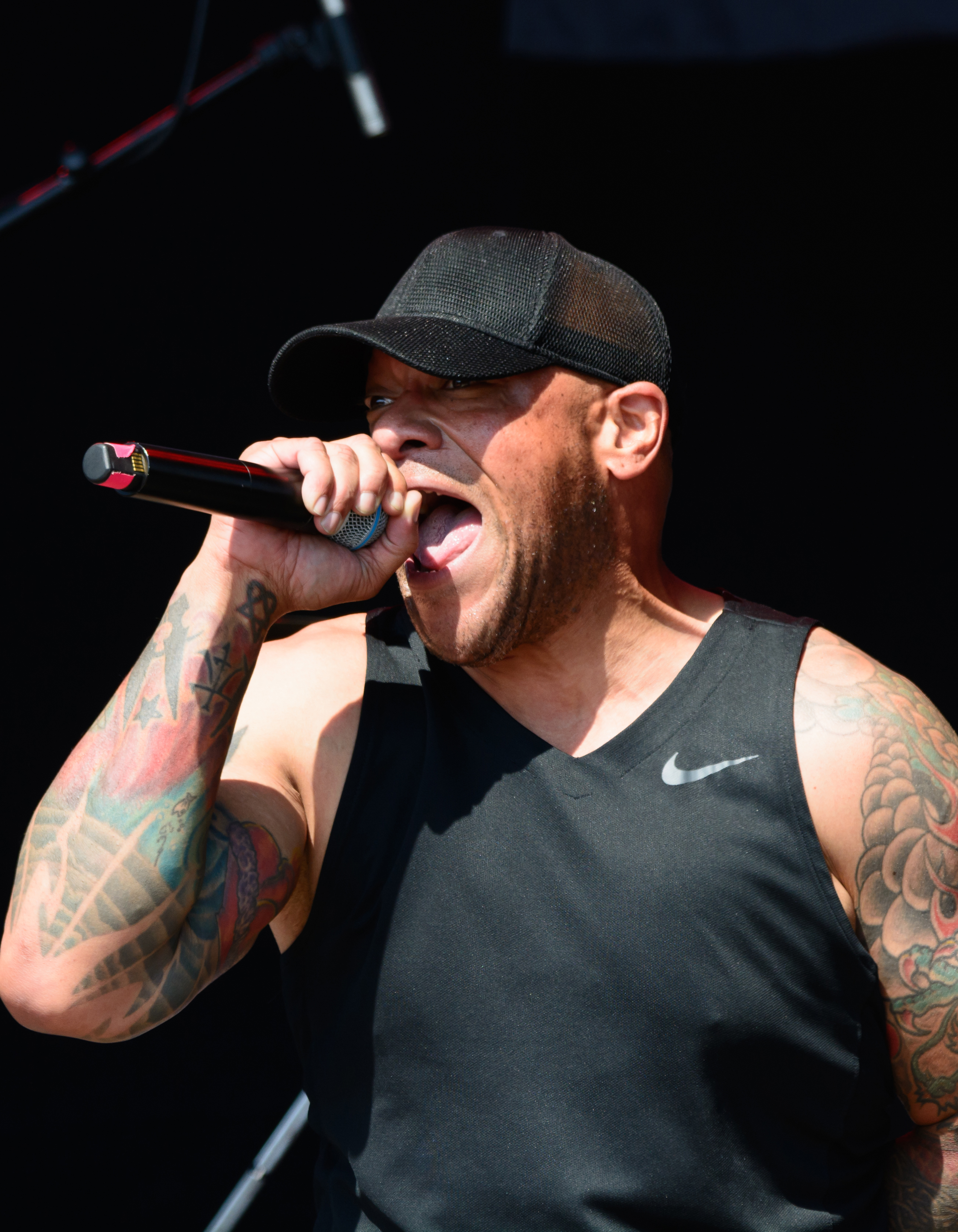
Howard Jones (* 1970)

- Jones, Howard Mumford (1892–1980), amerikanischer Literaturwissenschaftler, Historiker und Schriftsteller
- Jones, Howard Palfrey (1899–1973), US-amerikanischer Oberst der US-Army und Diplomat, Botschafter in Indonesien
- Jones, Hugh, englischer Popmusikproduzent
- Jones, Hugh (1880–1960), US-amerikanischer Tennisspieler
- Jones, Hugh (* 1955), englischer Marathonläufer
- Jones, Humphrey Owen (1878–1912), walisischer Chemiker und Bergsteiger

##### Jones, I
- Jones, Ian (1931–2018), australischer Filmproduzent, Drehbuchautor, Regisseur und Biograf
- Jones, Ian (* 1980), Fußballtorhüter (Turks- und Caicosinseln)
- Jones, Ida (* 1911), britische Mittelstreckenläuferin
- Jones, Ida Ella Ruth (1874–1959), amerikanische Malerin
- Jones, Idris (* 1943), britischer anglikanischer Primas der Scottish Episcopal Church
- Jones, Ieuan Wyn (* 1949), britischer Politiker, Deputy First Minister von Wales, Vorsitzender von Plaid Cymru
- Jones, Inez († 1995), US-amerikanische Jazzsängerin
- Jones, Inigo (1573–1652), englischer Architekt
- Jones, Isaac (* 1990), gambischer Sprinter
- Jones, Isaac Dashiell (1806–1893), US-amerikanischer Politiker
- Jones, Isham (1894–1956), US-amerikanischer Bigband-Leader
- Jones, Isobel Jesper (* 1995), britische Schauspielerin

##### Jones, J
- Jones, J. H. (1836–1911), US-amerikanischer Politiker
- Jones, J. Knox, Jr. (1929–1992), US-amerikanischer Mammaloge und Hochschullehrer
- Jones, J. V. (* 1963), englische Fantasyautorin
- Jones, Jack (1884–1970), walisischer Schriftsteller und Dramatiker
- Jones, Jack (1938–2024), US-amerikanischer Pop- und Jazzsänger sowie SchauspielerJack Jones (1938–2024)

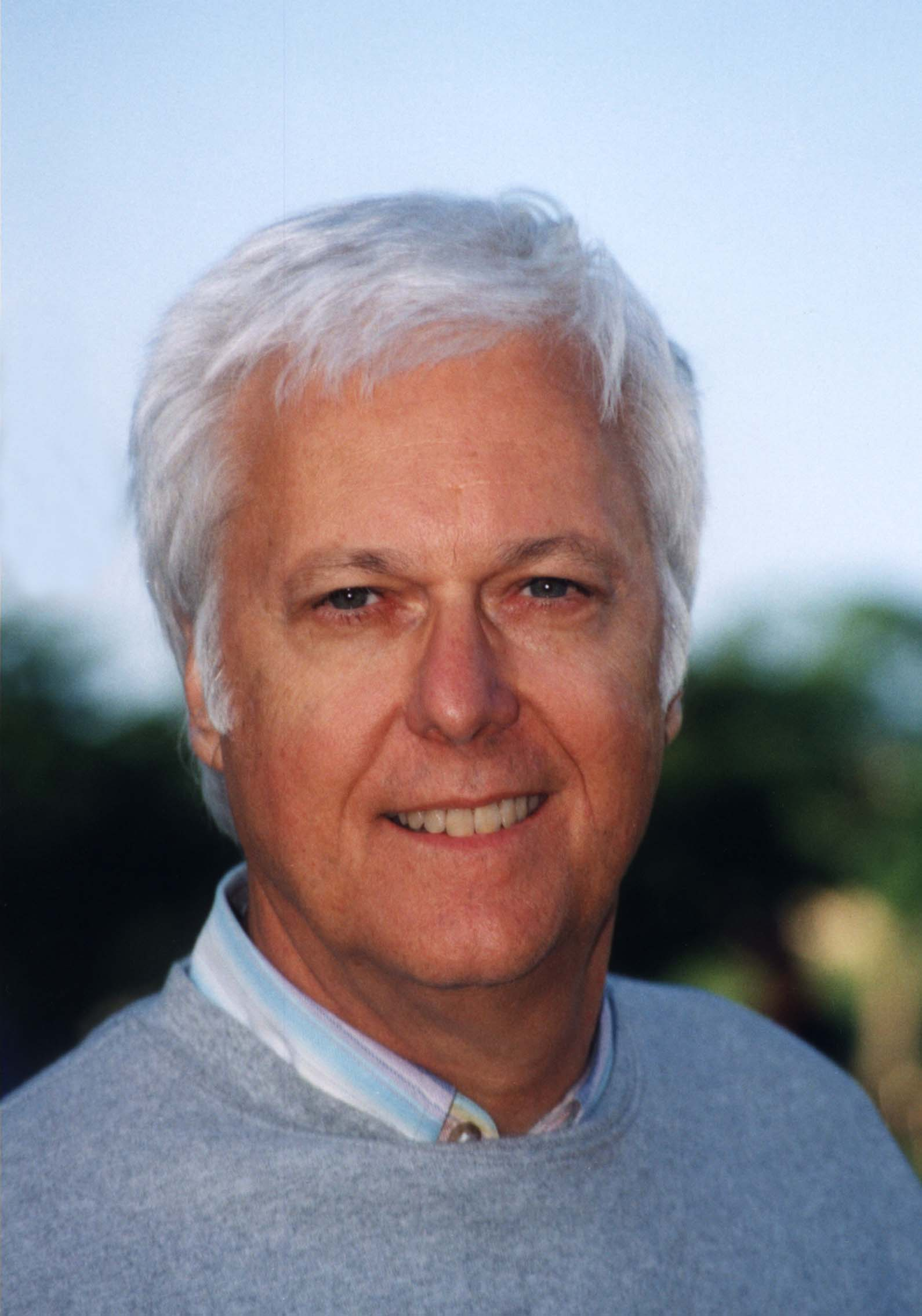
Jack Jones (1938–2024)

- Jones, Jackie (* 1966), britische Juristin und Politikerin (Labour), MdEP
- Jones, Jacoby (1984–2024), US-amerikanischer American-Football-Spieler
- Jones, Jade (* 1993), britische Taekwondoin
- Jones, Jak (* 1993), walisischer Snookerspieler
- Jones, Jake (* 1993), englischer Dartspieler
- Jones, James († 1801), US-amerikanischer Politiker
- Jones, James (1772–1848), US-amerikanischer Politiker
- Jones, James (1921–1977), US-amerikanischer Schriftsteller
- Jones, James (* 1980), US-amerikanischer Basketballspieler
- Jones, James Brooks (1886–1947), US-amerikanischer Politiker
- Jones, James C. (1809–1859), US-amerikanischer Politiker
- Jones, James Earl (1931–2024), US-amerikanischer SchauspielerJames Earl Jones (1931–2024)

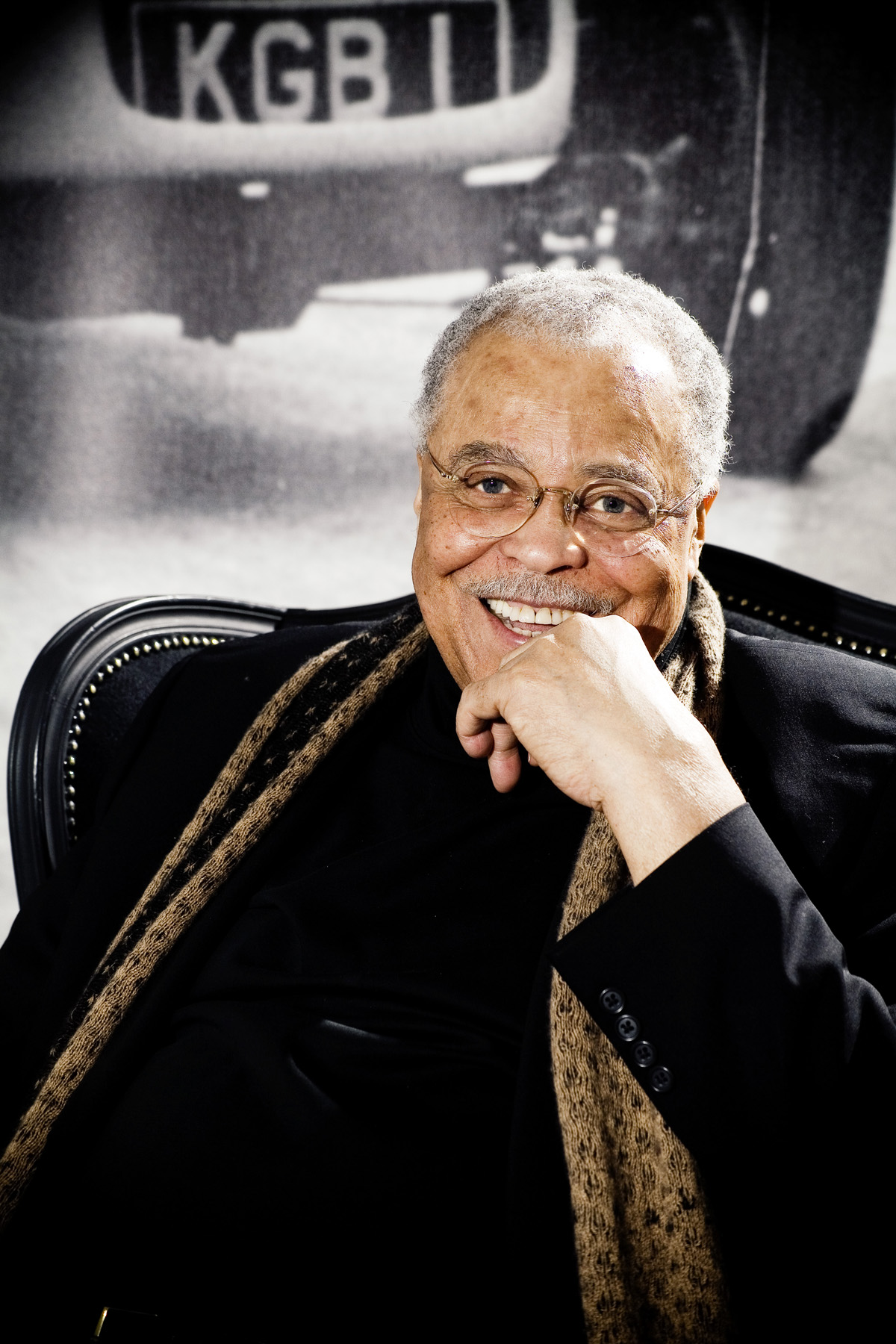
James Earl Jones (1931–2024)

- Jones, James H. (1830–1904), US-amerikanischer Politiker
- Jones, James Kimbrough (1839–1908), US-amerikanischer Politiker
- Jones, James L. (* 1943), 32. Commandant of the Marine Corps, Supreme Allied Commander Europe
- Jones, James Robert (* 1939), US-amerikanischer Politiker und Diplomat
- Jones, James Stuart (* 1948), anglikanischer Geistlicher und 7. anglikanischer Bischof von Liverpool
- Jones, James T. (1832–1895), US-amerikanischer Rechtsanwalt, Richter, Offizier und Politiker
- Jones, Jamie (* 1980), walisischer DJ und Musikproduzent
- Jones, Jamie (* 1988), walisischer Snookerspieler
- Jones, Jamison (* 1969), US-amerikanischer Schauspieler und Synchronsprecher
- Jones, Janet (* 1961), US-amerikanische Schauspielerin
- Jones, January (* 1978), US-amerikanische Schauspielerin und ein ehemaliges ModelJanuary Jones (* 1978)

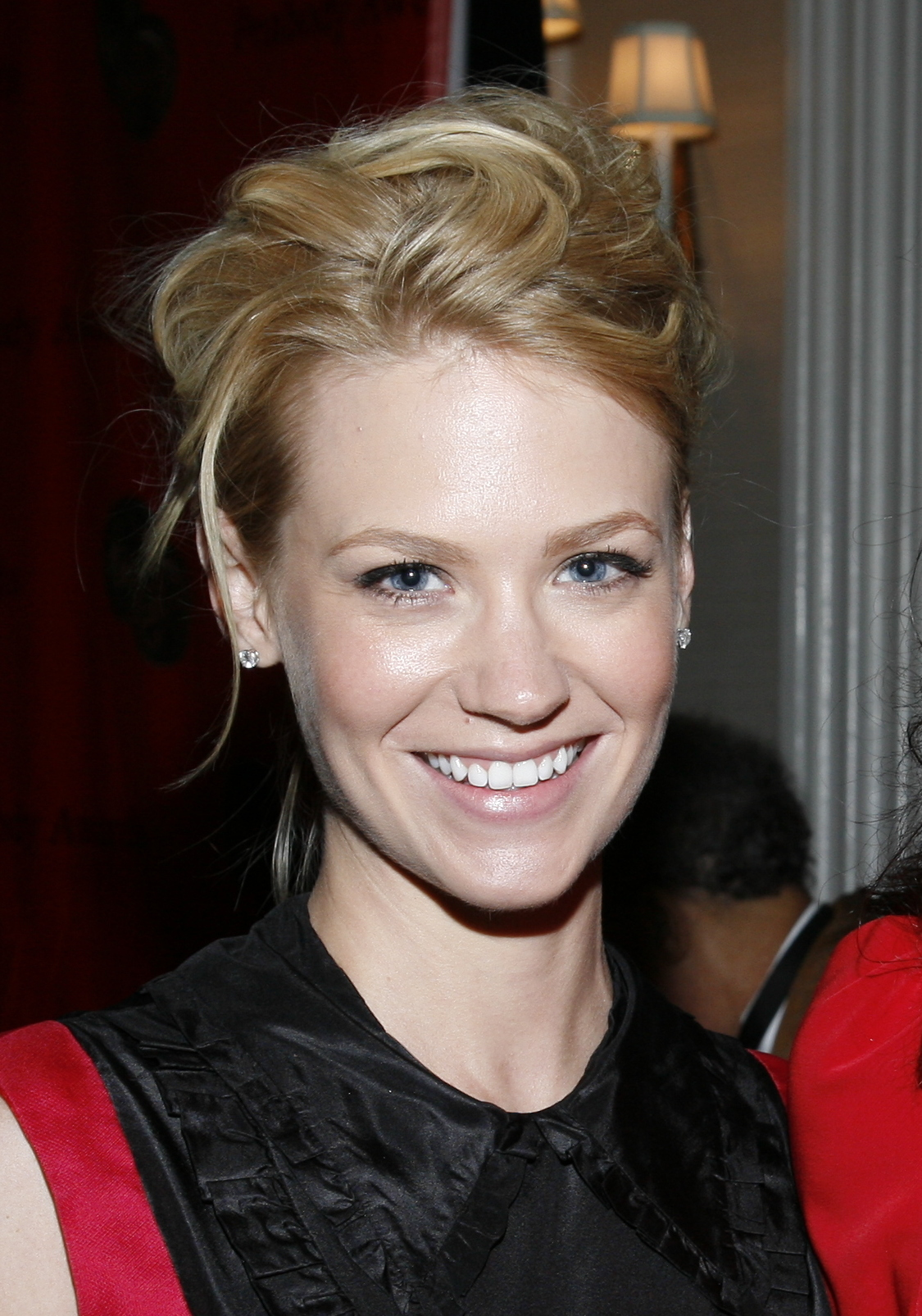
January Jones (* 1978)

- Jones, Jasmine (* 2001), US-amerikanische Hürdenläuferin
- Jones, Jasmine Cephas (* 1989), amerikanische Schauspielerin
- Jones, Jaspa (* 1968), deutscher Musiker und Komponist
- Jones, Jayson (* 1977), belizischer Sprinter
- Jones, Jean (1927–2012), englische Malerin
- Jones, Jeffrey (* 1946), US-amerikanischer Schauspieler
- Jones, Jehu (1786–1852), erster afroamerikanischer Pastor und Bürgerrechtler
- Jones, Jehu Glancy (1811–1878), US-amerikanischer Politiker
- Jones, Jennifer (1919–2009), US-amerikanische Schauspielerin
- Jones, Jennifer (* 1974), kanadische Curlerin
- Jones, Jenny (* 1980), britische Snowboarderin
- Jones, Jenny, Baroness Jones of Moulsecoomb (* 1949), britische Politikerin
- Jones, Jeremy (* 1971), US-amerikanischer Poolbillardspieler
- Jones, Jermaine (* 1981), deutsch-US-amerikanischer Fußballspieler und -trainer
- Jones, Jerry (* 1942), US-amerikanischer American-Football-Spieler, Unternehmer und Teambesitzer
- Jones, Jesse H. (1874–1956), US-amerikanischer Unternehmer, Politiker und Verleger
- Jones, Jessica, US-amerikanische Jazzmusikerin (Saxophon, Piano, Komposition)
- Jones, Jewell (* 1995), US-amerikanischer Politiker (Demokratische Partei)
- Jones, Jill (* 1962), US-amerikanische Sängerin, Begleitsängerin und Songwriterin
- Jones, Jill Marie (* 1975), US-amerikanische Schauspielerin
- Jones, Jim (1931–1978), US-amerikanischer Sektenführer und der Gründer des Peoples TempleJim Jones (1931–1978)

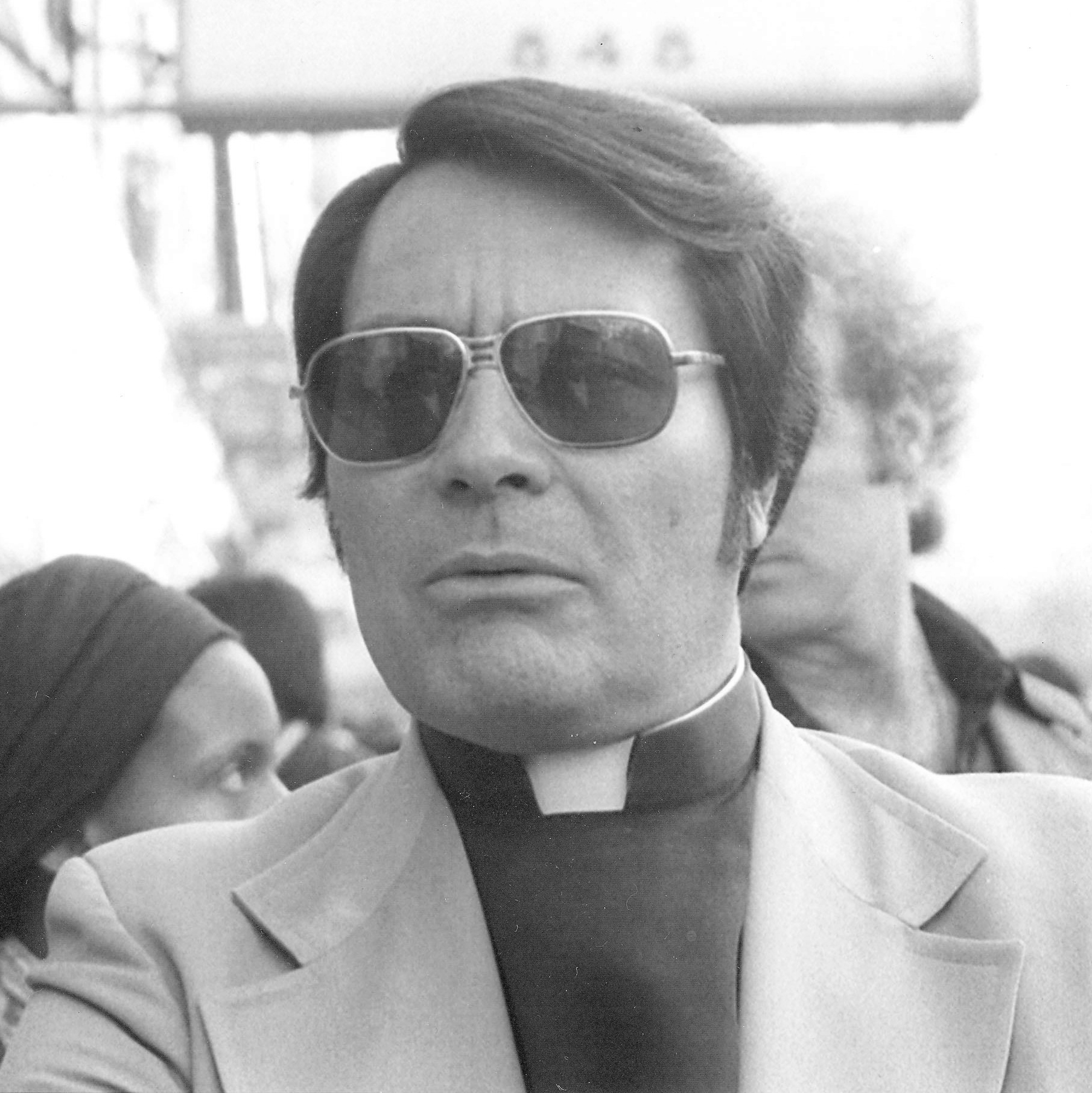
Jim Jones (1931–1978)

- Jones, Jim (* 1976), US-amerikanischer Rapper
- Jones, Jimmy (1912–1986), britischer Tennisspieler und Autor
- Jones, Jimmy (1918–1982), US-amerikanischer Jazzpianist und Arrangeur
- Jones, Jimmy (1928–2014), nordirischer Fußballspieler
- Jones, Jimmy (1937–2012), US-amerikanischer Rock-’n’-Roll- und Popsänger
- Jones, Jo (1911–1985), US-amerikanischer Schlagzeuger
- Jones, Joan (* 1948), australische Badmintonspielerin
- Jones, Jodi (* 1997), englischer Fußballspieler
- Jones, Joe (1926–2005), amerikanischer Sänger
- Jones, Joe (* 1944), kanadischer Radrennfahrer
- Jones, Joel (* 1981), US-amerikanischer Basketballspieler
- Jones, Joevin (* 1991), trinidadischer Fußballspieler
- Jones, Joey (1955–2025), walisischer Fußballspieler und -trainerJoey Jones (1955–2025)

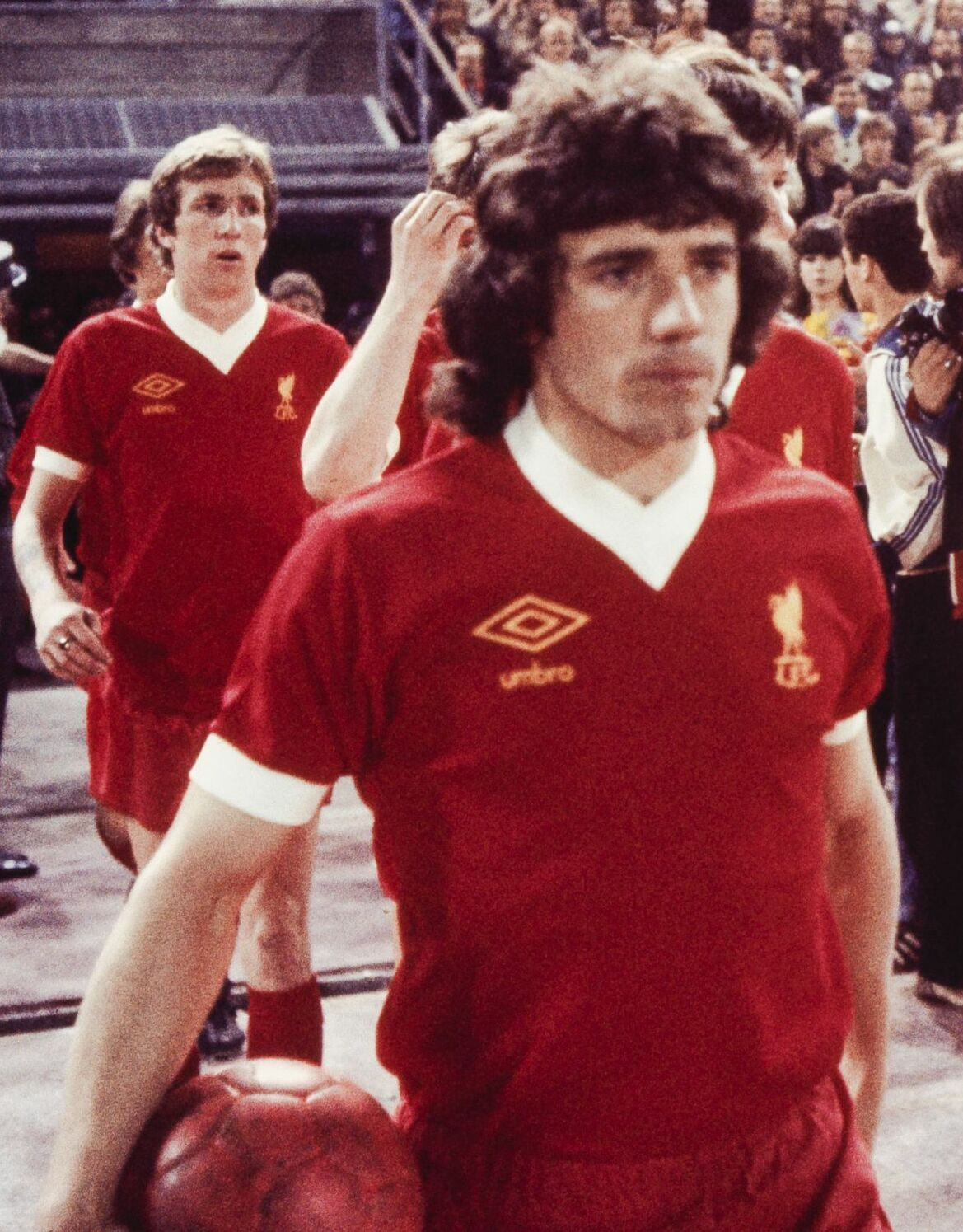
Joey Jones (1955–2025)

- Jones, John (1924–2016), britischer Literaturwissenschaftler
- Jones, John David Rheinallt (1884–1953), walisisch-südafrikanischer Verleger und Senator der Südafrikanischen Union
- Jones, John Edward (1840–1896), US-amerikanischer Politiker
- Jones, John James (1824–1898), US-amerikanischer Politiker
- Jones, John Kenyon Netherton (1912–1977), englischer Chemiker
- Jones, John Marshall (* 1962), US-amerikanischer Schauspieler
- Jones, John Marvin (1882–1976), US-amerikanischer Jurist und Politiker
- Jones, John P. (1829–1912), britisch-amerikanischer Politiker
- Jones, John Paul (1747–1792), Pirat, Seeheld, Marinepionier und Freiheitskämpfer im Amerikanischen Unabhängigkeitskrieg
- Jones, John Paul (1890–1970), US-amerikanischer Mittelstreckenläufer
- Jones, John Paul (* 1946), englischer Rockmusiker und Musikproduzent
- Jones, John S. (1836–1903), US-amerikanischer Politiker
- Jones, John Walter (1878–1954), kanadischer Politiker, Premierminister von Prince Edward Island
- Jones, John William (1806–1871), US-amerikanischer Politiker
- Jones, John Winston (1791–1848), US-amerikanischer Politiker, Sprecher des Repräsentantenhauses
- Jones, John Winter (1805–1881), britischer Bibliothekar
- Jones, Johnny (1958–2019), US-amerikanischer Sprinter und American-Football-Spieler
- Jones, Jolanda (* 1959), US-amerikanische Siebenkämpferin
- Jones, Jon (* 1987), US-amerikanischer Mixed-Martial-Arts-KämpferJon Jones (* 1987)

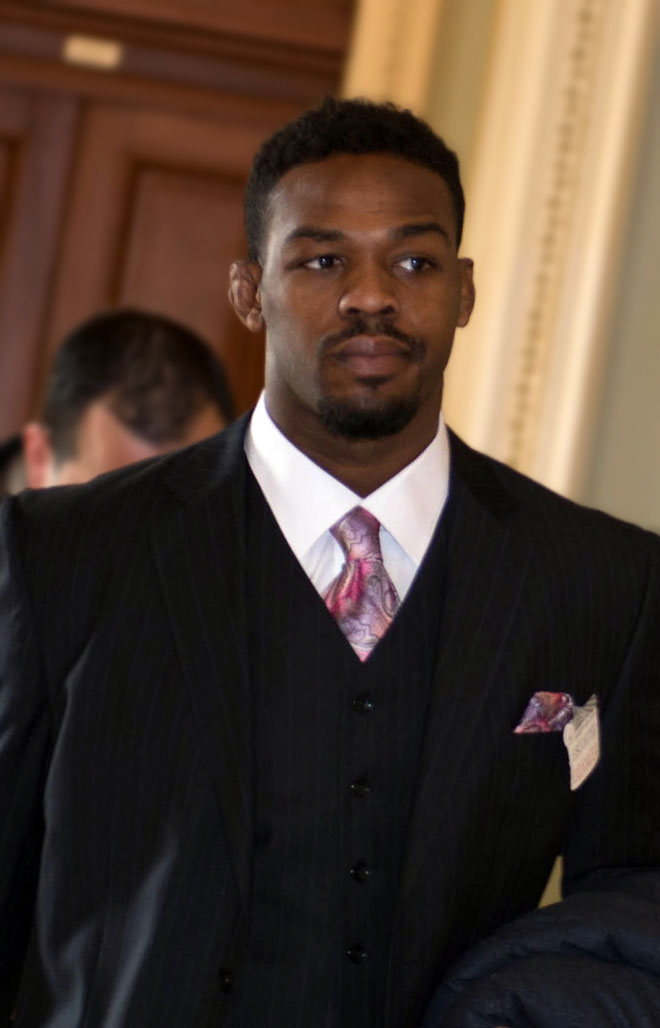
Jon Jones (* 1987)

- Jones, Jonah (1908–2000), US-amerikanischer Jazz-Trompeter des Swing
- Jones, Jonathan (* 1997), US-amerikanischer American-Football-Spieler und Canadian-Football-Spieler
- Jones, Jonathan (* 1999), barbadischer Leichtathlet
- Jones, Jonquel (* 1994), bahamaisch-bosnische Basketballspielerin
- Jones, Jordan (* 1994), nordirischer Fußballspieler
- Jones, Jordyn (* 2000), US-amerikanische Sängerin, Tänzerin, YouTuberin, Schauspielerin und Model
- Jones, Joseph (1727–1805), US-amerikanischer Politiker
- Jones, Joseph Merrick (1902–1963), US-amerikanischer Rechtsanwalt
- Jones, Josiah Towyn (1858–1925), britischer Politiker der Liberal Party, Unterhausabgeordneter und Juniorminister
- Jones, Jude (* 2001), britischer BMX-Freestyle-Fahrer
- Jones, Julia (* 1961), britische Dirigentin
- Jones, Julia (* 1981), US-amerikanische SchauspielerinJulia Jones (* 1981)

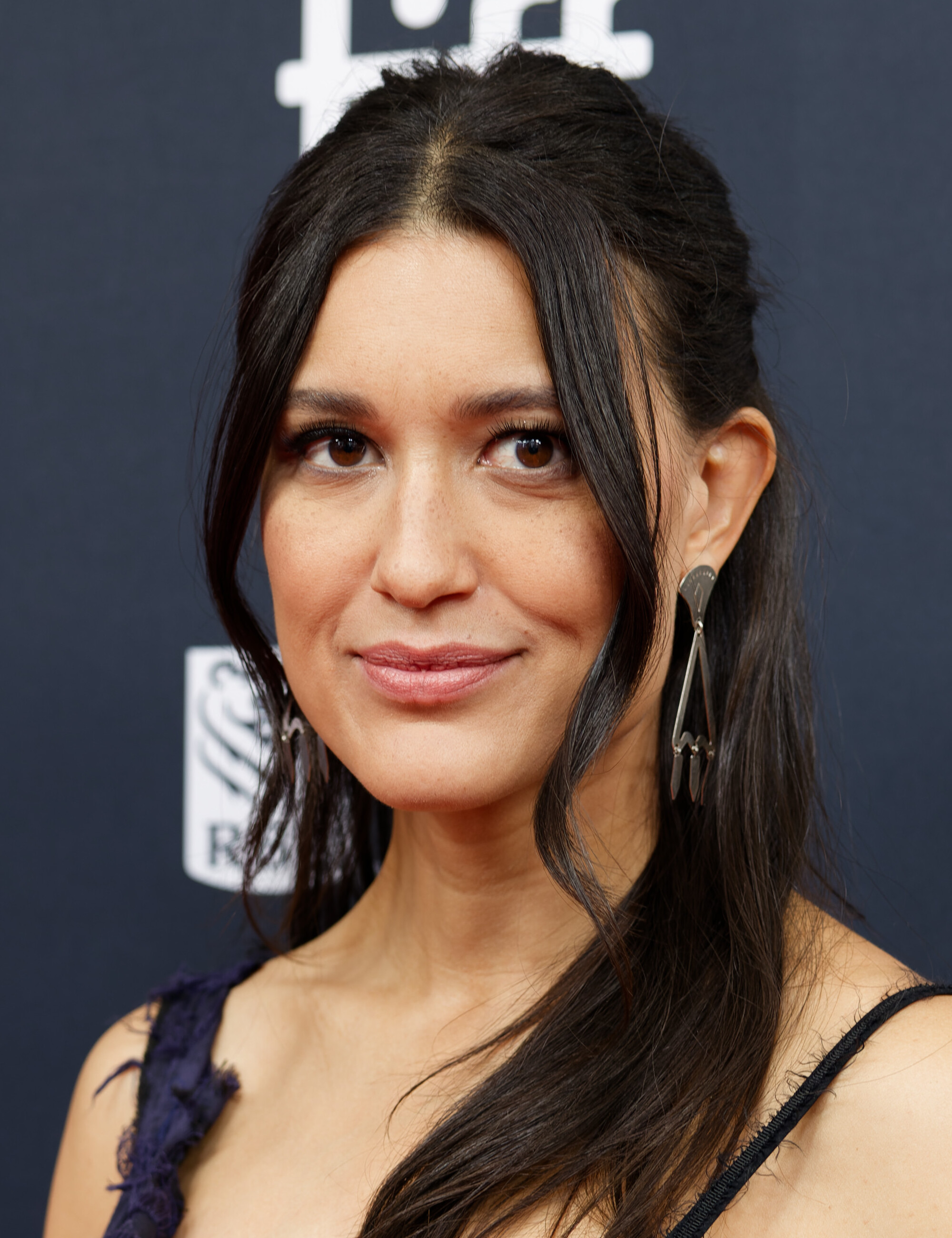
Julia Jones (* 1981)

- Jones, Julia (* 1994), US-amerikanische Tennisspielerin
- Jones, Julio (* 1989), US-amerikanischer American-Football-Spieler
- Jones, Junior (* 1970), US-amerikanischer Boxer im Superbantam- und Bantamgewicht
- Jones, Justin (* 1964), englischer Musiker und Gitarrist

##### Jones, K
- Jones, K. C. (1932–2020), US-amerikanischer Basketballspieler und -trainer
- Jones, Kai (* 2001), bahamaischer Basketballspieler
- Jones, Katherine, Viscountess Ranelagh (1615–1691), angloirische Alchemistin
- Jones, Kehri (* 1993), US-amerikanische Bobfahrerin
- Jones, Keith (* 1968), kanadischer Eishockeyspieler und Fernsehkommentator
- Jones, Kelley (* 1962), US-amerikanischer Comiczeichner
- Jones, Kelly (* 1964), US-amerikanischer Tennisspieler
- Jones, Kelly (* 1974), britischer Rockmusiker
- Jones, Kelly B. (* 1983), thailändisch-walisische Schauspielerin, Synchronsprecherin, Moderatorin und Model
- Jones, Kelsey (1922–2004), kanadischer Komponist, Cembalist, Pianist, Organist, Dirigent und Musikpädagoge
- Jones, Kelvin (* 1995), simbabwisch-britischer Singer-Songwriter
- Jones, Ken (1921–2006), britisch-walisischer Sprinter und Rugby-Rechter-Außendreiviertel
- Jones, Ken (1927–1988), britischer Dirigent und Komponist von Film- und Fernsehmusik
- Jones, Ken (1936–2013), walisischer Fußballtorhüter und Sportjournalist
- Jones, Kenneth V. (1924–2020), britischer Komponist und Filmkomponist
- Jones, Kenney (* 1948), britischer MusikerKenney Jones (* 1948)

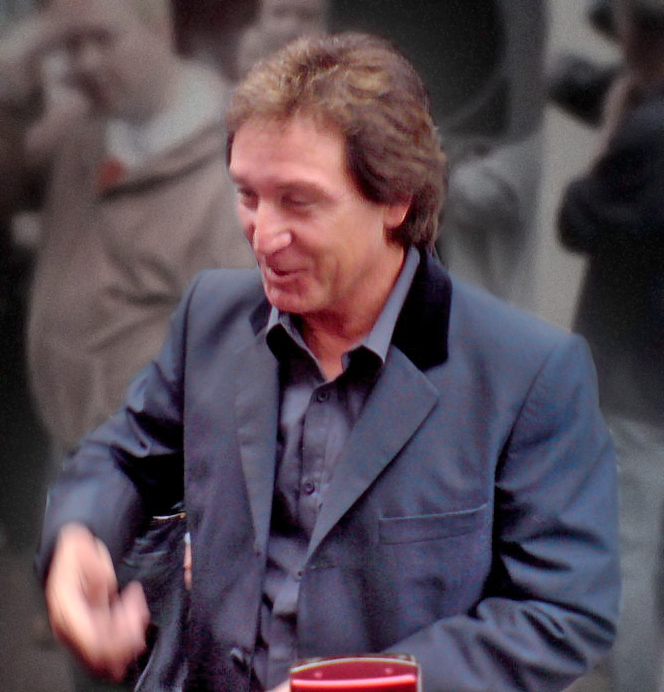
Kenney Jones (* 1948)

- Jones, Kent (* 1993), US-amerikanischer Rapper
- Jones, Kenwyne (* 1984), Fußballspieler aus Trinidad und Tobago
- Jones, Kenyon (1977–2005), US-amerikanisch-mazedonischer Basketballspieler
- Jones, Kerri-Ann, US-amerikanische Regierungsbeamtin
- Jones, Keziah (* 1968), nigerianischer Musiker
- Jones, Kirk (* 1963), britischer Filmregisseur und Drehbuchautor

##### Jones, L
- Jones, L. Q. (1927–2022), US-amerikanischer Schauspieler
- Jones, Lamont (* 1990), US-amerikanischer Basketballspieler
- Jones, Landry (* 1989), US-amerikanischer Footballspieler
- Jones, Langdon (* 1942), britischer Science-Fiction-Autor und -Herausgeber
- Jones, Larry Eugene (* 1940), US-amerikanischer Historiker
- Jones, Laura (* 1982), australische Malerin
- Jones, Laurence (1933–1995), britischer Offizier der Luftstreitkräfte des Vereinigten Königreichs und Vizegouverneur der Isle of Man
- Jones, Laurence (* 1992), britischer Bluesrock-Gitarrist, Sänger und Songwriter
- Jones, Lavinia (* 1973), südafrikanische Pop- und Euro-Dance-Sängerin
- Jones, Lawrence C. (1893–1972), US-amerikanischer Jurist und Politiker
- Jones, Lazlow, US-amerikanischer RadiomoderatorLazlow Jones

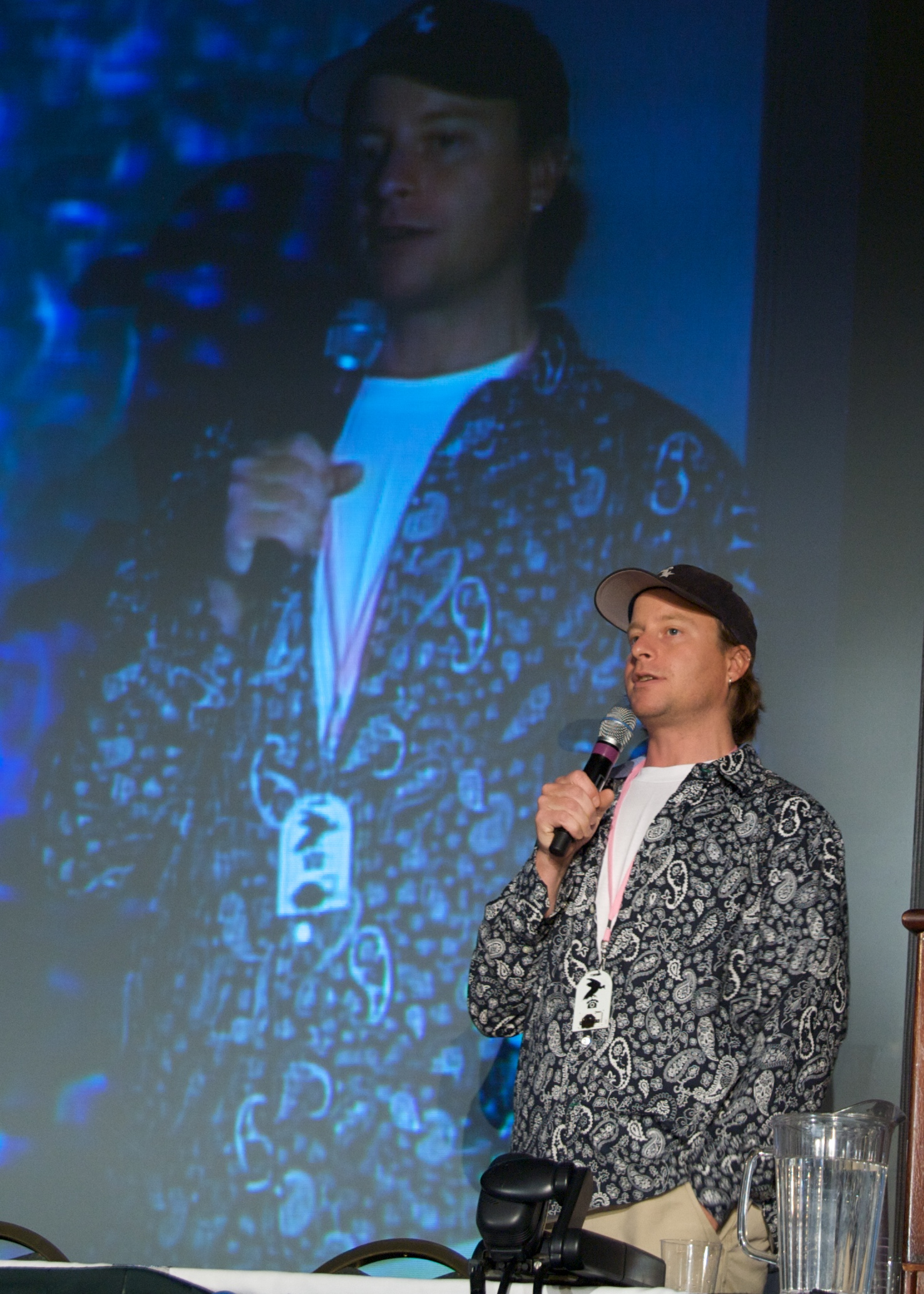
Lazlow Jones

- Jones, Leisel (* 1985), australische Schwimmerin
- Jones, Leon (* 1998), schottischer Fußballspieler
- Jones, Leonard (* 1943), US-amerikanischer Jazz-Bassist
- Jones, Leora (* 1960), US-amerikanische Handballspielerin
- Jones, Leroy (* 1958), amerikanischer Jazzmusiker (Trompete)
- Jones, Leslie, US-amerikanische Filmeditorin
- Jones, Leslie (* 1967), US-amerikanische Komikerin und SchauspielerinLeslie Jones (* 1967)

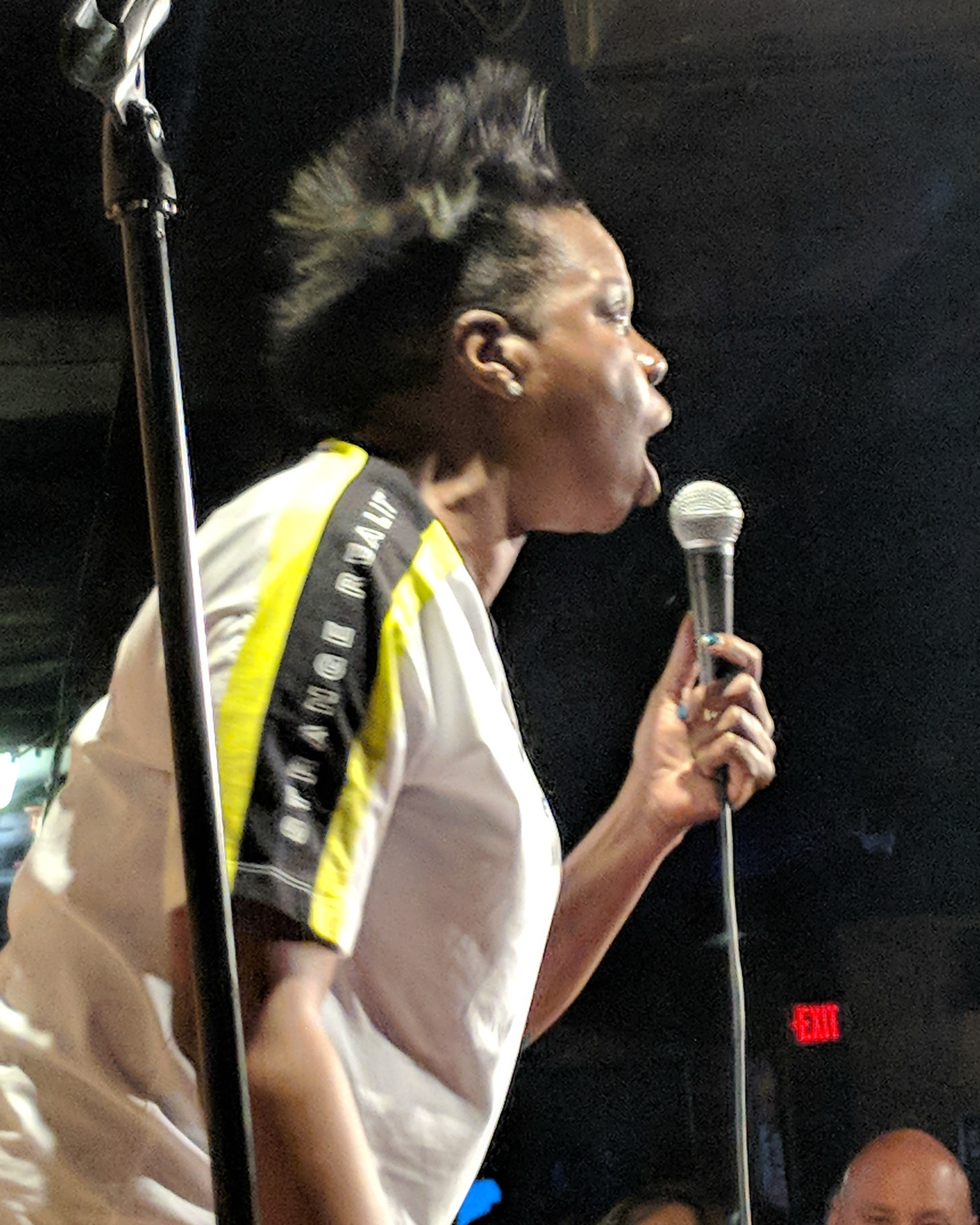
Leslie Jones (* 1967)

- Jones, Lewis R. (1864–1945), US-amerikanischer Botaniker und Pflanzenpathologe
- Jones, Linda (1944–1972), US-amerikanische Soul-Sängerin
- Jones, Little Hat (1899–1981), US-amerikanischer Bluesmusiker
- Jones, Little Johnny (1924–1964), US-amerikanischer Blues-Pianist
- Jones, Lloyd (* 1955), neuseeländischer Schriftsteller
- Jones, Lloyd E. (1889–1958), US-amerikanischer Offizier, Generalmajor der US-Army
- Jones, Lois Mailou (1905–1998), US-amerikanische Malerin und Hochschullehrerin
- Jones, Lolo (* 1982), US-amerikanische Leichtathletin und Bobsportlerin
- Jones, Loretta (* 1975), australische Triathletin
- Jones, Lou (1932–2006), US-amerikanischer Sprinter und Staffel-Olympiasieger
- Jones, Louise (* 1985), neuseeländische Sprinterin
- Jones, Lowell Edwin (* 1945), US-amerikanischer Mathematiker
- Jones, Lucie (* 1991), britische Sängerin, Schauspielerin und Model
- Jones, Luke, US-amerikanischer Schauspieler, Synchronsprecher, Drehbuchautor und Filmproduzent
- Jones, Lupita (* 1967), mexikanische Schönheitskönigin
- Jones, Luuka (* 1988), neuseeländische Kanutin
- Jones, Lyle Vincent (1924–2016), US-amerikanischer Psychologe

##### Jones, M
- Jones, Mabel († 1923), schottisch-britische Ärztin und Suffragette
- Jones, Mac (* 1998), US-amerikanischer American-Football-SpielerMac Jones (* 1998)

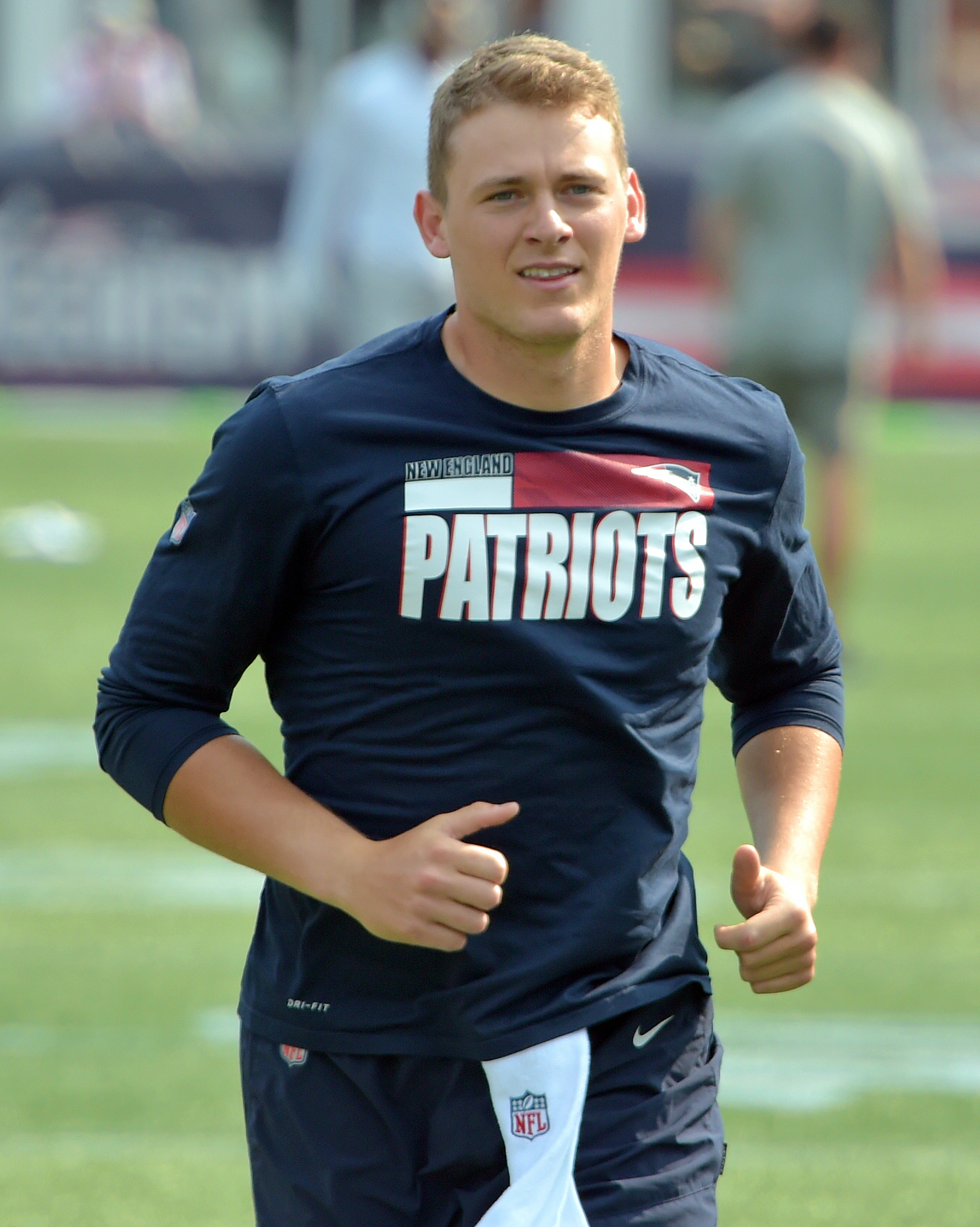
Mac Jones (* 1998)

- Jones, Maggie, US-amerikanische Blues-Sängerin
- Jones, Maggie Elizabeth (* 2003), US-amerikanische Kinderdarstellerin
- Jones, Maggie, Baroness Jones of Whitchurch (* 1955), britische Politikerin, Mitglied der Labour Party und Mitglied des House of Lords
- Jones, Makenna (* 1998), US-amerikanische Tennisspielerin
- Jones, Mandy (* 1962), britische Radrennfahrerin
- Jones, Marcia Mae (1924–2007), US-amerikanische Filmschauspielerin
- Jones, Margaret († 1648), Hebamme und Opfer der Hexenverfolgung
- Jones, Margaret (1916–2001), britische Archäologin
- Jones, Marion (1879–1965), US-amerikanische Tennisspielerin
- Jones, Marion (* 1975), US-amerikanische LeichtathletinMarion Jones (* 1975)

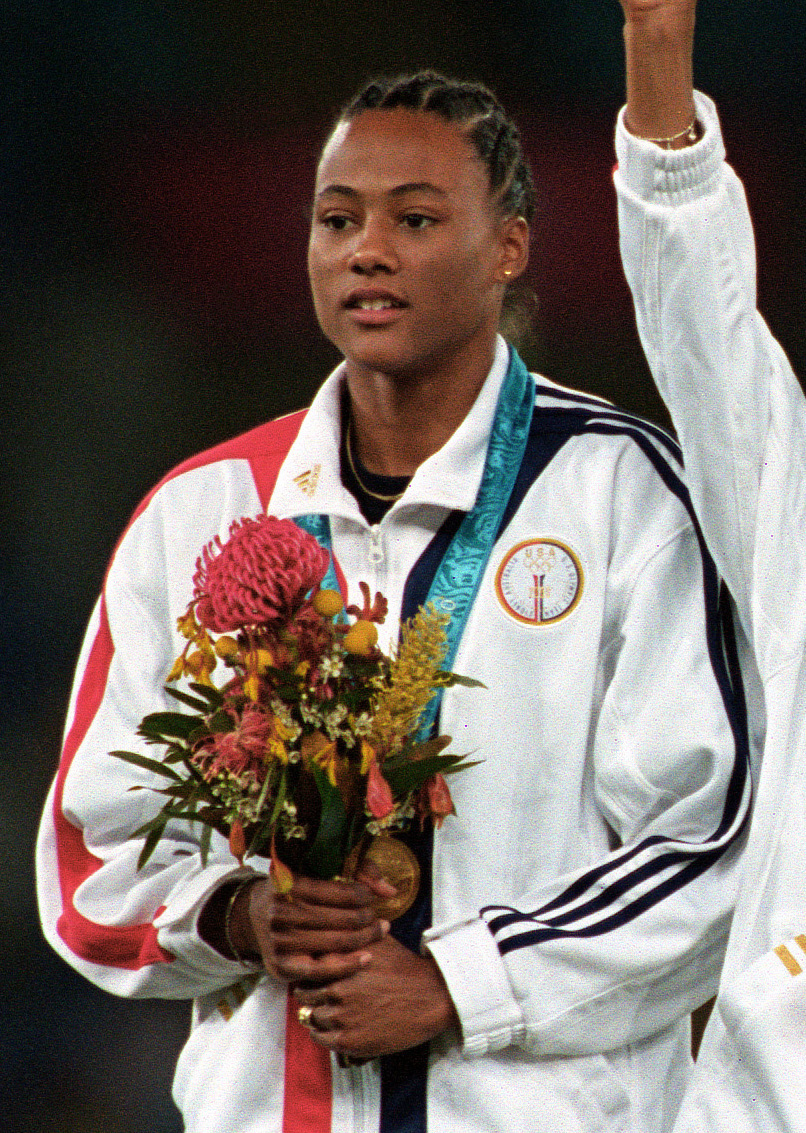
Marion Jones (* 1975)

- Jones, Mark (1933–1958), englischer Fußballspieler
- Jones, Mark (* 1953), US-amerikanischer Drehbuchautor und Regisseur
- Jones, Mark (* 1979), walisischer Rugbyspieler
- Jones, Mark (* 1981), irischer Historiker
- Jones, Mark Lewis (* 1964), britischer Schauspieler
- Jones, Martin (* 1940), englischer Pianist
- Jones, Martin (* 1956), englischer Musiker, Sänger und Moderator
- Jones, Martin (* 1990), kanadischer Eishockeytorwart
- Jones, Marvin (1960–2022), US-amerikanischer Jazzmusiker (Schlagzeug)
- Jones, Marvin (* 1990), US-amerikanischer American-Football-Spieler
- Jones, Mary (1784–1864), walisisches Mädchen, das zur Gründung der British and Foreign Bible Society beitrug
- Jones, Mary (* 1803), US-amerikanische Prostituierte
- Jones, Mary Cover (1896–1987), US-amerikanische Psychologin, Pionierin Verhaltenstherapie
- Jones, Mary Harris (1837–1930), US-amerikanische Gewerkschafterin und Sozialrevolutionärin
- Jones, Matías (* 1991), uruguayischer Fußballspieler
- Jones, Matt (* 1983), US-amerikanischer Eishockeyspieler
- Jones, Matt (* 1986), US-amerikanischer Eishockeyspieler
- Jones, Matt L. (* 1981), US-amerikanischer Schauspieler
- Jones, Max (1917–1993), britischer Jazz-Autor und Journalist
- Jones, Max (* 1998), US-amerikanischer Eishockeyspieler
- Jones, Maximus (* 2004), thailändischer Tennisspieler
- Jones, Melissa (* 1982), kanadische Naturbahnrodlerin
- Jones, Melvin B. (1918–1992), gambischer Journalist und Politiker
- Jones, Mervyn (1922–2010), britischer Journalist und Schriftsteller
- Jones, Michael (* 1952), französischer Sänger und Gitarrist
- Jones, Michael (* 1963), britischer Hammerwerfer
- Jones, Michael (* 1965), neuseeländischer Rugby-Union-Spieler und -Trainer
- Jones, Michael (* 1987), US-amerikanischer Synchronsprecher, Schauspieler und Webvideoproduzent
- Jones, Michael (* 1990), englischer Cricketspieler
- Jones, Michelle, US-amerikanische Schauspielerin
- Jones, Michellie (* 1969), australische Triathletin
- Jones, Mick (* 1944), britischer Gitarrist, Songschreiber und MusikproduzentMick Jones (* 1944)

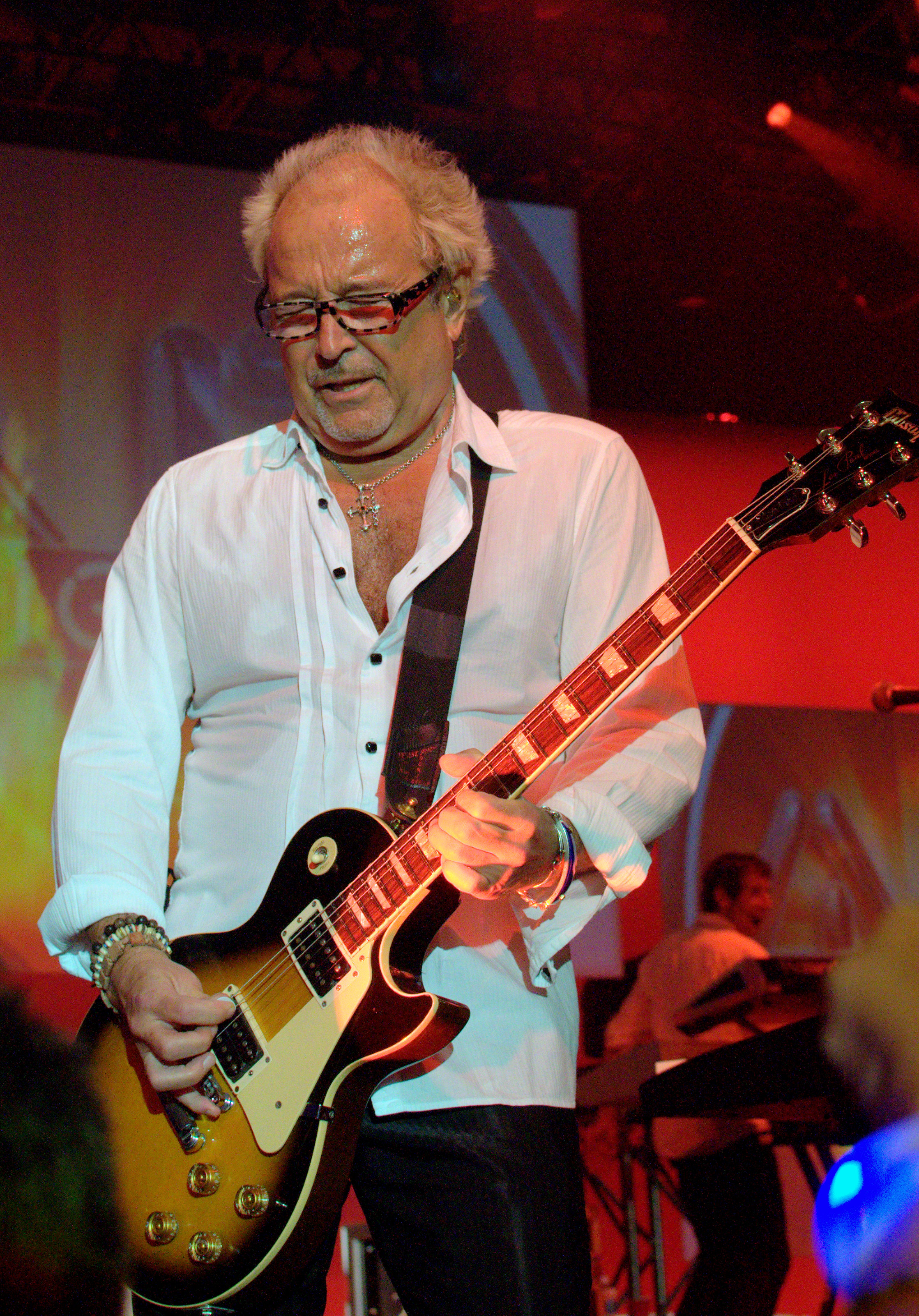
Mick Jones (* 1944)

- Jones, Mick (* 1945), englischer Fußballspieler
- Jones, Mick (* 1955), britischer Musiker
- Jones, Mickey (1941–2018), US-amerikanischer Musiker und Schauspieler
- Jones, Mike (1952–1978), britischer Kajakfahrer
- Jones, Mike (* 1962), US-amerikanischer Jazzmusiker
- Jones, Mike (* 1969), US-amerikanischer American-Football-Spieler
- Jones, Mike (* 1981), US-amerikanischer Rapper
- Jones, Mimi (* 1972), US-amerikanische Jazzmusikerin
- Jones, Mondaire (* 1987), US-amerikanischer Politiker (Demokraten)
- Jones, Morgan (1830–1894), US-amerikanischer Politiker
- Jones, Morgan (1928–2012), US-amerikanischer Schauspieler
- Jones, Morgan (* 1968), britischer Skirennläufer
- Jones, Mr (* 1971), deutscher Singer/Songwriter, Gitarrist und Mundharmonikaspieler

##### Jones, N
- Jones, Nat, US-amerikanischer Jazzpianist
- Jones, Natalie R (1924–2014), US-amerikanische Journalistin und Filmproduzentin
- Jones, Nate (* 1972), US-amerikanischer Schwergewichtsboxer
- Jones, Natey, britischer Schauspieler
- Jones, Nathan (* 1970), australischer Wrestler und SchauspielerNathan Jones (* 1970)

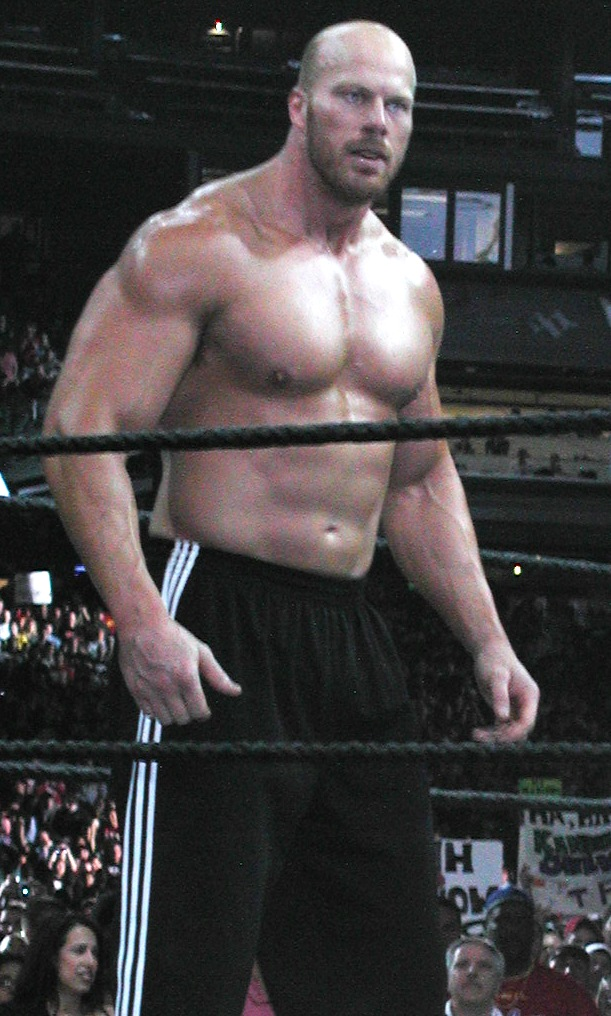
Nathan Jones (* 1970)

- Jones, Nathaniel (1788–1866), US-amerikanischer Politiker
- Jones, Neal (1922–2005), US-amerikanischer Country-Musiker
- Jones, Neal (* 1960), US-amerikanischer Schauspieler
- Jones, Neil R. (1909–1988), US-amerikanischer Science-Fiction-Autor
- Jones, Nerys (* 1984), britische Biathletin
- Jones, Nia (* 1992), walisische Fußball- und Netballspielerin
- Jones, Nic (* 1947), englischer Folk-Sänger und Gitarrist
- Jones, Nicky (* 1996), US-amerikanischer Synchronsprecher
- Jones, Nicole (* 1963), bermudische Fußball- und Cricketspielerin
- Jones, Nigel, Baron Jones of Cheltenham (1948–2022), britischer Politiker, Mitglied des House of Commons
- Jones, Nina (1871–1926), neuseeländische Aquarellistin und Illustratorin, bevorzugt von Blumen und Pflanzen
- Jones, Noah (* 2002), US-amerikanisch-deutscher Fußballspieler
- Jones, Noble Wimberly (1723–1805), englisch-amerikanischer Politiker
- Jones, Noel (1932–2009), britischer Theologe; Bischof von Sodor und Man
- Jones, Noel T., US-amerikanischer Offizier, Generalleutnant der US Air Force
- Jones, Norah (* 1979), US-amerikanische Sängerin

##### Jones, O
- Jones, Oliver, britischer Animator und Rigging Supervisor
- Jones, Oliver (* 1934), kanadischer Jazzpianist und Komponist
- Jones, Olivia (* 1969), deutscher Travestiekünstler, Unternehmer und PolitikerOlivia Jones (* 1969)

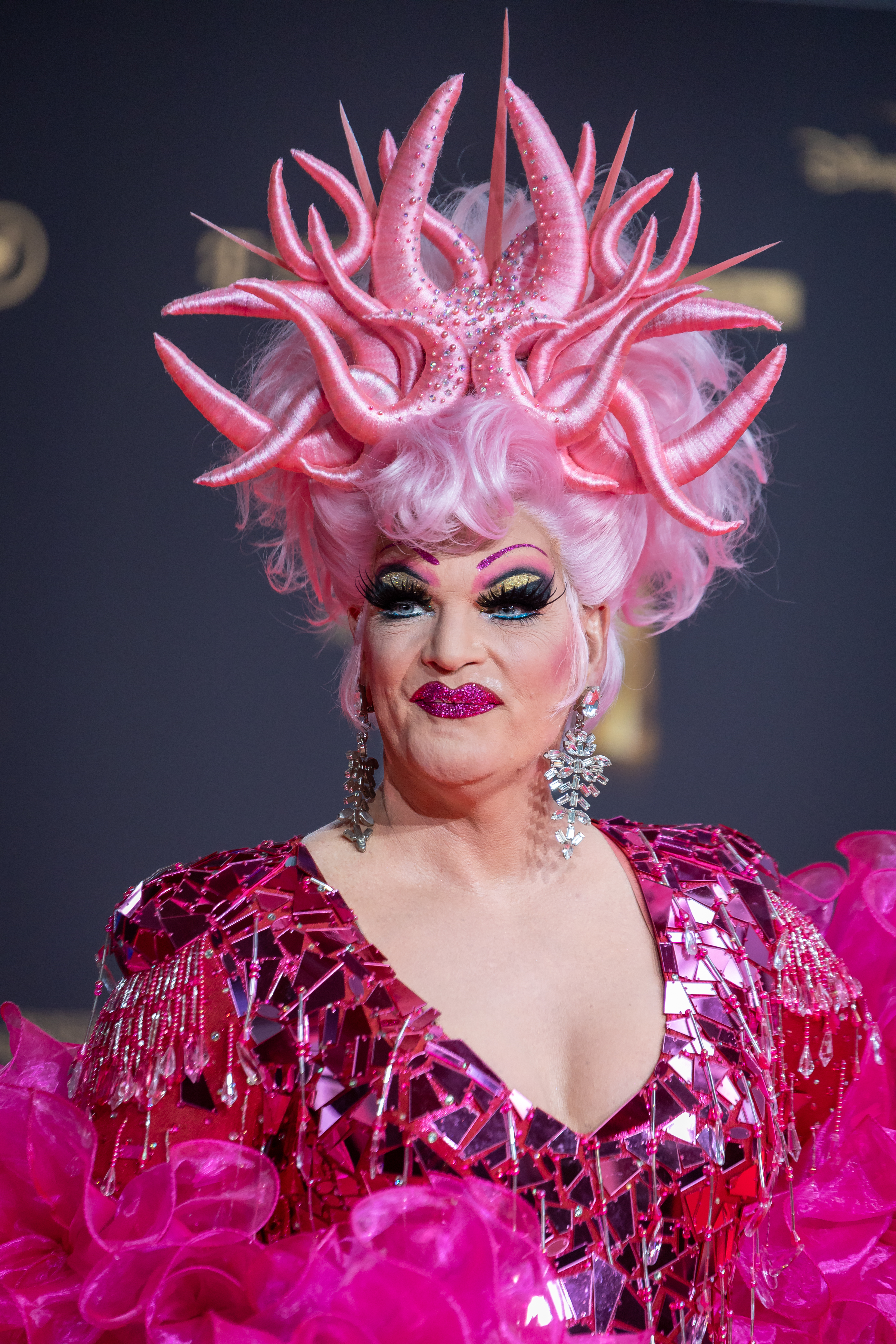
Olivia Jones (* 1969)

- Jones, Omari (* 2002), US-amerikanischer Boxer
- Jones, Oran „Juice“ (* 1957), US-amerikanischer R&B-Sänger
- Jones, Orlando (* 1968), US-amerikanischer Schauspieler und Komiker
- Jones, Orus (1867–1963), US-amerikanischer Golfer
- Jones, Otha (* 2000), US-amerikanischer Boxer
- Jones, Owen (1809–1874), Architekt und Designer
- Jones, Owen (1819–1878), US-amerikanischer Politiker
- Jones, Owen (* 1984), britischer Journalist, Autor und Aktivist
- Jones, Owen Thomas (1878–1967), britischer Geologe

##### Jones, P
- Jones, Paddington Tom (1769–1833), englischer Boxer in der Bare-knuckle-Ära
- Jones, Paige (* 2002), US-amerikanische Skispringerin
- Jones, Parnelli (1933–2024), US-amerikanischer Automobilrennfahrer- und Rennstallbesitzer
- Jones, Patricia (1930–2000), kanadische Sprinterin
- Jones, Patrick (* 1965), walisischer Autor
- Jones, Patrick II (* 1998), US-amerikanischer American-Football-Spieler
- Jones, Paul (* 1942), britischer Sänger, Schauspieler und MundharmonikaspielerPaul Jones (* 1942)
- Jones, Paul (* 1966), englischer Boxer

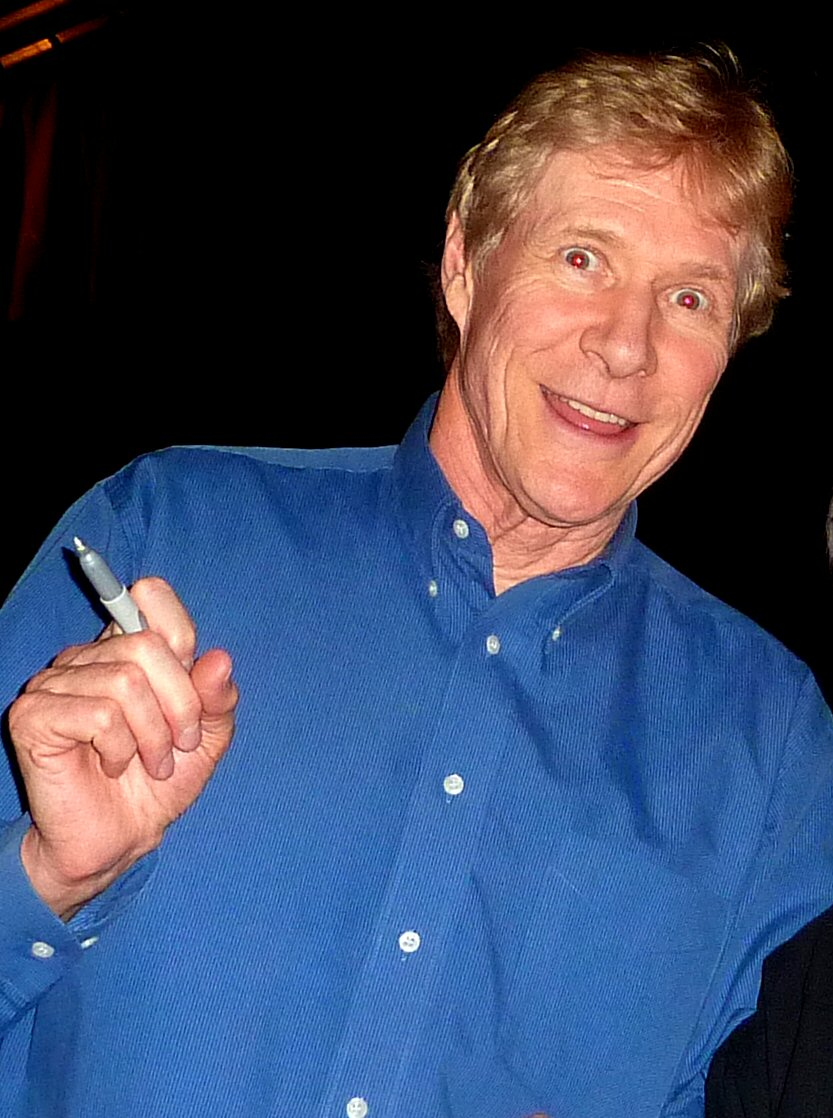
Paul Jones (* 1942)

- Jones, Paul (* 1967), walisischer Fußballtorhüter
- Jones, Paul C. (1901–1981), US-amerikanischer Politiker
- Jones, Paul Tudor (* 1954), US-amerikanischer Hedgefonds-Manager und Philanthrop
- Jones, Paula (* 1966), US-amerikanische Pressesprecherin und Beraterin von Bill ClintonPaula Jones (* 1966)

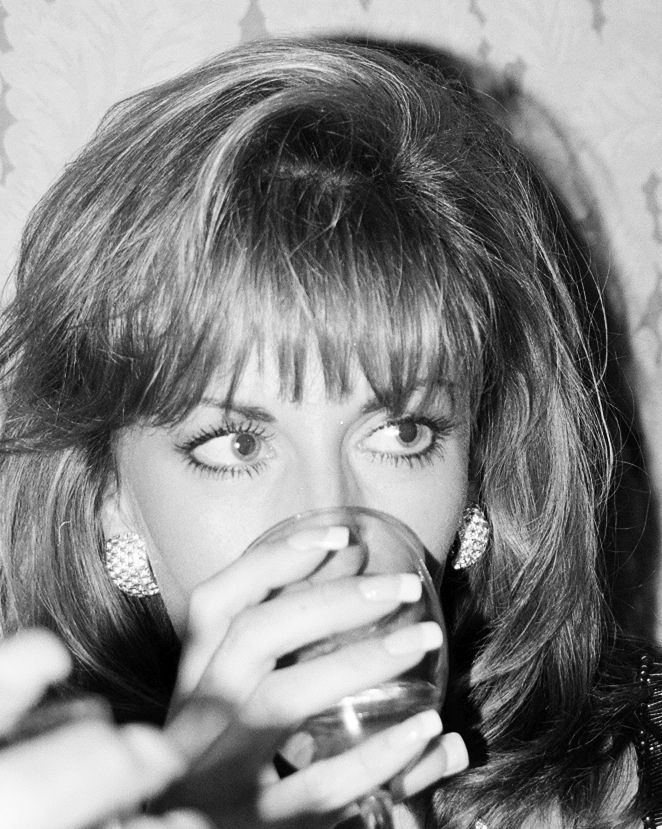
Paula Jones (* 1966)

- Jones, Percy (1892–1922), britischer Boxer
- Jones, Percy (* 1947), britischer Fusionmusiker (Bassgitarre) und Musikproduzent
- Jones, Percy Mansell (1889–1968), britischer Romanist und Literaturwissenschaftler
- Jones, Perianne (* 1985), kanadische Skilangläuferin
- Jones, Perry (1890–1970), US-amerikanischer Tennisfunktionär
- Jones, Peter, US-amerikanischer Filmproduzent, Drehbuchautor und Toneditor
- Jones, Peter (1920–2000), britischer Schauspieler, Drehbuchautor und Hörfunksprecher
- Jones, Peter (1932–1994), neuseeländischer Rugby-Union-Spieler
- Jones, Peter (* 1952), US-amerikanischer Mathematiker
- Jones, Peter Blundell (1949–2016), britischer Architekturhistoriker
- Jones, Peter M. (* 1949), britischer Historiker
- Jones, Phil (* 1992), englischer Fußballspieler
- Jones, Philip (1928–2000), britischer Trompeter und Gründer des Philip Jones Brass Ensemble
- Jones, Philip (* 1960), britischer Admiral
- Jones, Philip D. (* 1952), britischer Klimatologe
- Jones, Phillip (* 1974), neuseeländisch-britischer Basketballspieler
- Jones, Philly Joe (1923–1985), US-amerikanischer Jazz-Schlagzeuger
- Jones, Phineas (1819–1884), US-amerikanischer Politiker
- Jones, Preston (* 1966), US-amerikanischer Historiker

##### Jones, Q
- Jones, Quincy (1933–2024), US-amerikanischer Musikproduzent, Filmkomponist und MusikerQuincy Jones (1933–2024)

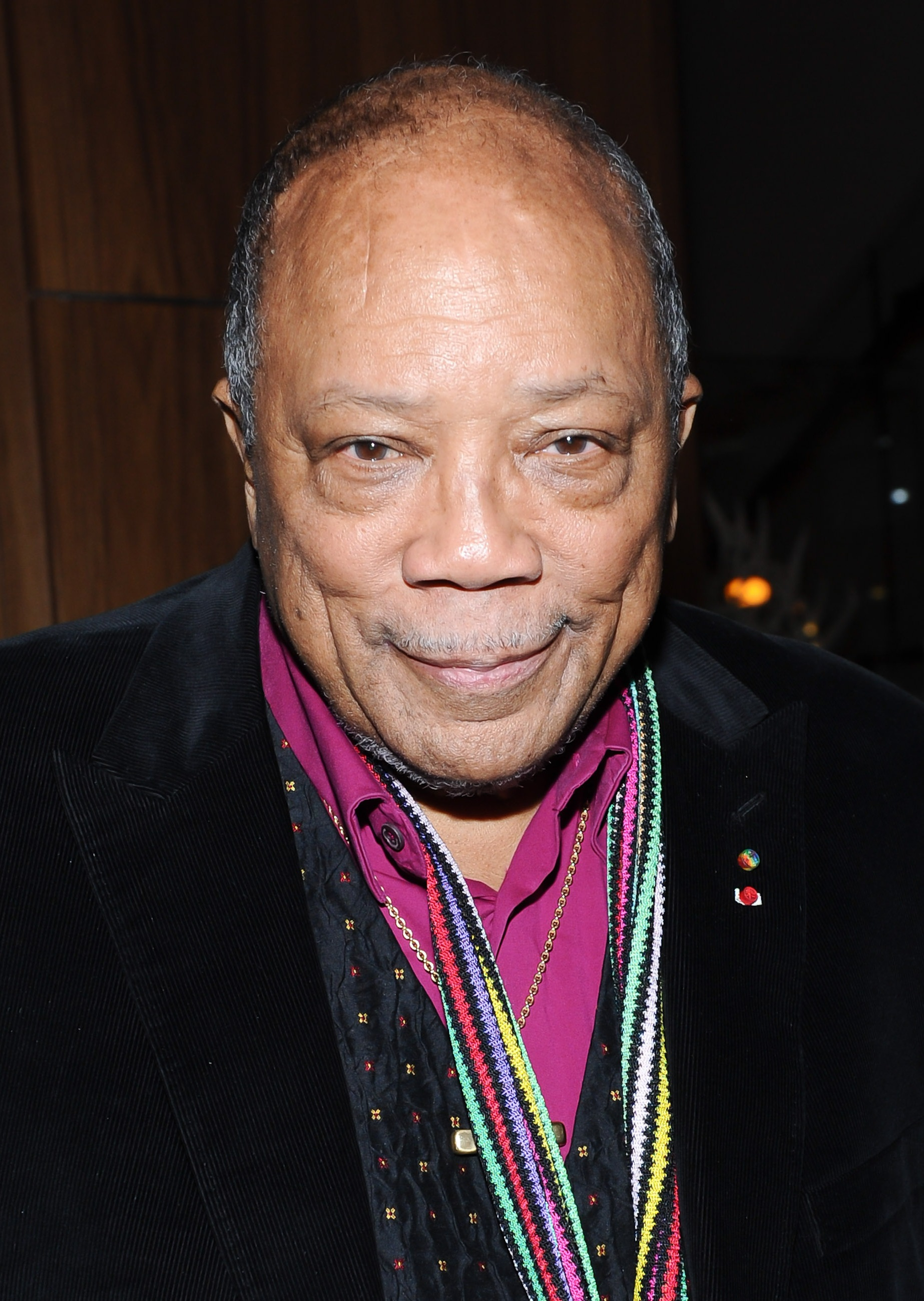
Quincy Jones (1933–2024)

- Jones, Quincy III (* 1968), Musik- und Filmproduzent

##### Jones, R
- Jones, R. Clark (1916–2004), US-amerikanischer Physiker
- Jones, Rachel Bay (* 1969), US-amerikanische Schauspielerin und Sängerin
- Jones, Ralph, US-amerikanischer Jazzmusiker, Komponist und Hochschullehrer
- Jones, Randy (* 1952), amerikanischer Sänger und Schauspieler
- Jones, Randy (* 1969), US-amerikanischer Bobfahrer
- Jones, Randy (* 1981), kanadischer Eishockeyspieler
- Jones, Rashida (* 1976), US-amerikanische Schauspielerin
- Jones, Ray (* 1934), britischer anglikanischer Theologe und Kaplan der Royal Navy
- Jones, Ray (1988–2007), englischer Fußballspieler
- Jones, Ray W. (1855–1919), US-amerikanischer Politiker
- Jones, Raymond F. (1915–1994), US-amerikanischer Science-Fiction-Autor
- Jones, Reggie (* 1953), US-amerikanischer Sprinter
- Jones, Reginald H. (1917–2003), US-amerikanischer Manager
- Jones, Reginald Victor (1911–1997), britischer Physiker
- Jones, Reshad (* 1988), US-amerikanischer American-Football-Spieler
- Jones, Reunald (1910–1989), US-amerikanischer Jazz-Trompeter
- Jones, Rhonda (* 1979), schottische Fußballspielerin
- Jones, Richard († 1744), englischer Violinist und Komponist
- Jones, Richard, walisischer Politiker, Mitglied des House of Commons
- Jones, Richard (* 1949), britischer Automobilrennfahrer
- Jones, Richard (* 1978), englischer Poolbillardspieler
- Jones, Richard M. († 1945), US-amerikanischer Jazzmusiker und Musikproduzent
- Jones, Richard T. (* 1972), US-amerikanischer SchauspielerRichard T. Jones (* 1972)

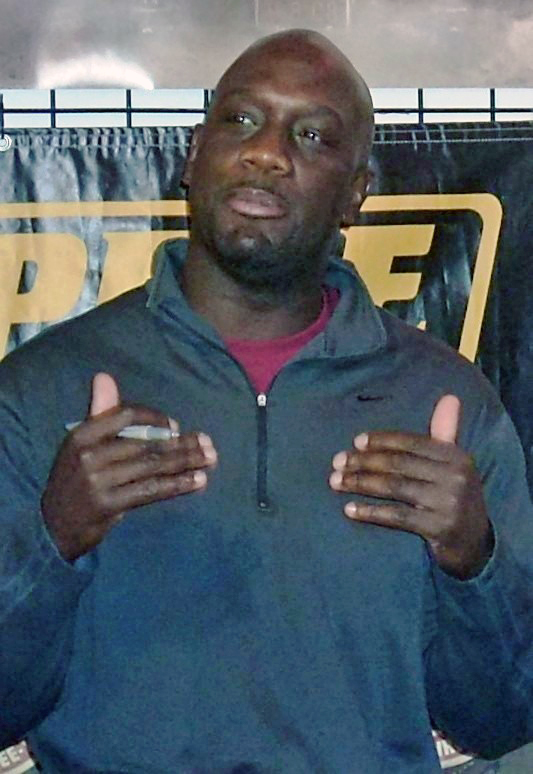
Richard T. Jones (* 1972)

- Jones, Rickie Lee (* 1954), US-amerikanische Singer-Songwriterin, Sängerin, Gitarristin und Pianistin
- Jones, Rob (* 1971), englischer Fußballspieler
- Jones, Rob (* 1979), englischer Fußballspieler
- Jones, Robbie (* 1977), US-amerikanischer Schauspieler
- Jones, Robert († 1617), englischer Komponist und Lautenist der Renaissance
- Jones, Robert (* 1945), walisischer Komponist, Organist und Chorleiter
- Jones, Robert C. (1936–2021), US-amerikanischer Filmeditor und Drehbuchautor
- Jones, Robert Earl (1910–2006), US-amerikanischer SchauspielerRobert Earl Jones (1910–2006)

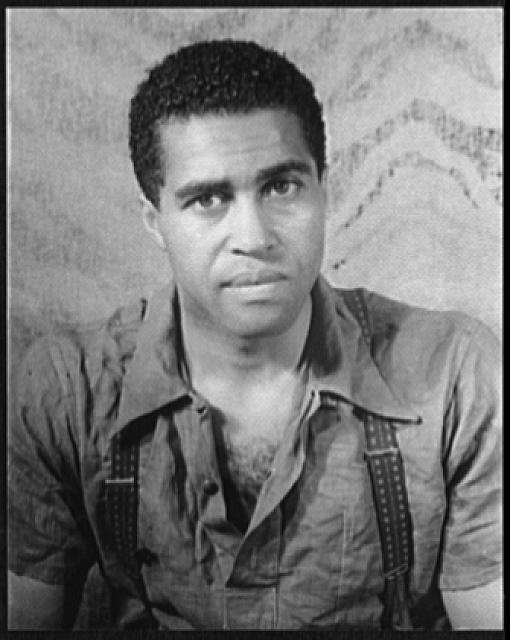
Robert Earl Jones (1910–2006)

- Jones, Robert Emmett junior (1912–1997), US-amerikanischer Politiker
- Jones, Robert Franklin (1907–1968), US-amerikanischer Politiker
- Jones, Robert McDonald (1808–1872), US-amerikanischer Choctaw-Anführer, Plantagenbesitzer, Unternehmer und Politiker
- Jones, Robert Owen (1901–1972), britischer Offizier der Luftstreitkräfte des Vereinigten Königreichs
- Jones, Robert T. (1910–1999), US-amerikanischer Ingenieur
- Jones, Robert Taylor (1884–1958), US-amerikanischer Politiker
- Jones, Robert W. (1932–1997), US-amerikanischer Komponist
- Jones, Rodney (* 1956), amerikanischer Gitarrist (auch Bassist) des Modern Jazz
- Jones, Roland (1813–1869), US-amerikanischer Politiker
- Jones, Ron (* 1941), US-amerikanischer Lehrer und Autor
- Jones, Ron (1943–2024), walisischer Snookerspieler
- Jones, Ron (* 1954), US-amerikanischer Filmkomponist
- Jones, Ron Cephas (1957–2023), US-amerikanischer Schauspieler
- Jones, Ronald (1934–2021), britischer Sprinter
- Jones, Ronald (* 1957), barbadischer Politiker
- Jones, Ronald II (* 1997), US-amerikanischer Footballspieler
- Jones, Rosa Mystique (* 1990), nauruische Leichtathletin
- Jones, Rosalie Gardiner (1883–1978), US-amerikanische Suffragette
- Jones, Rosie (* 1959), US-amerikanische Golfsportlerin
- Jones, Rosie (* 1990), britische Komikerin und Schauspielerin
- Jones, Rosine (* 1936), US-amerikanische Badmintonspielerin
- Jones, Ross F. (1900–1979), US-amerikanischer Zeitungsreporter, Offizier, Jurist und Politiker
- Jones, Roy junior (* 1969), US-amerikanischer BoxerRoy Jones junior (* 1969)

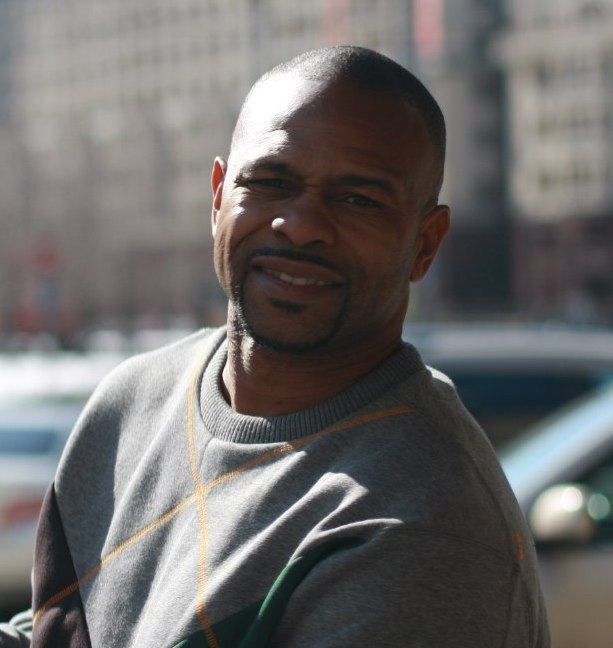
Roy Jones junior (* 1969)

- Jones, Ruby, US-amerikanische Schauspielerin
- Jones, Rufus (1863–1948), US-amerikanischer Autor, Quäker
- Jones, Rufus (1936–1990), US-amerikanischer Jazzmusiker
- Jones, Russell (1926–2012), australischer Eishockeyspieler
- Jones, Ruth, britische Gewerkschafterin und Politikerin (Labour Party), Mitglied des House of Commons
- Jones, Ruth (* 1966), walisische Schauspielerin, Drehbuch- und RomanautorinRuth Jones (* 1966)

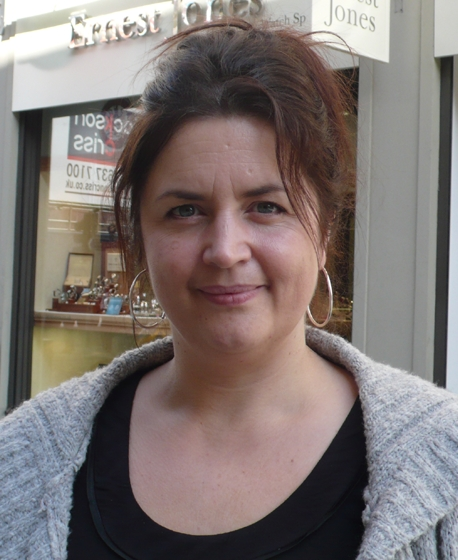
Ruth Jones (* 1966)

- Jones, Ryan (* 1981), walisischer Rugbyspieler
- Jones, Ryan (* 1984), kanadischer Eishockeyspieler

##### Jones, S
- Jones, Sadie (* 1967), britische Schriftstellerin
- Jones, Salena (* 1938), amerikanische Jazz- und Popsängerin
- Jones, Sam (1924–1981), US-amerikanischer Jazzbassist, Cellist und Komponist
- Jones, Sam (1933–2021), US-amerikanischer Basketballspieler
- Jones, Sam (* 1993), walisischer DJ und Musikproduzent
- Jones, Sam (* 1997), britisch-kanadischer Eishockeyspieler
- Jones, Sam H. (1897–1978), US-amerikanischer Politiker
- Jones, Sam III (* 1983), US-amerikanischer Schauspieler
- Jones, Sam J. (* 1954), US-amerikanischer SchauspielerSam J. Jones (* 1954)

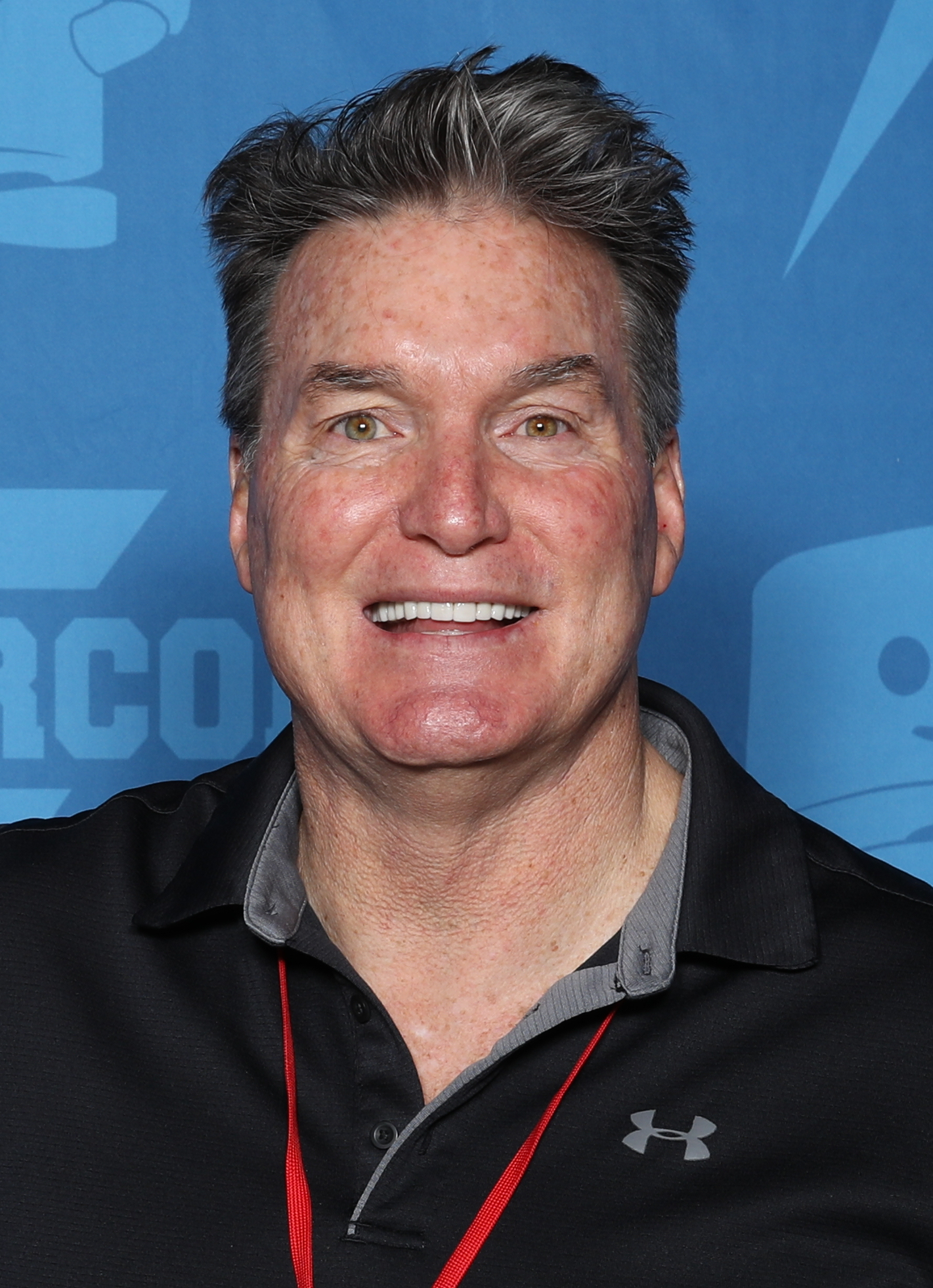
Sam J. Jones (* 1954)

- Jones, Samantha (* 1943), englische Sängerin
- Jones, Sammy (1861–1951), australischer Cricketspieler
- Jones, Samson (* 1979), deutscher Rapper
- Jones, Samuel (1734–1819), US-amerikanischer Jurist und Politiker
- Jones, Samuel (1880–1954), US-amerikanischer Hochspringer und Olympiasieger
- Jones, Samuel (* 1935), US-amerikanischer Komponist, Dirigent und Musikpädagoge
- Jones, Samuel H. M. (1923–2017), gambischer Pädagoge, Beamter und Diplomat
- Jones, Samuel Horton, gambischer Geschäftsmann und Politiker
- Jones, Samuel Horton (1909–1990), gambischer Mediziner und Politiker
- Jones, Sandie (1951–2019), irische Schlagersängerin
- Jones, Sarah (* 1934), britische Tänzerin
- Jones, Sarah (* 1973), US-amerikanische Theaterschauspielerin, Dichterin und Drehbuchautorin
- Jones, Sarah (* 1983), US-amerikanische Schauspielerin
- Jones, Sarah (* 1990), neuseeländische Fußballschiedsrichterassistentin
- Jones, Sarah (* 1990), walisisch-britische Hockeyspielerin
- Jones, Sarah Catherine (* 1965), britisch-deutsche Meteorologin und Hochschullehrerin
- Jones, Seaborn (1788–1864), US-amerikanischer Politiker
- Jones, Sean (* 1978), US-amerikanischer Jazztrompeter
- Jones, Sean (* 1985), australischer Eishockeyspieler
- Jones, Seantavius (* 1992), US-amerikanischer Footballspieler
- Jones, Sebastian (* 1982), deutscher Eishockeyspieler und -trainer
- Jones, Seth (* 1994), US-amerikanischer Eishockeyspieler
- Jones, Seth G. (* 1972), US-amerikanischer Politikwissenschaftler
- Jones, Shane (* 1959), neuseeländischer Politiker der New Zealand First
- Jones, Shane (* 1980), US-amerikanischer Autor und Dichter
- Jones, Sharon (1956–2016), US-amerikanische Soul- und Funk-Sängerin
- Jones, Sherry (* 1961), US-amerikanische Schriftstellerin
- Jones, Shirley (* 1934), US-amerikanische SchauspielerinShirley Jones (* 1934)

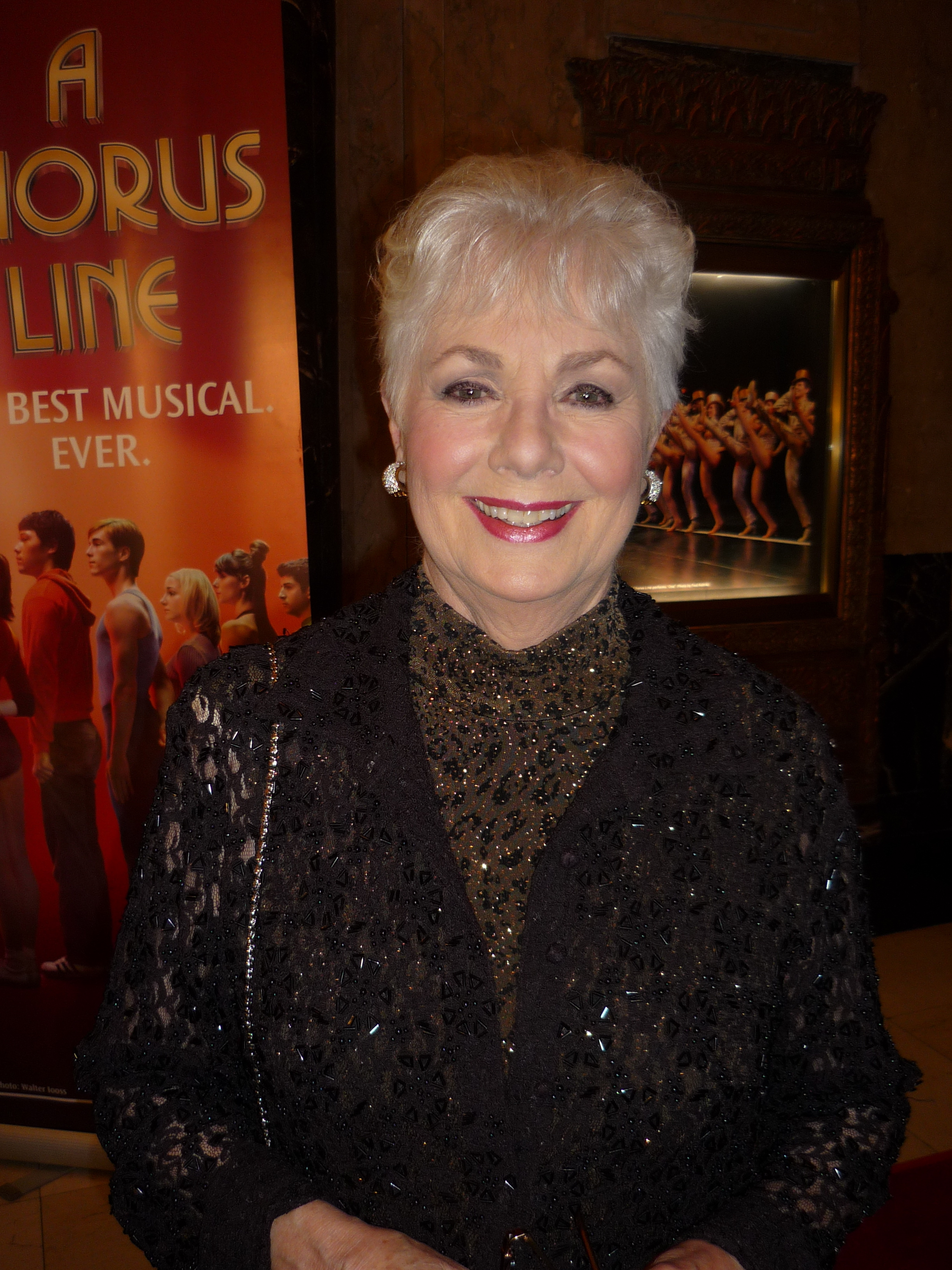
Shirley Jones (* 1934)

- Jones, Sidney (1861–1946), englischer Komponist
- Jones, Simon (* 1950), britischer Schauspieler
- Jones, Simon (* 1972), britischer Bassgitarrist
- Jones, Simon Huw (* 1960), englischer Sänger und Fotograf
- Jones, Sissieretta († 1933), US-amerikanische Opernsängerin (Sopran)
- Jones, Slick (1907–1969), US-amerikanischer Jazzmusiker (Schlagzeug, Vibraphon)
- Jones, Sophie (* 1995), deutsche Autorin und Aktivistin
- Jones, Spencer P. (1956–2018), neuseeländischer Musiker
- Jones, Spike (1911–1965), US-amerikanischer Musiker
- Jones, Stan (1914–1963), US-amerikanischer Songwriter und Schauspieler
- Jones, Stan (1922–1995), britischer Radrennfahrer
- Jones, Stan (1931–2010), US-amerikanischer American-Football-Spieler und -Trainer
- Jones, Steffi (* 1972), deutsche FußballspielerinSteffi Jones (* 1972)

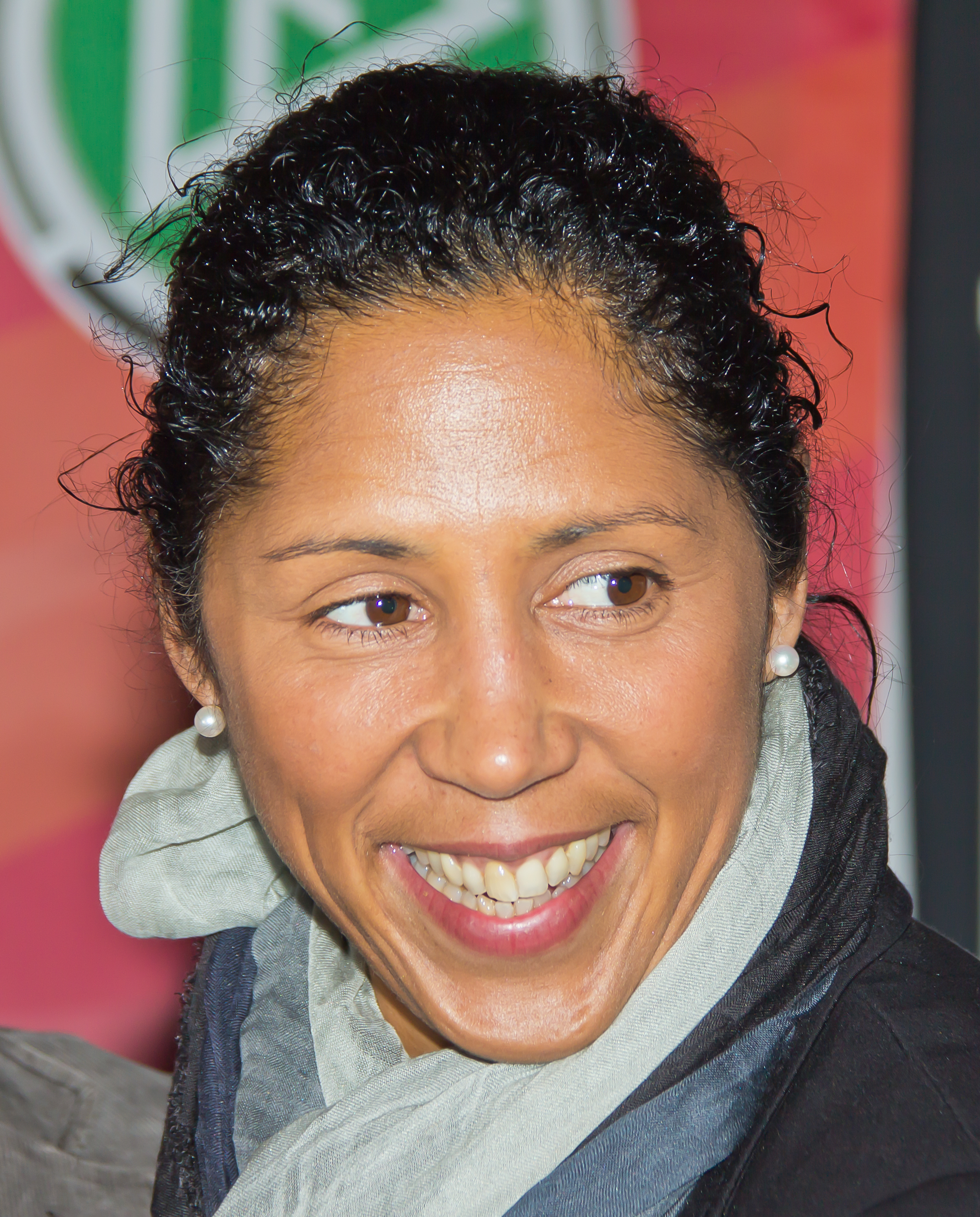
Steffi Jones (* 1972)

- Jones, Stella (* 1971), Soul- und Jazz-Sängerin
- Jones, Stephen (* 1962), englischer Musiker und Buchautor
- Jones, Stephen (* 1977), walisischer Rugbyspieler
- Jones, Stephen (* 1986), irischer Schauspieler, Autor und Regisseur
- Jones, Sterling (1929–2022), US-amerikanischer klassischer Violinist und Musikpädagoge
- Jones, Steve (* 1944), britischer Genetiker
- Jones, Steve (* 1955), walisischer Langstreckenläufer
- Jones, Steve (* 1955), britischer GitarristSteve Jones (* 1955)

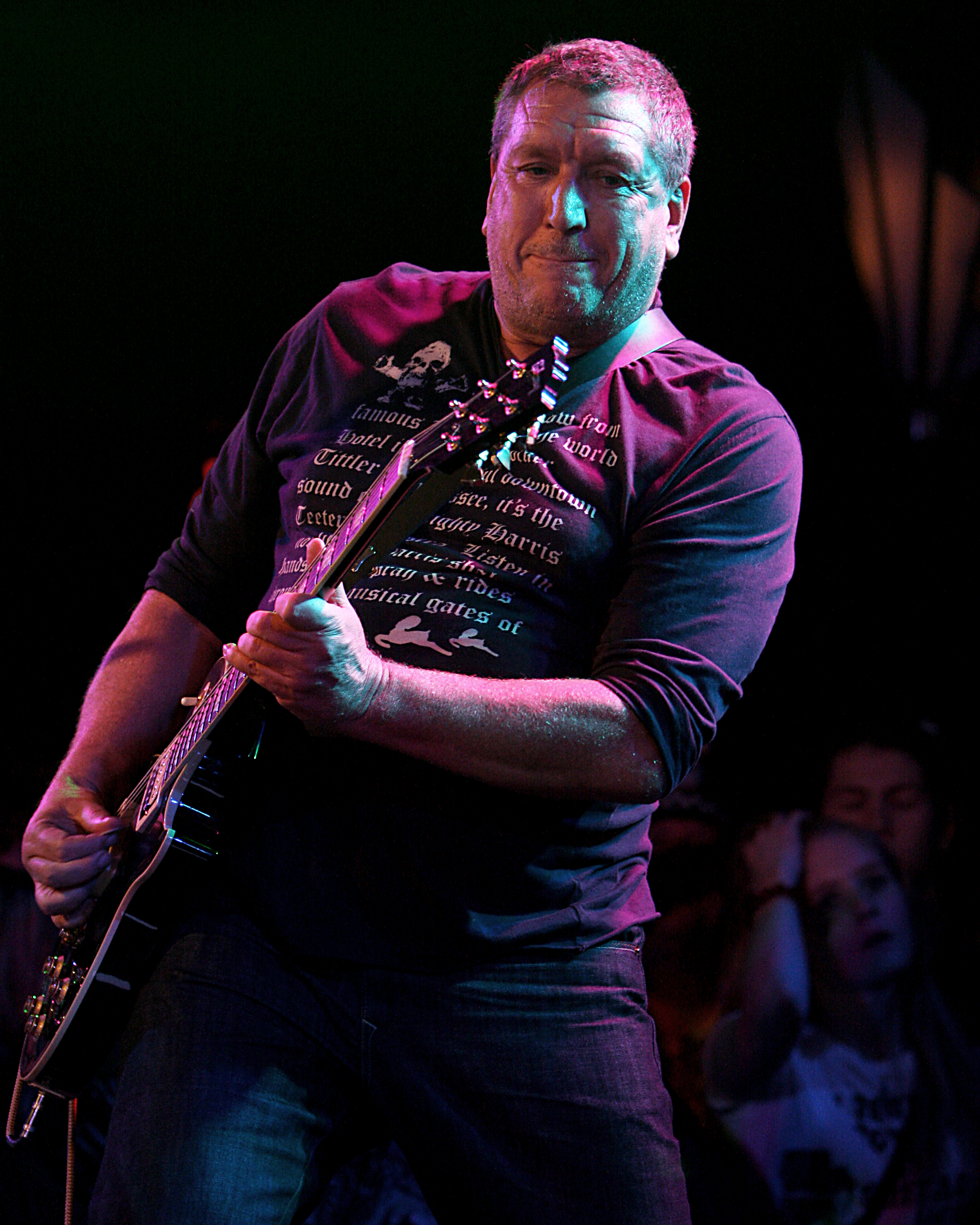
Steve Jones (* 1955)

- Jones, Steve (* 1957), britischer Radrennfahrer
- Jones, Steve (* 1958), US-amerikanischer Golfer
- Jones, Steve (* 1960), britischer Kunstflugpilot
- Jones, Steve (* 1960), englischer Fußballspieler
- Jones, Steven (* 1949), US-amerikanischer Physiker
- Jones, Stevie Lynn (* 1995), US-amerikanische Schauspielerin
- Jones, Suranne (* 1978), britische Fernseh- und Filmschauspielerin
- Jones, Susannah Mushatt (1899–2016), US-amerikanische Altersrekordlerin

##### Jones, T
- Jones, T. G. (1917–2004), walisischer Fußballspieler und -trainer
- Jones, Tamala (* 1974), US-amerikanische Schauspielerin
- Jones, Tayari (* 1970), US-amerikanische Schriftstellerin
- Jones, Tayla (* 1996), australische Endurosportlerin
- Jones, Tecwyn (1930–2008), walisischer Fußballspieler
- Jones, Terence, britischer Medizinphysiker
- Jones, Terrence (* 1992), US-amerikanischer Basketballspieler
- Jones, Terrence (* 2002), bahamaischer Leichtathlet
- Jones, Terry (1942–2020), britischer Komiker, Filmregisseur, Historiker und SchriftstellerTerry Jones (1942–2020)

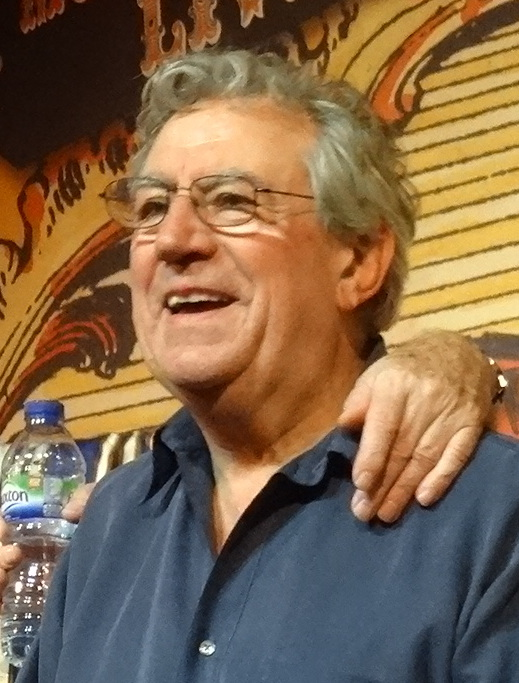
Terry Jones (1942–2020)

- Jones, Terry (* 1951), US-amerikanischer Pastor der Dove-World-Outreach-Center-Gemeinde in Gainesville, Florida
- Jones, Thad (1923–1986), US-amerikanischer Jazz-Trompeter
- Jones, Theo, Visual Effects Supervisor
- Jones, Thomas, walisischer Politiker, Mitglied des House of Commons
- Jones, Thomas (1554–1604), walisischer Politiker, Mitglied des House of Commons
- Jones, Thomas (1742–1803), englischer Maler
- Jones, Thomas (* 1978), US-amerikanischer American-Football-Spieler
- Jones, Thomas ap Catesby (1790–1858), US-amerikanischer Marineoffizier
- Jones, Thomas David (* 1955), US-amerikanischer Astronaut
- Jones, Thomas G. (1844–1914), US-amerikanischer Jurist und Politiker
- Jones, Thomas Laurens (1819–1887), US-amerikanischer Politiker
- Jones, Thomas McKissick (1816–1892), US-amerikanischer Politiker
- Jones, Thomas Rupert (1819–1911), britischer Paläontologe und Geologe
- Jones, Thomas Rymer (1810–1880), britischer Zoologe und Anatom
- Jones, Thomas Sambola (1859–1933), US-amerikanischer Diplomat
- Jones, Thomas, Baron Maelor (1898–1984), walisischer Politiker (Labour Party), Mitglied des House of Commons
- Jones, Tilky (* 1981), US-amerikanischer Schauspieler und Musiker
- Jones, Tim (* 1971), US-amerikanischer Komponist
- Jones, Timothy (* 1975), simbabwischer Radrennfahrer
- Jones, Toby (* 1966), britischer Schauspieler
- Jones, Tom (1928–2023), US-amerikanischer Musicalautor
- Jones, Tom (* 1940), britischer SängerTom Jones (* 1940)

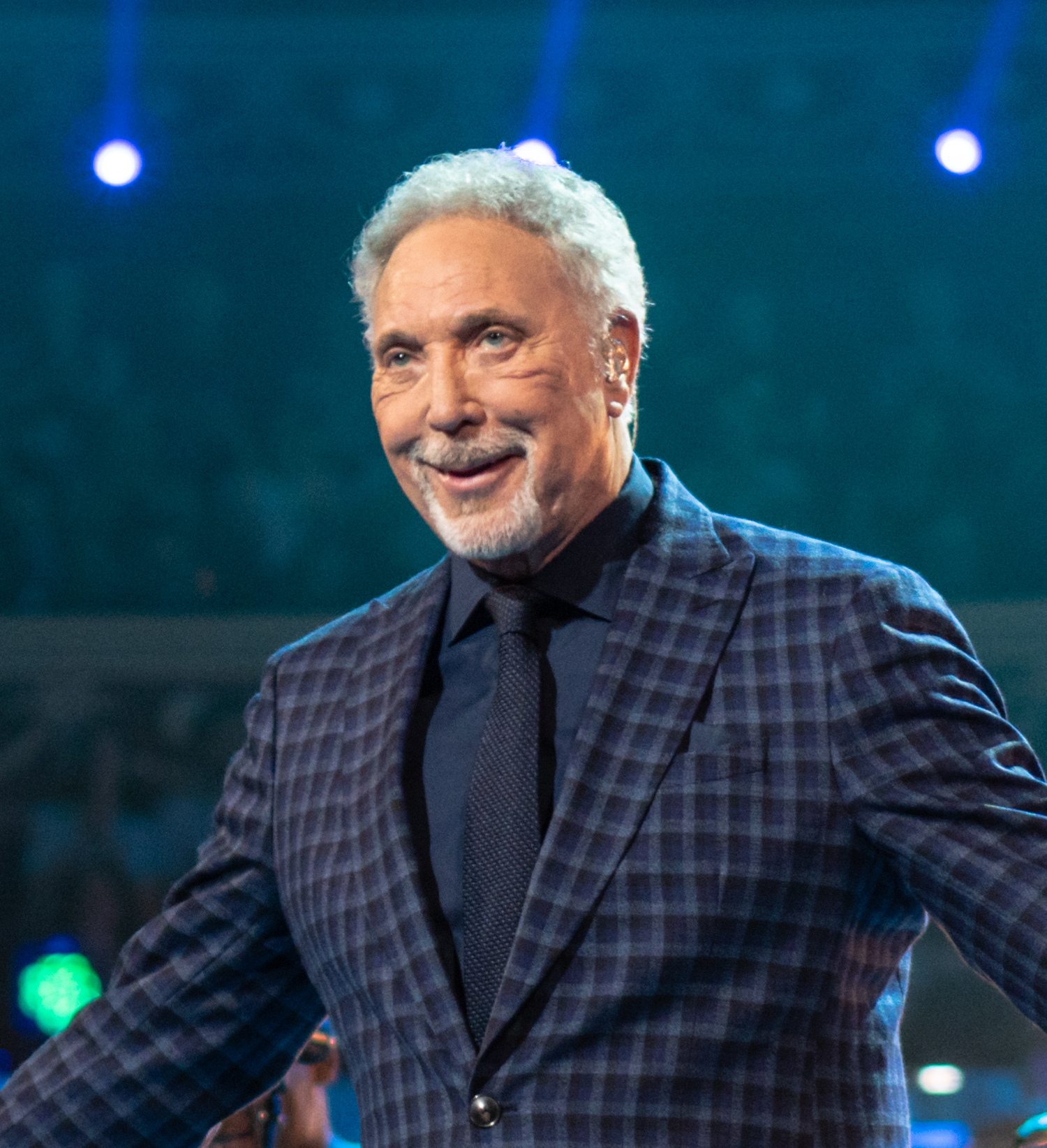
Tom Jones (* 1940)

- Jones, Tom (1943–2015), amerikanischer Automobilrennfahrer
- Jones, Tomás (* 1903), argentinischer Schwimmer
- Jones, Tommy Lee (* 1946), US-amerikanischer SchauspielerTommy Lee Jones (* 1946)

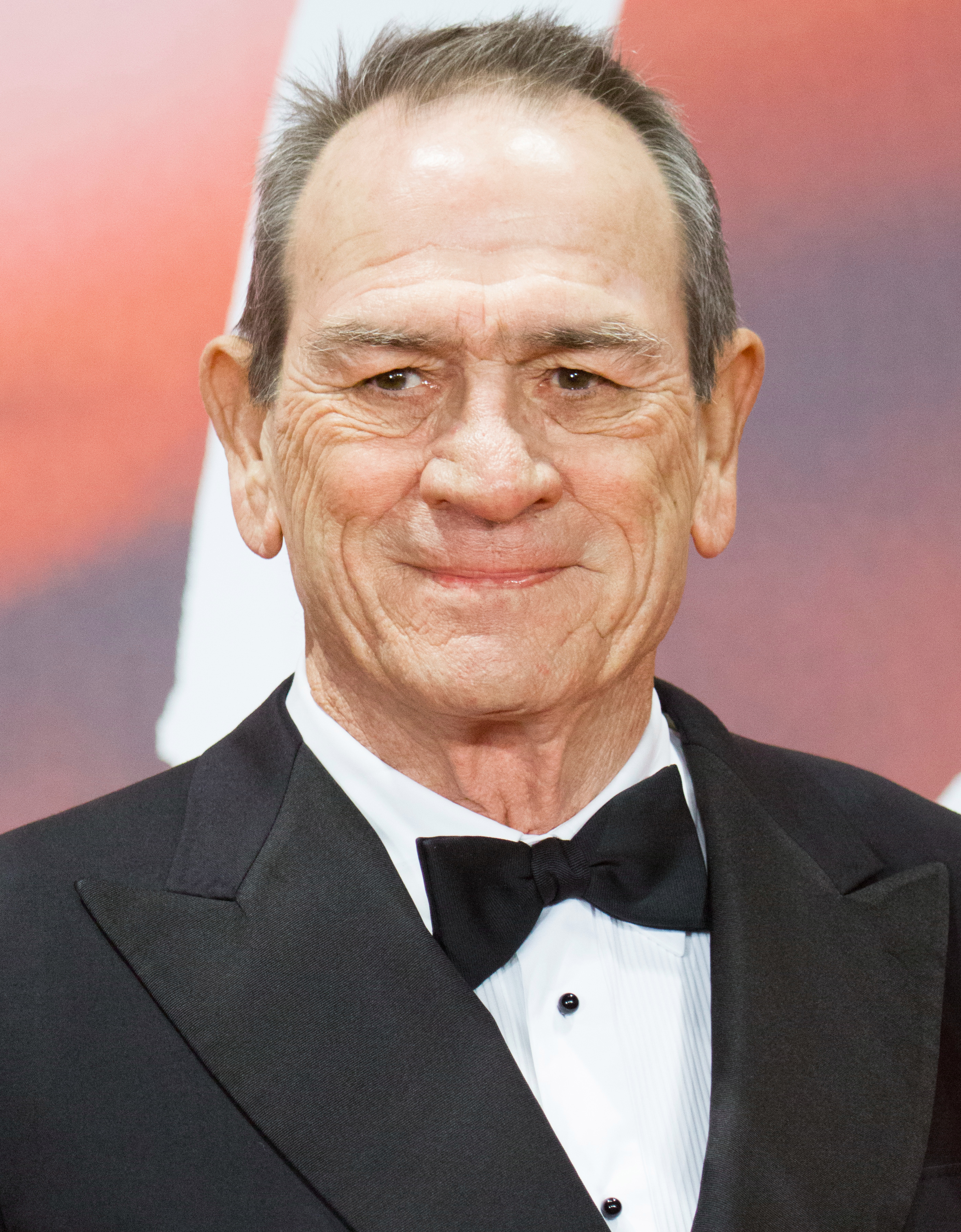
Tommy Lee Jones (* 1946)

- Jones, Tommy Madman (1922–1993), US-amerikanischer Jazzmusiker
- Jones, Tony (* 1960), englischer Snookerspieler
- Jones, Tony, US-amerikanischer Jazzmusiker (Saxophon, Komposition)
- Jones, Tracey Cherelle (* 1970), US-amerikanische Schauspielerin
- Jones, Travia (* 1995), kanadische Leichtathletin
- Jones, Trevor (* 1949), südafrikanischer Filmkomponist und Arrangeur
- Jones, Tristan (1924–1995), walisischer Autor und Seefahrer
- Jones, Tyler Patrick (* 1994), US-amerikanischer Kinderdarsteller und Schauspieler

##### Jones, U
- Jones, Uriel (1934–2009), US-amerikanischer Musiker

##### Jones, V
- Jones, Valerie (* 1948), kanadische Eiskunstläuferin
- Jones, Van (* 1968), US-amerikanischer politischer Kommentator, Autor und Anwalt
- Jones, Vaughan F. R. (1952–2020), neuseeländischer Mathematiker, Professor für Mathematik der Berkeley Universität
- Jones, Vegas (* 1994), italienischer Rapper
- Jones, Victor (* 1954), US-amerikanischer Jazzschlagzeuger
- Jones, Vikki, US-amerikanische Skirennläuferin
- Jones, Vinnie (* 1965), walisischer Fußballspieler und SchauspielerVinnie Jones (* 1965)

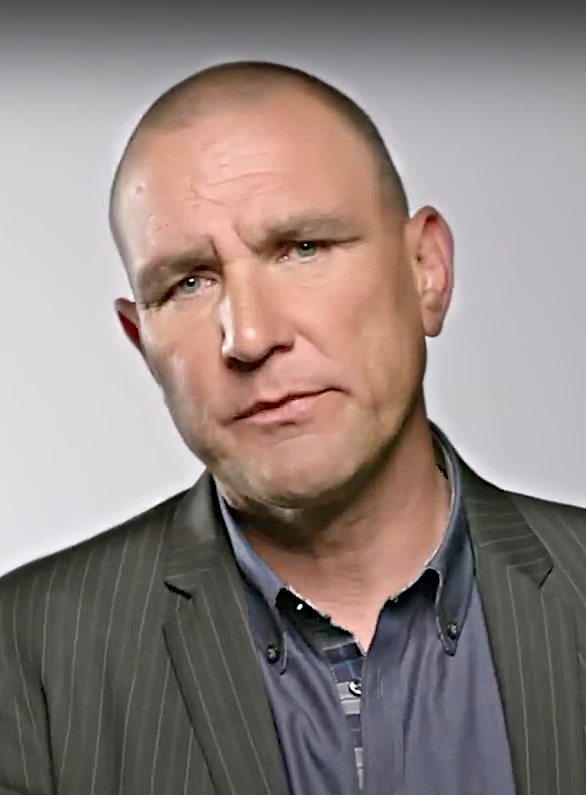
Vinnie Jones (* 1965)

- Jones, Violet Key (1883–1958), irisch-englisch-britische Suffragette
- Jones, Virgil (1939–2012), US-amerikanischer Jazzmusiker
- Jones, Vivian Malone (1942–2005), US-amerikanische Bürgerrechtlerin

##### Jones, W
- Jones, Wallace (1906–1983), US-amerikanischer Jazztrompeter
- Jones, Walter (1745–1815), US-amerikanischer Politiker
- Jones, Walter (* 1974), US-amerikanischer American-Football-Spieler
- Jones, Walter B. (1943–2019), amerikanischer Politiker
- Jones, Walter B. senior (1913–1992), US-amerikanischer Politiker
- Jones, Walter Emanuel (* 1970), US-amerikanischer Schauspieler
- Jones, Watkin Tudor (* 1974), südafrikanischer Musiker, Musikproduzent und Schauspieler
- Jones, Watson, US-amerikanischer Toningenieur
- Jones, Wayne (* 1959), walisischer Snookerspieler
- Jones, Wayne (* 1965), englischer Dartspieler
- Jones, Wesley Livsey (1863–1932), US-amerikanischer Politiker
- Jones, Wiley E. (1856–1924), US-amerikanischer Jurist und Politiker (Demokratische Partei)
- Jones, Will (1928–2000), US-amerikanischer R&B- und Doo-Wop-Sänger
- Jones, William (1675–1749), walisischer Mathematiker
- Jones, William (1746–1794), englischer Orientalist und JuristWilliam Jones (1746–1794)

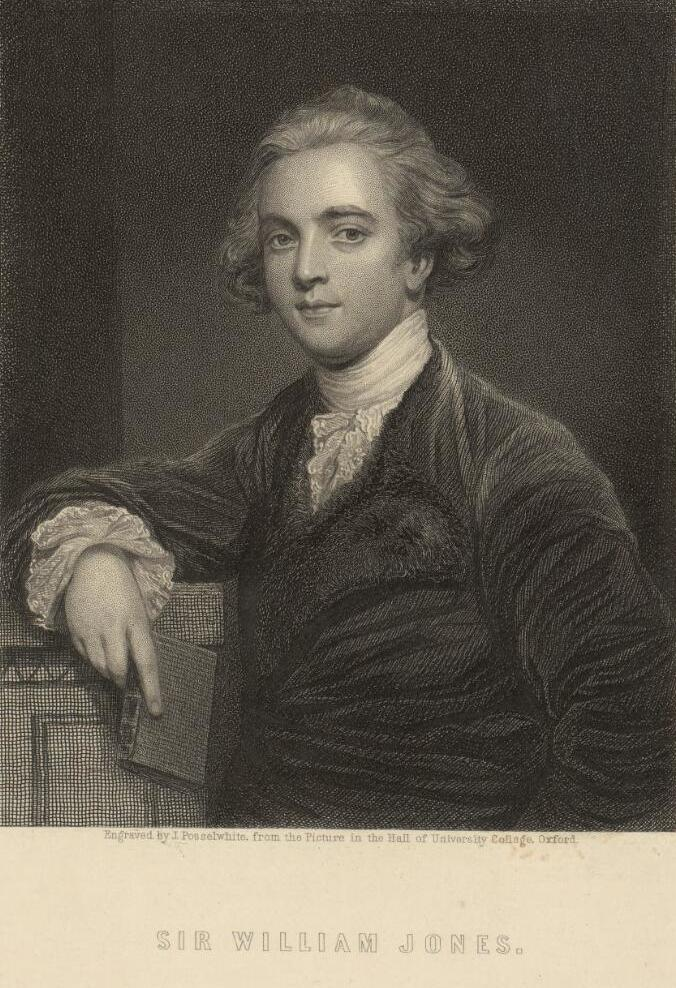
William Jones (1746–1794)

- Jones, William (1753–1822), US-amerikanischer Politiker, Gouverneur des Bundesstaates Rhode Island
- Jones, William (1760–1831), US-amerikanischer Politiker, Marineminister der Vereinigten Staaten
- Jones, William (1874–1936), Gründer der Jones Brewing Company
- Jones, William (1924–2014), uruguayischer Ruderer
- Jones, William Atkinson (1849–1918), US-amerikanischer Politiker
- Jones, William Carey (1855–1927), US-amerikanischer Politiker
- Jones, William E. (* 1962), US-amerikanischer Filmemacher, Videokünstler, Fotograf und Schriftsteller
- Jones, William Theopilus (1842–1882), US-amerikanischer Politiker
- Jones, Willie (1740–1801), US-amerikanischer Politiker
- Jones, Willie (1920–1977), US-amerikanischer R&B- und Jazz-Pianist
- Jones, Willie (1929–1993), US-amerikanischer Jazzmusiker
- Jones, Willie (* 1936), US-amerikanischer R&B-Sänger und Songwriter
- Jones, Willie (* 1968), US-amerikanischer Jazzmusiker
- Jones, Woodrow Wilson (1914–2002), US-amerikanischer Jurist und Politiker

##### Jones, Z
- Jones, Zay (* 1995), US-amerikanischer Footballspieler
- Jones, Zeke (* 1966), US-amerikanischer Ringer
- Jones, Zoe (* 1980), britische Eiskunstläuferin

#### Jones-

##### Jones-B
- Jones-Bos, Renée (* 1952), niederländische Diplomatin, Generalsekretärin des niederländischen Außenministeriums

##### Jones-D
- Jones-Davies, Sue (* 1949), britische Schauspielerin, Sängerin und Politikerin
- Jones-Drew, Maurice (* 1985), US-amerikanischer American-Football-Spieler

##### Jones-F
- Jones-Ferrette, LaVerne (* 1981), US-amerikanische Sprinterin (Amerikanische Jungferninseln)

##### Jones-H
- Jones-Hunter, Debbie (* 1958), bermudische Sprinterin

##### Jones-M
- Jones-Morgan, Judith, vincentische Juristin

##### Jones-R
- Jones-Roberts, David (* 1990), australischer Schauspieler

##### Jones-W
- Jones-Walker, Debbie (* 1953), kanadische Curlerin und Olympiasiegerin

### Jonev
- Jonevret, Kjell (* 1962), schwedischer Fußballspieler und -trainer